# 近鉄23000系電車
近鉄23000系電車（きんてつ23000けいでんしゃ）は、近畿日本鉄道の特急形車両・1994年3月15日のダイヤ変更時から営業運転を開始した。
「伊勢志摩ライナー」（略称：ISLまたはIL）の車両愛称をもつ。
電算記号（編成記号）は「Ise-shima Liner」から取られたiLである。
解説の便宜上、本項では大阪難波側の先頭車の車両番号+F（Formation=編成の略）を編成名として記述する（例：ク23101以下6両編成=23101F）。

## 概要
近鉄が三重県志摩郡磯部町（現・志摩市磯部町）に開発した複合リゾート施設である志摩スペイン村が1994年4月22日に開業するのに合わせて製造された特急形車両で、1993年から1995年にかけて6両編成6本（36両）が近畿車輛で製造された。
運行区間は、近鉄名古屋、大阪難波（一部大阪上本町）、京都から賢島あるいは鳥羽までの区間のほか、京都 - 近鉄奈良間、大阪難波 - 近鉄奈良間である。
本系列で運用される特急の場合、時刻表では交通新聞社が発行する『JR時刻表』・近鉄が発行する『近鉄時刻表』および近鉄各特急停車駅の時刻案内板では太陽をイメージしたシンボルマークが使われ、JTBパブリッシングが発行する『JTB時刻表』では「IL」の表記がなされている。また『近鉄時刻表』では車椅子マークも併用されている。
1994年に社団法人日本鉄道建設業協会ブルネル賞（奨励賞）を受賞した。
| ブルネル賞受賞プレート（左）。車両は伊勢志摩の雰囲気にあわせてデザインされた（右）。 |  | ブルネル賞受賞プレート（左）。車両は伊勢志摩の雰囲気にあわせてデザインされた（右）。 |
| ブルネル賞受賞プレート（左）。車両は伊勢志摩の雰囲気にあわせてデザインされた（右）。 |  |                                                                                      |

### 開発の経緯
志摩スペイン村に代表されるリゾート地としての伊勢志摩のシンボルとなる特急を目指し、下記の開発コンセプトを設定した。
- ビスタカーやさくらライナーのように観光地への旅を演出する車両
- リゾート地へのグループ旅客に適した車両
- アーバンライナーや22000系の近代性と高品質デザインを備えた車両
- 近鉄らしさを残して新たな魅力をもった車両
- スピードアップに対応し、最高130km/hでの営業運転ができる車両

車両デザインは、近鉄、近畿車輛デザイン室、手銭正道、山内陸平のデザインチームによる。また、スペイン国鉄AVE（レンフェ100系）をデザインの参考とした。

## 構造

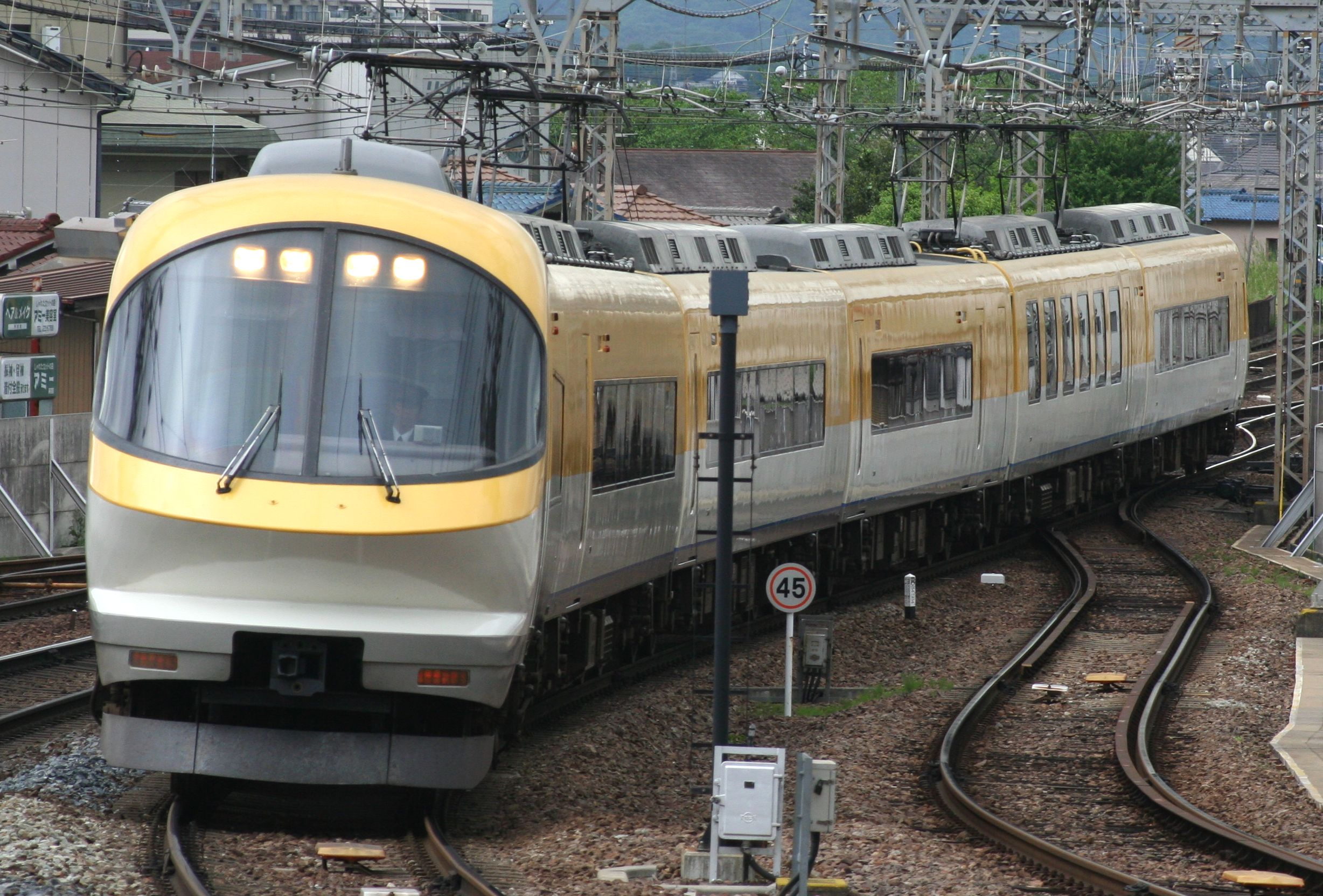
オリジナルスタイルの23000系

本項では竣功当初の仕様について述べる。

### 車体
| クサビ形とラウンド形状を組み合わせたスタイル |  | クサビ形とラウンド形状を組み合わせたスタイル |
| クサビ形とラウンド形状を組み合わせたスタイル |  |                                              |

先頭形状は、21000系のイメージを受け継いだラウンドスタイルとクサビ形を組合わせた流線形とした。フロントガラスは運転席後方のパノラマデッキの乗客の眺望性を考慮して上辺を拡大し、大型曲面ガラスの2枚構成とした。前照灯は角型シールドビームを4個配置し、標識灯・尾灯はLED式のものが車体下部スカート内に縦2列横6列の計12個を1ユニットとして左右に設置された。フロントの傾斜角は42度とした。また、中央に非常用の連結器が格納され、通常はクサビ状の構体から連結器が突出しないようにした。なお、列車無線アンテナは、30000系などと同じく運転台付近の屋根に設置されている。
車体断面と構造は22000系「ACE」とおおむね同様である。違いとしては、屋根巻上げ部半径が22000系では300mmなのに対し、23000系では500mmとして、やや丸味を帯びている。この断面形状はレギュラーカー・デラックスカー・サロンカーを問わず全車同一である。
側面窓は連続ガラスの外はめ式であり、上下幅を22000系と同じ825mmとした。モ23200形は縦1,225mm×横1,700mmの単独の大窓が6個並んでいる。窓高さが大きいためにガラスを直線形状とすると構体との段差が生じることから、曲面ガラスを使用している。なお、モ23300形の車内販売コーナー（シーサイドカフェ）部分の海側にはサロンカーと同一サイズの大窓が設けられ（山側には業務用プラグドアを配置し窓はない）、モ23200形とセットで本系列の外観上のアクセントとなっている。
外板塗装は伊勢志摩の明るいイメージを取り入れた表現として、上半分が豊かな太陽光線のイメージでサンシャインイエロー■、下半分が21000系や26000系でも採用されたクリスタルホワイト■、裾は砂浜をイメージしたグレイッシュサンド■が塗られ、境目は海をイメージしたアクアブルー■の細い帯が引かれている。モ23400形のトイレ寄りの車体側面にはISLのイニシャルを縦のストライプであしらったロゴタイプが白色で描かれている。行先方向幕は側面の乗降扉脇にのみ設置されている。
乗降扉は22000系と同様の案内レール式のプラグドアを採用し、有効開口幅を900mmとした（全車共通）。
特別車両であるデラックスカー、サロンカーの客用扉付近には専用マークがプリントされる。デラックスカーは21000系と同一のDSマークだが、サロンカーは「SALOON SETAS」の頭文字をデフォルメしたSSマークが新たに採用された。

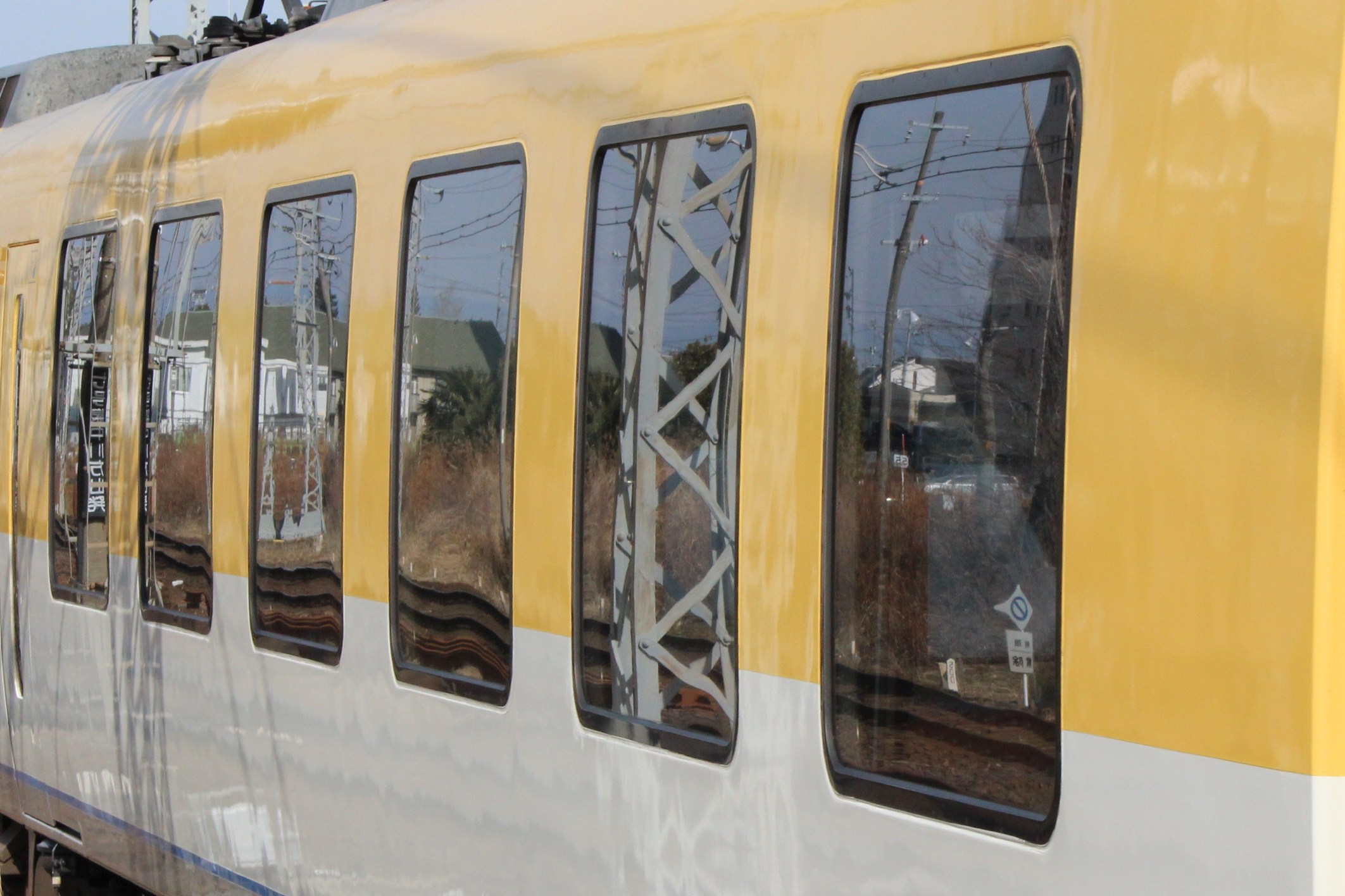
サロンカー側窓は車体断面に合わせてカーブしている
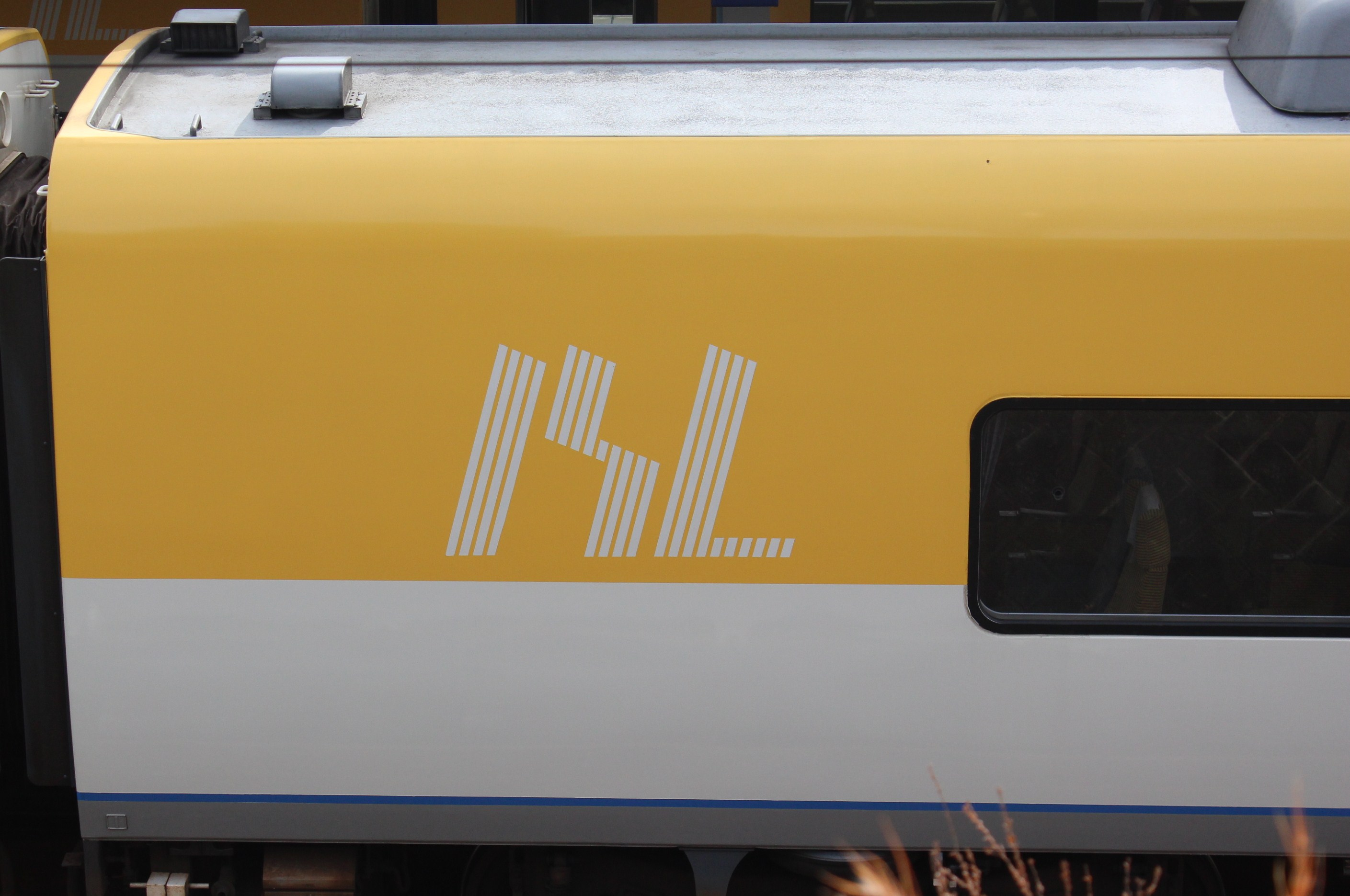
ISLマーク
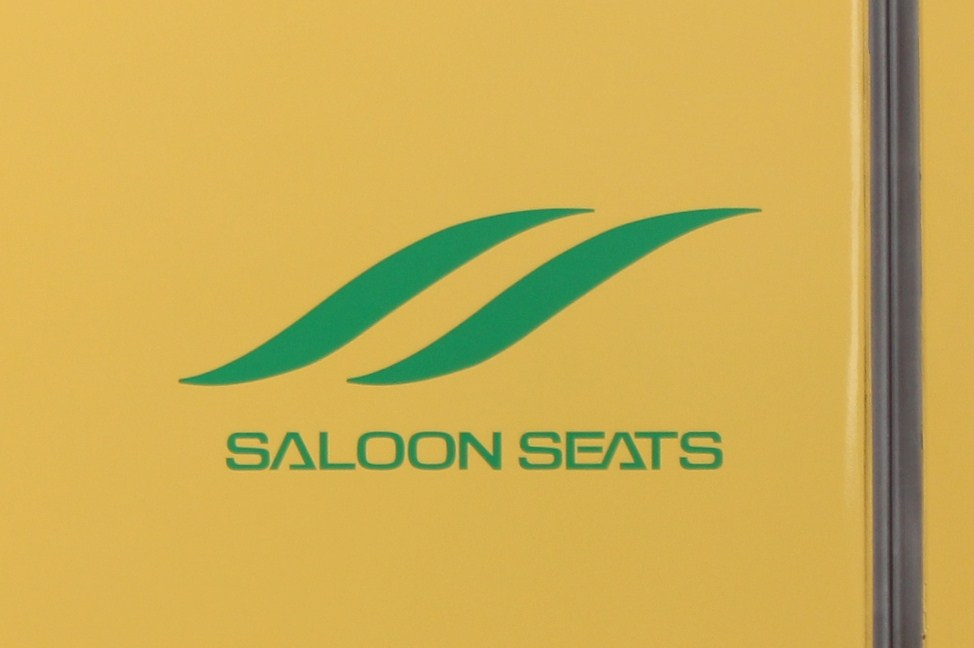
SSマーク

### 編成
MT比4M2T（電動車4両・制御車2両）の6両編成で、大阪側からク23100形（Tc1） - モ23200形（M1） - モ23300形（M'1） - モ23400形（M'2） - モ23500形（M2） - ク23600形（Tc2）で構成される。機器システム上は大阪側3両と名古屋側3両で分割可能な構成になっており、モ23300形とモ23400形が接する貫通路部分には入換用の簡易運転台が設けられている。
| 大阪・京都発着編成 名古屋発着編成 | ← 大阪難波・大阪上本町・京都近鉄奈良・賢島・鳥羽・近鉄名古屋 → ← 賢島近鉄名古屋 → | ← 大阪難波・大阪上本町・京都近鉄奈良・賢島・鳥羽・近鉄名古屋 → ← 賢島近鉄名古屋 → | ← 大阪難波・大阪上本町・京都近鉄奈良・賢島・鳥羽・近鉄名古屋 → ← 賢島近鉄名古屋 → | ← 大阪難波・大阪上本町・京都近鉄奈良・賢島・鳥羽・近鉄名古屋 → ← 賢島近鉄名古屋 → | ← 大阪難波・大阪上本町・京都近鉄奈良・賢島・鳥羽・近鉄名古屋 → ← 賢島近鉄名古屋 → | ← 大阪難波・大阪上本町・京都近鉄奈良・賢島・鳥羽・近鉄名古屋 → ← 賢島近鉄名古屋 → | ← 大阪難波・大阪上本町・京都近鉄奈良・賢島・鳥羽・近鉄名古屋 → ← 賢島近鉄名古屋 → | ← 大阪難波・大阪上本町・京都近鉄奈良・賢島・鳥羽・近鉄名古屋 → ← 賢島近鉄名古屋 → |
| 号車                              | 6                                                                                 | 5                                                                                 | 4                                                                                 | 3                                                                                 | 2                                                                                 | 1                                                                                 |                                                                                   |                                                                                   |
| 形式                              | ク23100形 (Tc1)                                                                   | モ23200形 (M1)                                                                    | モ23300形 (M'1)                                                                   | モ23400形 (M'2)                                                                   | モ23500形 (M2)                                                                    | ク23600形 (Tc2)                                                                   |                                                                                   |                                                                                   |
| 搭載機器                          | CP                                                                                | ◇,VVVF,◇                                                                          | SIV,BT                                                                            | SIV,BT                                                                            | ◇,VVVF,◇                                                                          | CP                                                                                |                                                                                   |                                                                                   |
| 自重                              | 37.0t                                                                             | 43.0t                                                                             | 42.0t                                                                             | 42.0t                                                                             | 43.0t                                                                             | 37.0t                                                                             |                                                                                   |                                                                                   |
| 座席種別                          | デラックス                                                                        | サロン                                                                            | レギュラー                                                                        | レギュラー                                                                        | レギュラー                                                                        | レギュラー                                                                        |                                                                                   |                                                                                   |
| 定員                              | 39                                                                                | 36                                                                                | 48                                                                                | 56                                                                                | 48+2（車椅子対応席）                                                              | 52                                                                                |                                                                                   |                                                                                   |
| 座席以外の設備                    | パノラマデッキ 公衆電話                                                           | 化粧室                                                                            | 車内販売準備室 シーサイドカフェ                                                   | 化粧室                                                                            | 化粧室・自動販売機 車椅子対応設備                                                 | パノラマデッキ 公衆電話                                                           |                                                                                   |                                                                                   |

- 号車番号は大阪、京都、名古屋発着に関係なくデラックスカーが6号車となる。
- 形式欄のMはMotorの略でモーター搭載車（電動車・動力車）、TはTrailerの略でモーターを搭載しない車（付随車）、Tcのcはcontrollerの略で正規運転台装備車（制御車。入換用簡易運転台装備車には冠されない）。
- 搭載機器欄のVVVFは制御装置、SIVは補助電源装置、CPは電動空気圧縮機、BTは蓄電池、◇はパンタグラフ。
- 編成定員は281名（デラックスカー 39名・サロンカー 36名・レギュラーカー206名）。

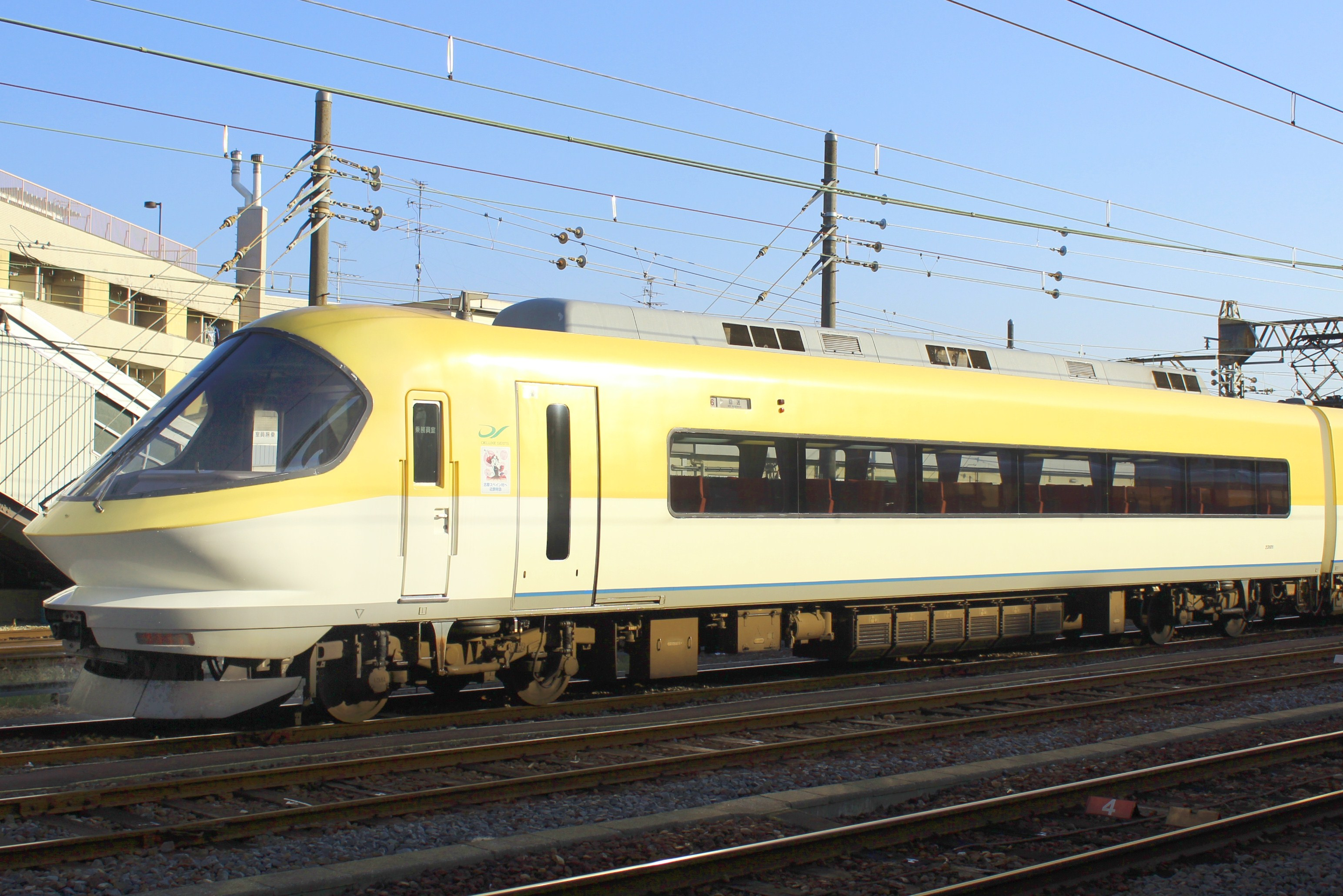
ク23100形
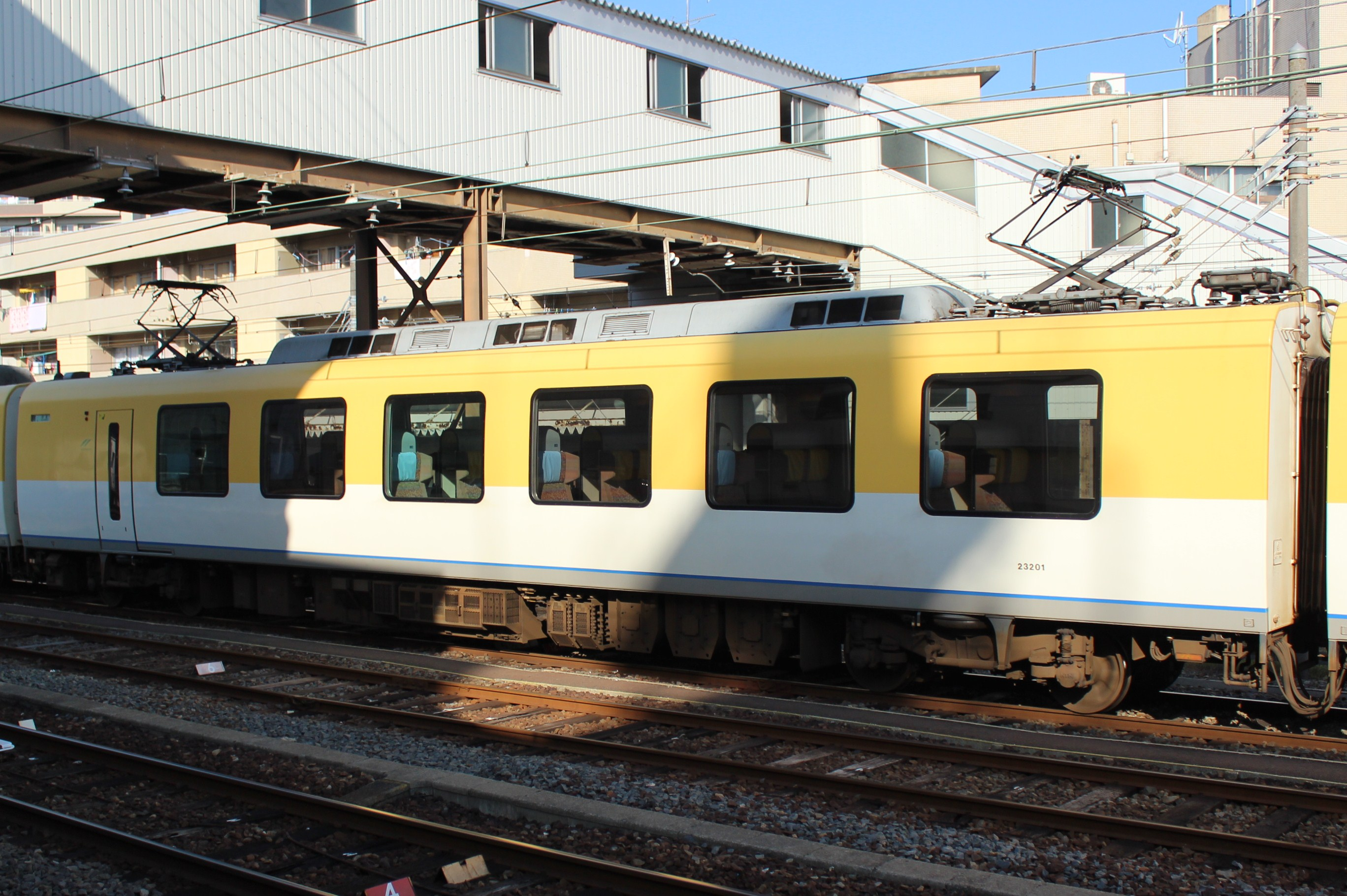
モ23200形
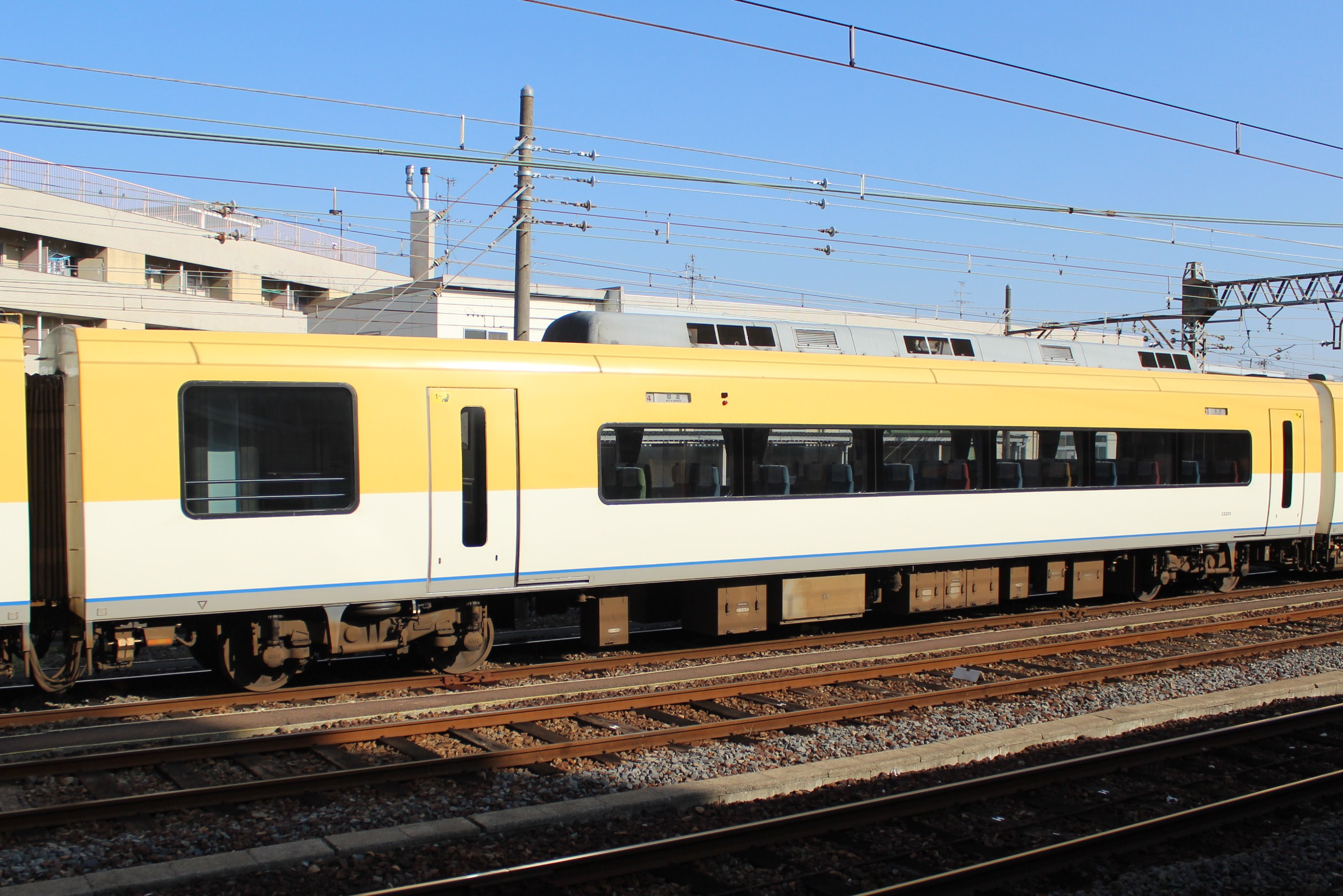
モ23300形
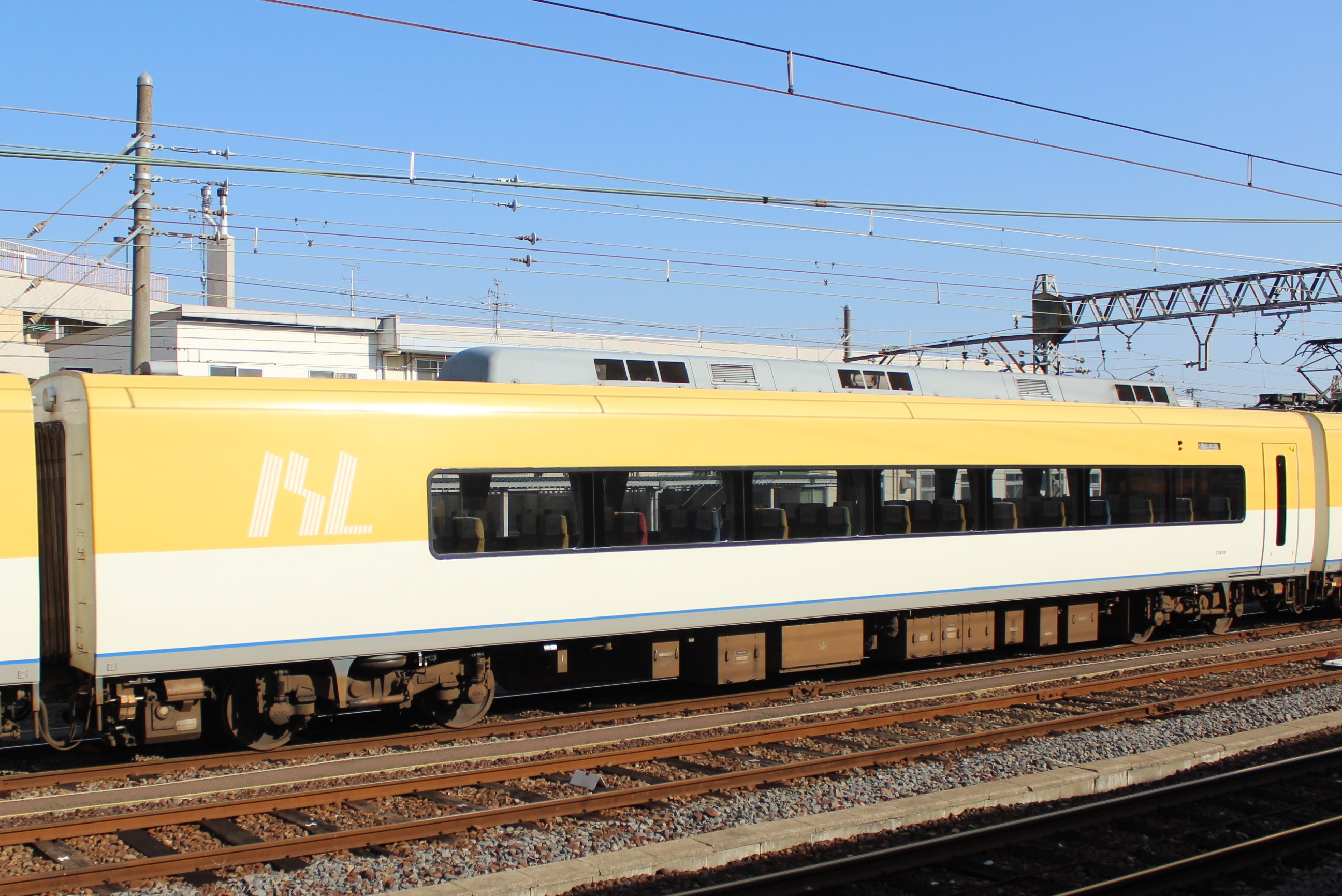
モ23400形
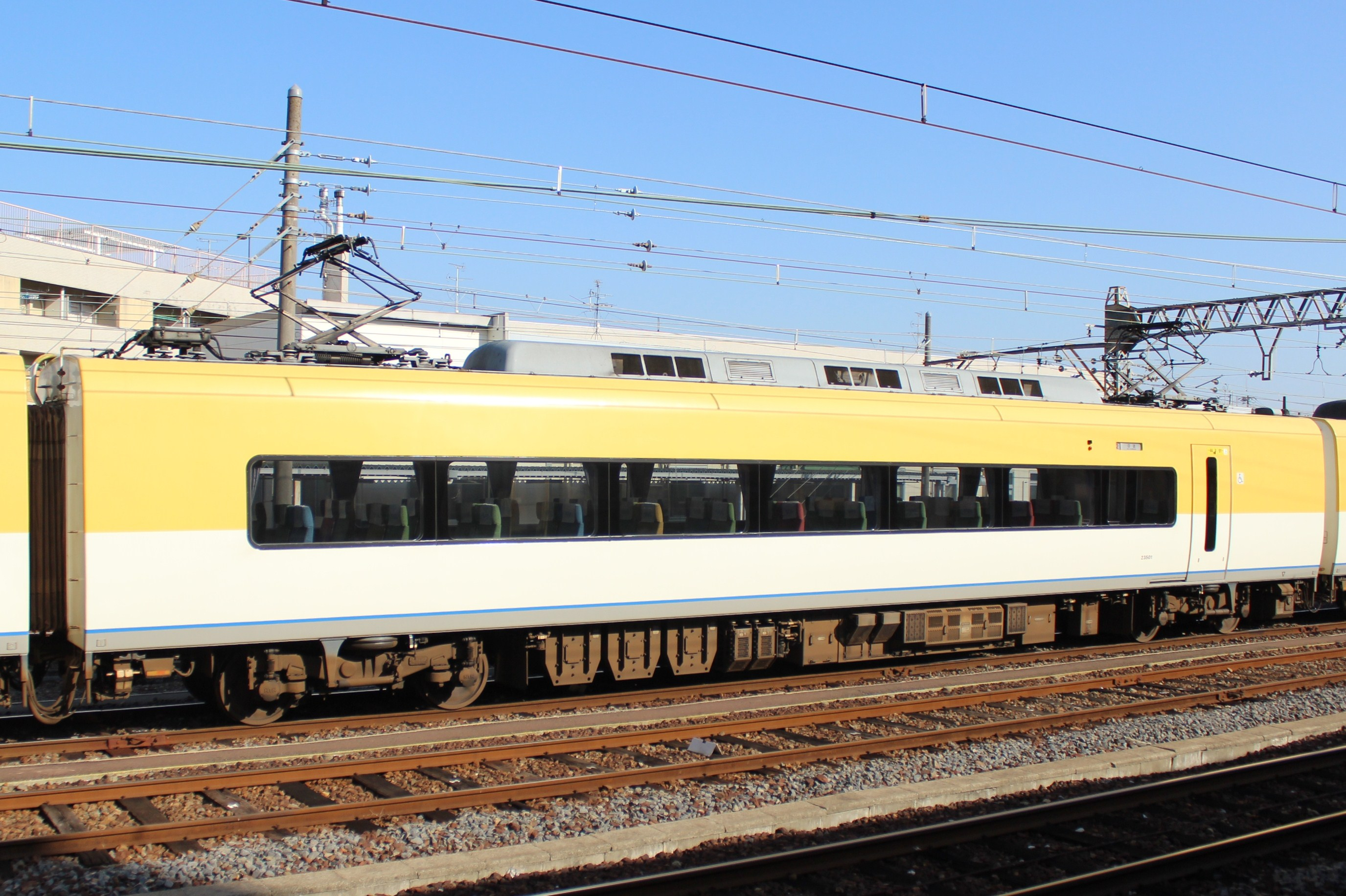
モ23500形
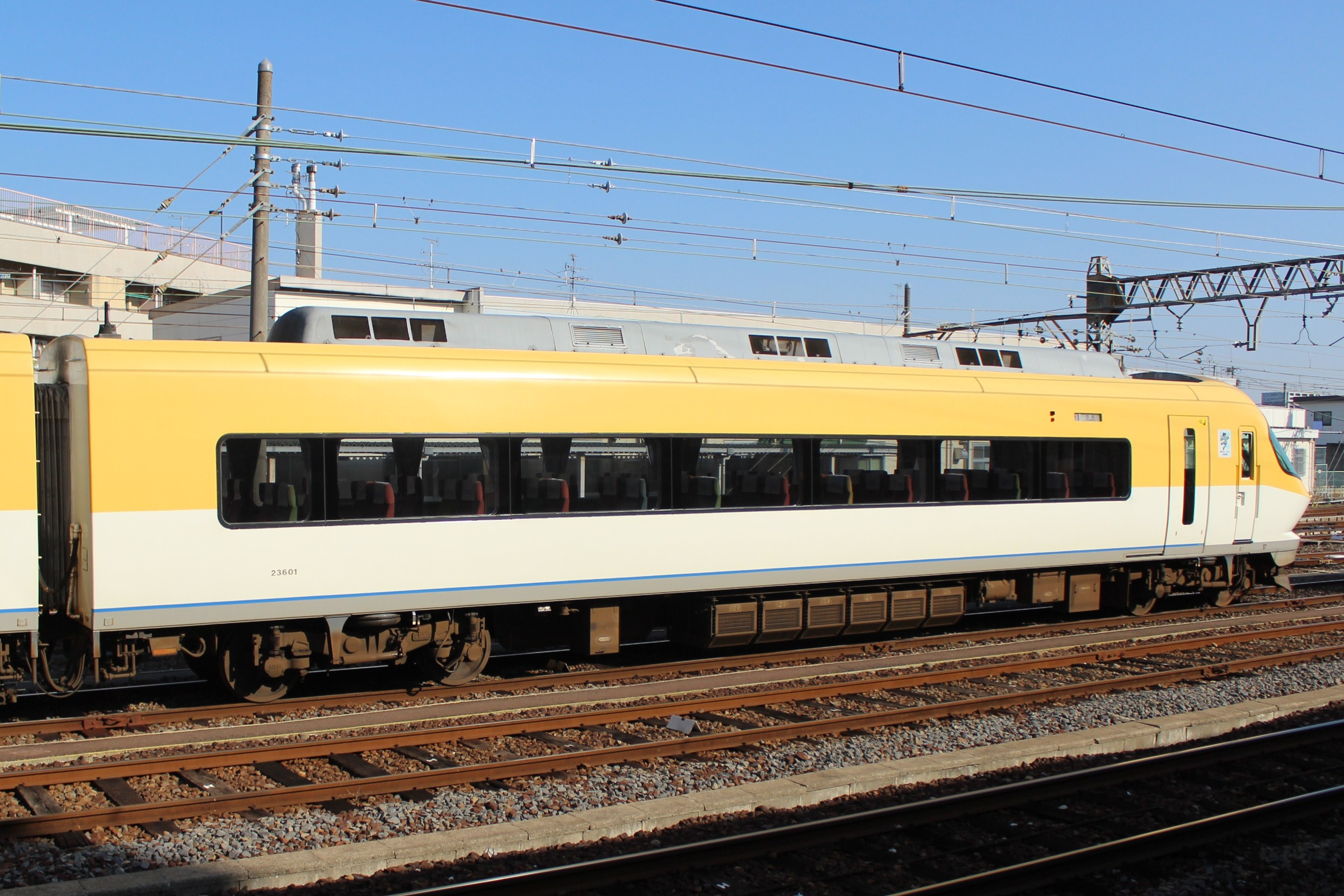
ク23600形

### 機器類

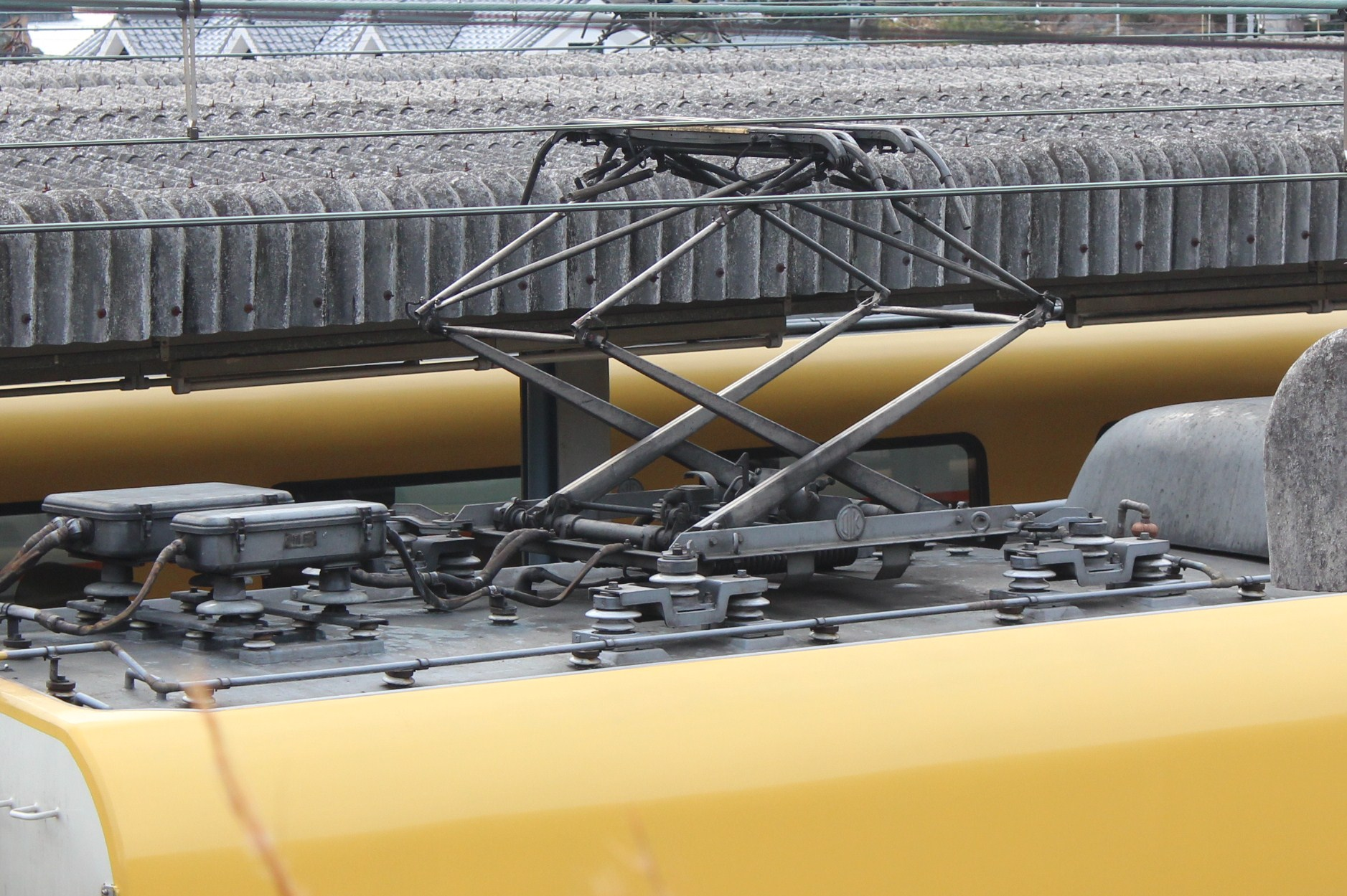
PT4811-C-Mパンタグラフ

制御方式は22000系に引き続きVVVFインバータ（三菱電機製 MAP-208-15VD45）を採用したが、22000系の全電動車方式に対し、大容量GTO製造技術の進歩や製造コストの面から両先頭車はモーターなしとしている。1台の制御装置（三菱電機製）で4台（1両分）の主電動機（三菱電機製MB-5056Aかご形三相誘導電動機）を制御する1C4M方式を採用し、これを電動車に2両分をまとめて1台のケースに収納した上で搭載している。また編成全体の出力を全電動車方式の22000系と同等とするために、モーター1台あたりの出力を200kWとした。歯車比は19:82（4.32） である。起動加速度は2.5km/h/s。最高速度は130km/h。33‰上り勾配区間においての均衡速度は120km/h、架線電圧10%減・定員乗車条件でも均衡速度116km/hの走行性能を確保している。

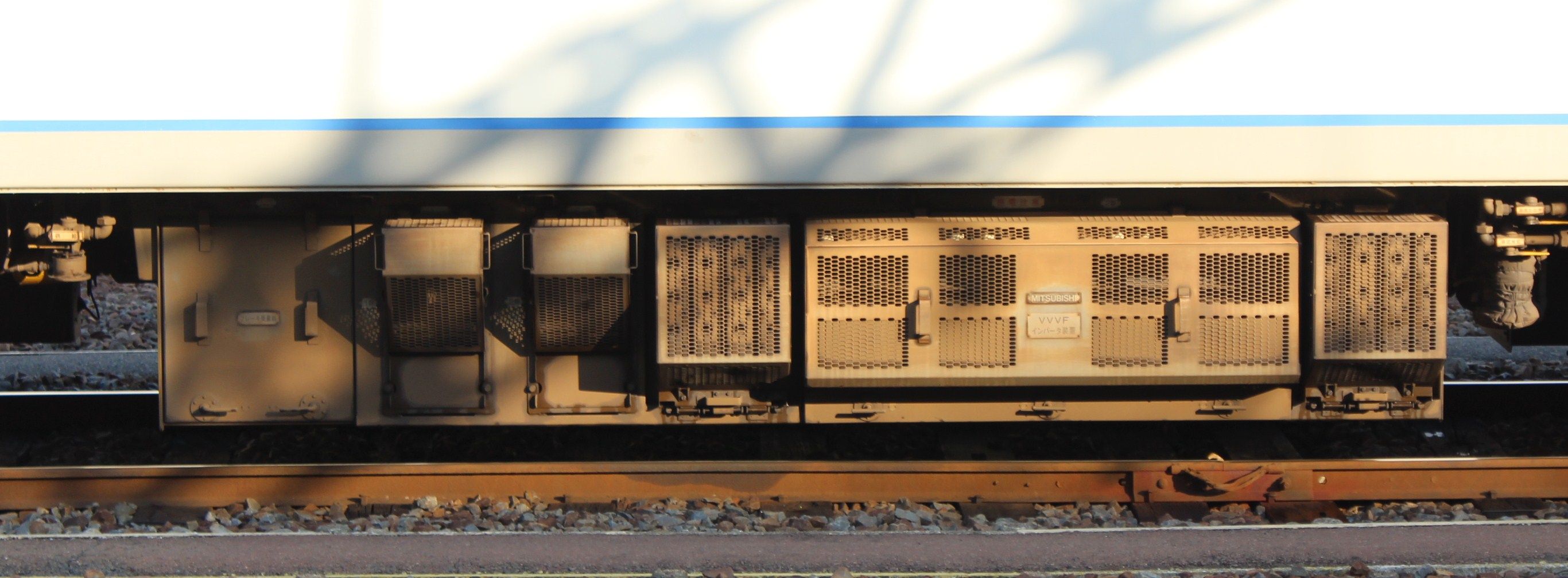
インバータ制御装置
MAP-208-15VD45

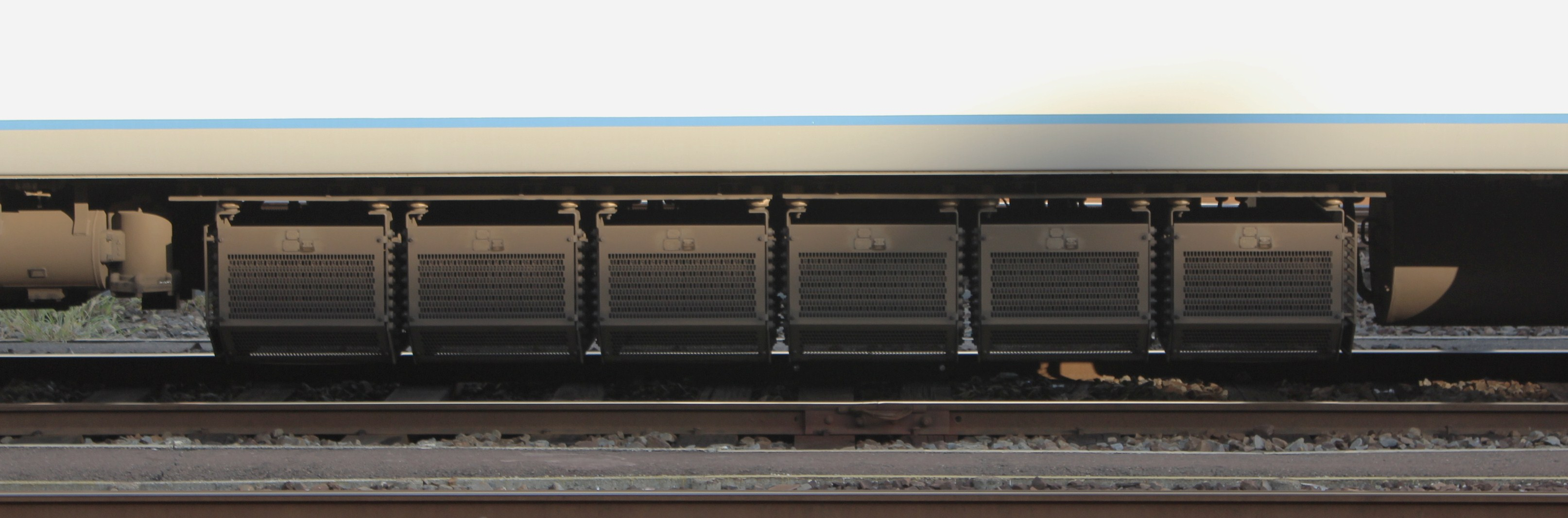
抑速用抵抗器
ク23100形とク23600形に搭載

ブレーキ装置は回生ブレーキ併用電気指令式空気ブレーキ (KEBS3) で、緊急時には電磁直通ブレーキ (HSC-D) の車両との連結が可能なように読み替え装置も設置している。抑速ブレーキも回生ブレーキであるが、フェイルセーフの観点から回生失効した際には発生した電力を架線ではなく抵抗器に流す発電ブレーキに切り替わるシステムを採用しており、両先頭車に抵抗器が搭載されている。
補助電源装置はモ23300形・モ23400形にDC - DCコンバータ（形式：COV019-A0）を搭載、空気圧縮機（形式：HS-20）は両先頭車に搭載される。
パンタグラフは東洋電機製造PT4811-C-M下枠交差式をモ23200形・モ23500形に各2台設置されている。
台車は電動車がKD-307形、制御車がKD-307A形を装備する。いずれもヨーダンパ付のボルスタレス式で、車軸にディスクブレーキが装備されている。また、両タイプの台車とも22000系と同じく踏面片押しブレーキを搭載し、ディスクブレーキと併用することによってブレーキ熱耐量を高めて130km/h運転に対応している。ブレーキ量の分担比はディスクブレーキ4、踏み面ブレーキ6の割合である。両台車ともホイールベースは2,200mmである。
なお、2010年から2012年にかけて、ブレーキシューの性能向上に伴いディスクブレーキの撤去を行い、基礎ブレーキは踏面ブレーキのみに変更した。これに伴い各車両とも0.8t軽量化された。
空調装置は22000系と同一で、冷凍能力14,000kcal/hの集約分散式2台と冷凍能力3,800kcal/hの荷棚下スポット空調用の1台を各車に搭載する（合計31,800kcal/h/両）。暖房は座席下にシーズワイヤー式ヒータを設置している（ク23100形　334W・モ23200形　400W・それ以外　250W）。換気装置は屋根上に設置し、1両あたり2台の熱交換型排気扇を取り付けた。
運転台の主幹制御器・ブレーキ設定器は横軸2ハンドルのデスクタイプである。運転台にはモニタ制御装置が設置されている。
警笛装置は、空気笛と21000系以来の音色である電気笛との組合わせである。ペダルを浅く踏むと電気笛が鳴り、深めに踏むと空気笛が鳴る。

### 客室
車両はレギュラーカー（普通車）が4両（モ23300 - ク23600形）、デラックスカーが1両（ク23100形）のほかに、本系列独特のサロンカー（モ23200形）も1両連結されている。サロンカーを除いた室内構造は22000系に準じている。デラックスカーとレギュラーカーには座席の自動回転機構が取り入れられており、折り返し駅における座席転換作業の省力化が図られている。妻壁にはドアの上と横にLED式の情報表示装置を設けた。この内、号車番号表示器（2種類の内、化粧室知らせ灯を併設するタイプ）には座席転換用キースイッチ機能がある。客室扉の窓は従来車と同様の縦長形状であるが上下を丸くデザインした。荷棚には先端にスリットが設けられ乗客が荷物を見つけやすくした他、スポット空調の吹き出し口を2つ設けた。荷棚照明は22000系とはデザインが異なり、縦長とした。客室天井も22000系に準ずるが、両サイドの飾り板は各車両で色が異なる。車内放送用スピーカーはこの飾り板内にビルトインされている。

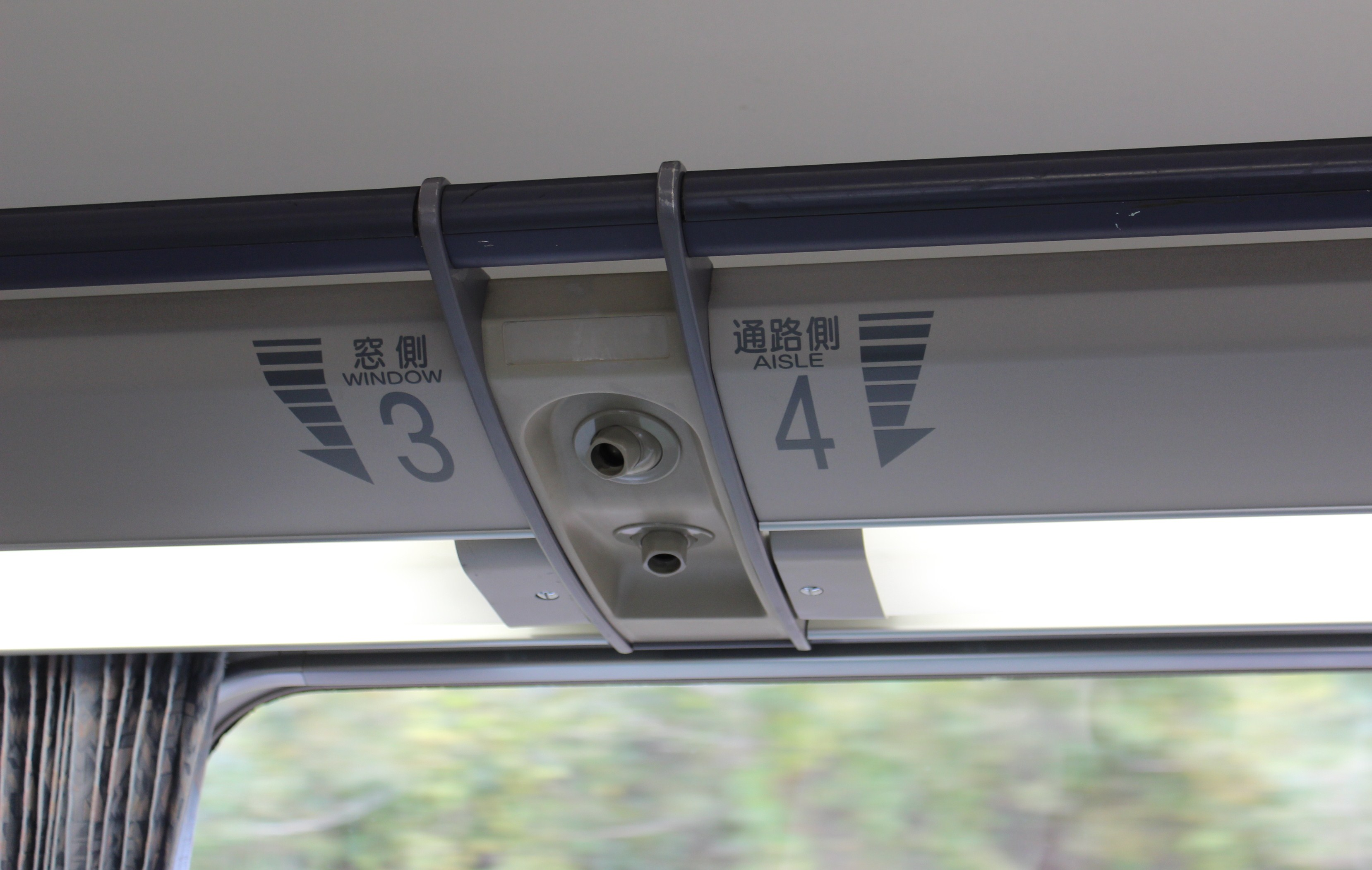
スポット空調
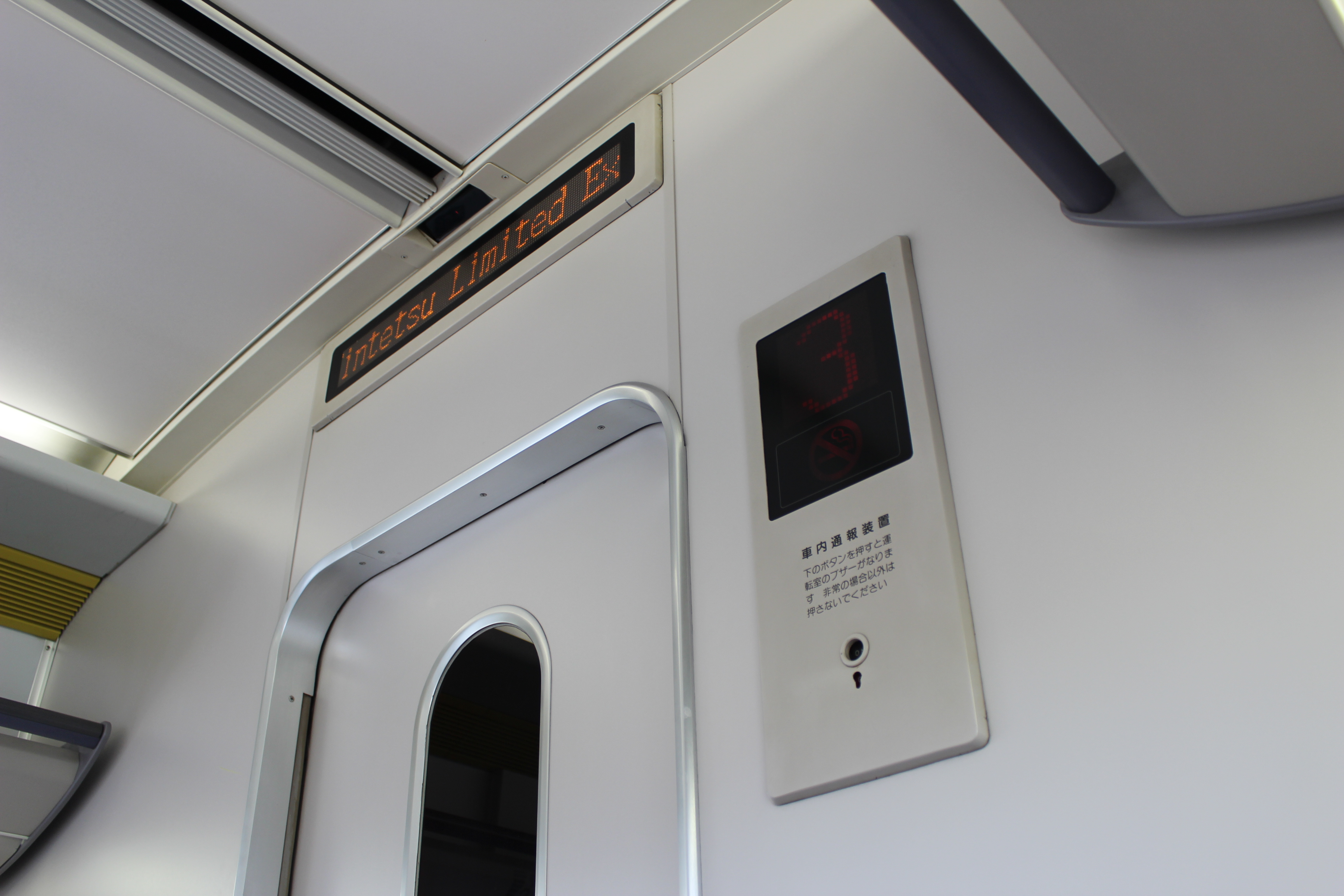
客室のLED表示器
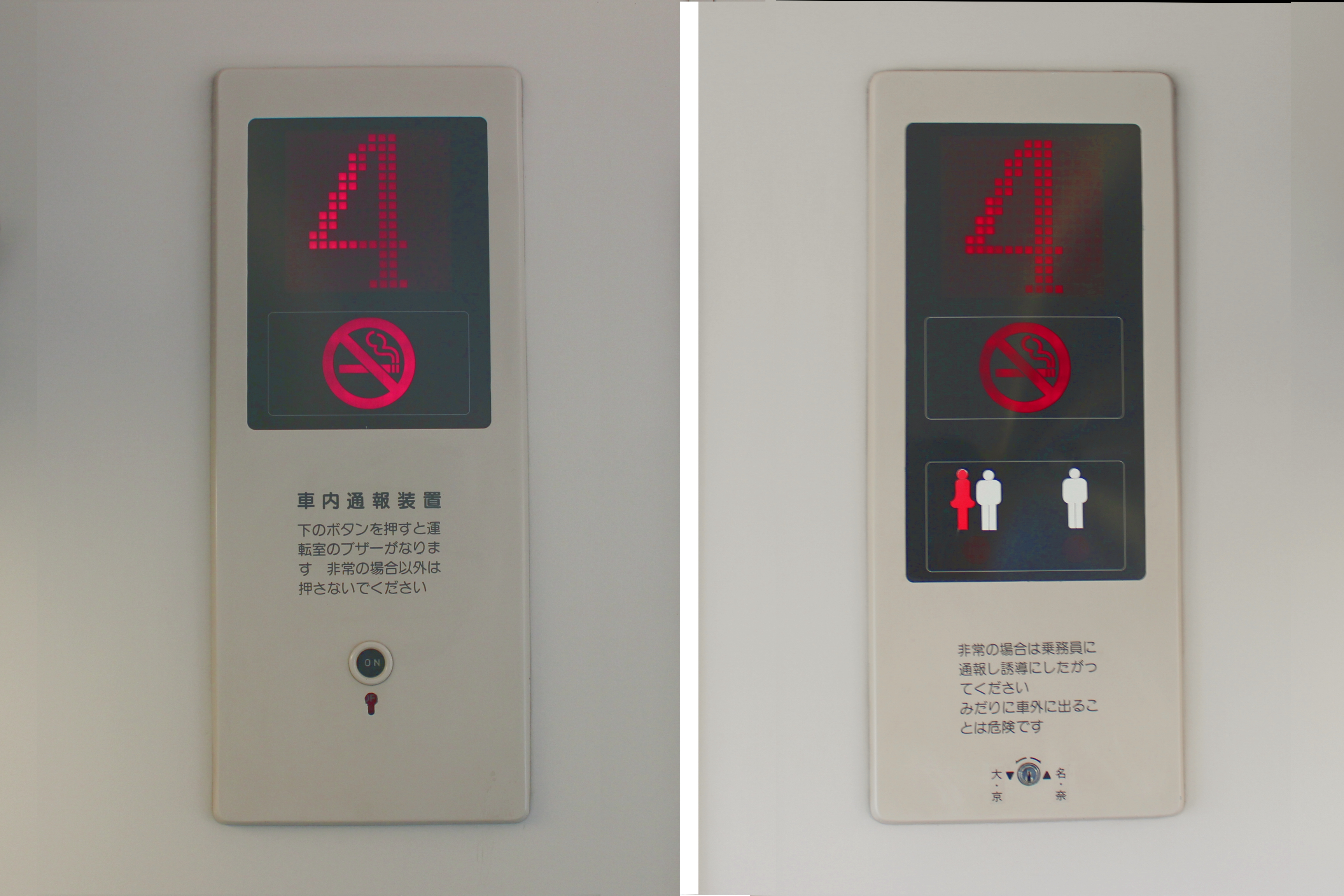
サインパネル2パターン 右のタイプにキースイッチを設けた
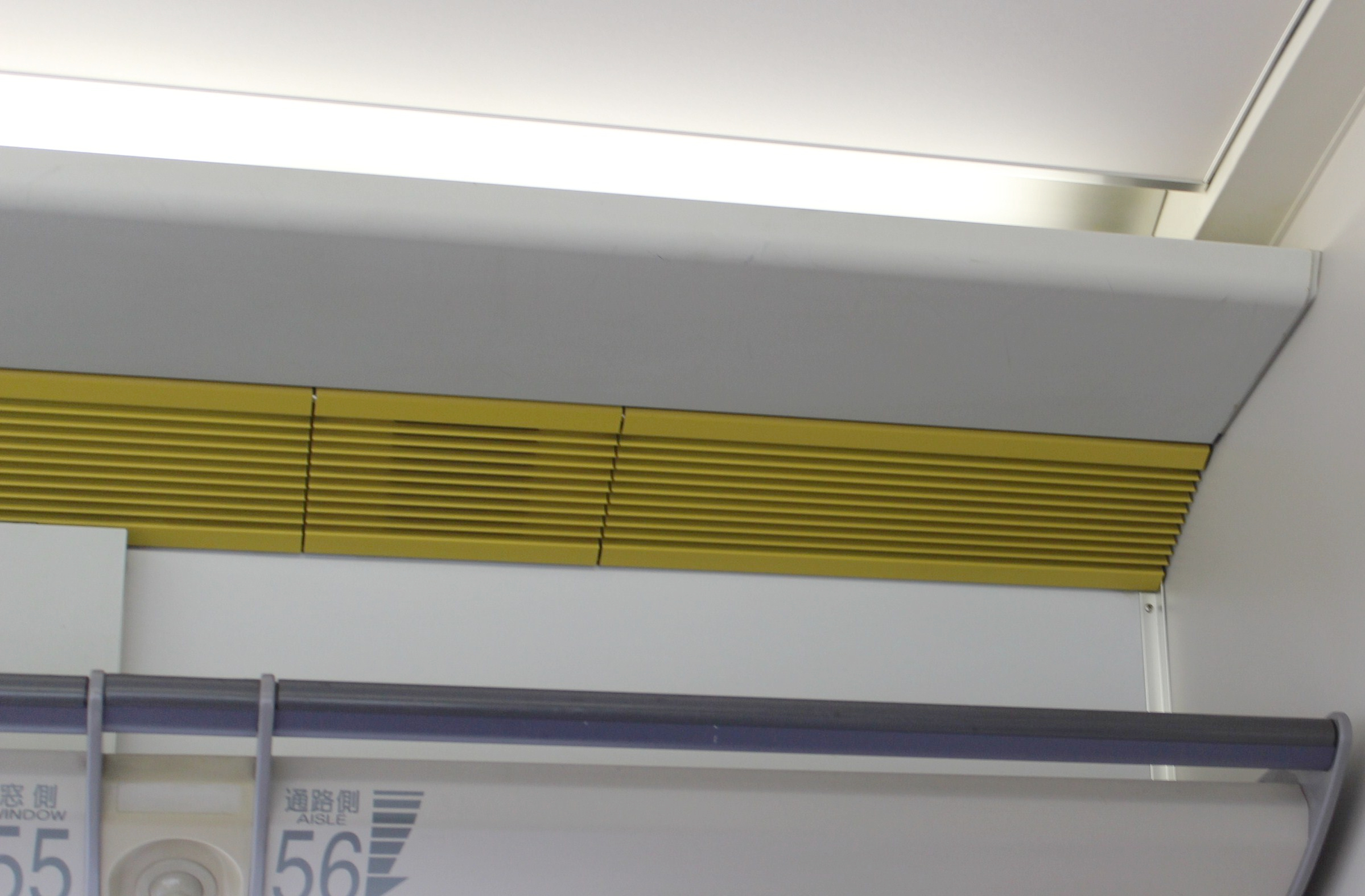
天井飾り板（スピーカーをビルトイン） レギュラーカーではテーマカラーを設定

#### サロンカー
サロンカーはグループ向けのセミコンパートメントとなっており、向かい合わせ式の座席とテーブルが通路を挟んで2人用（ツインシート）と4人用（サロンシート）がそれぞれ6区画設けられている。座席が背中合わせになった部分には荷物を置くスペースがあるほか、客室外の端部にも荷物置き場を別に設置した。営業開始当初は制度の都合上喫煙車として設定されていたため、タバコの煙が隣の区画に移らないようにエアカーテンを設置した。これは脚台の送り出し送風器から背ずり上部の吹き出し口に空気を流出させることで「空気の壁」を作りだす構造である。窓は開放感を演出するために上下に大きく寸法を拡大し、ヘッドクリアランスを高めに確保したことから、遮光設備はプリーツカーテンに替えて電動上昇下降式のロールカーテンとした。当座席のシートピッチは2,250mmで、席幅はサロンシートが1,280mm、ツインシートが750mmである。モケットは、ベージュ地に虹色の柄が入った「レインボーモザイク」と名付けられた表布が採用された。雰囲気の狙いとして「ヨーロッパ客車調のサロン」とした。運行開始当初はオーディオサービスが行なわれ、スチュワーデスによるイヤホンの配布によって、ひじ掛けのイヤホンジャックに差し込んで音楽が楽しめた。

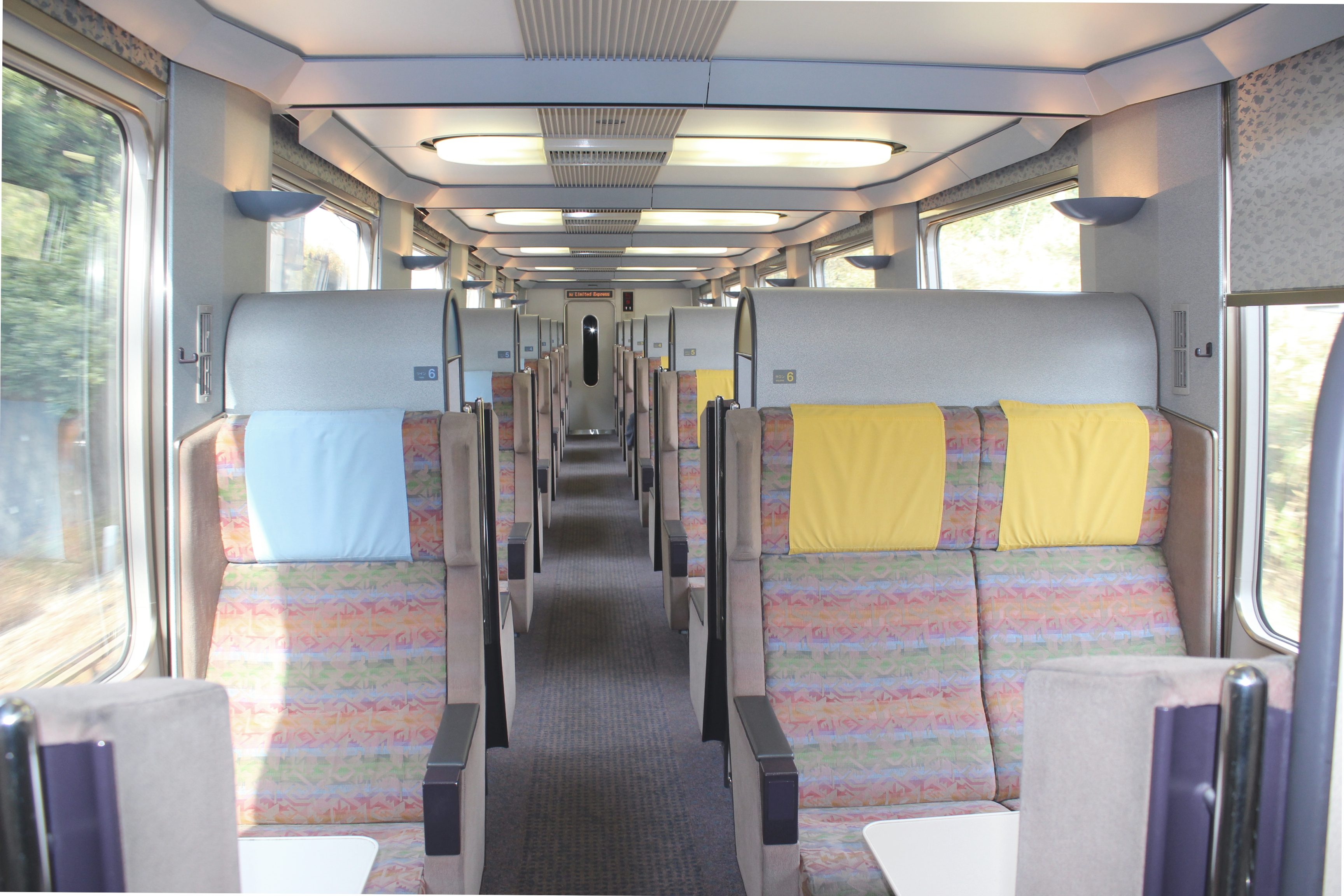
サロンカー
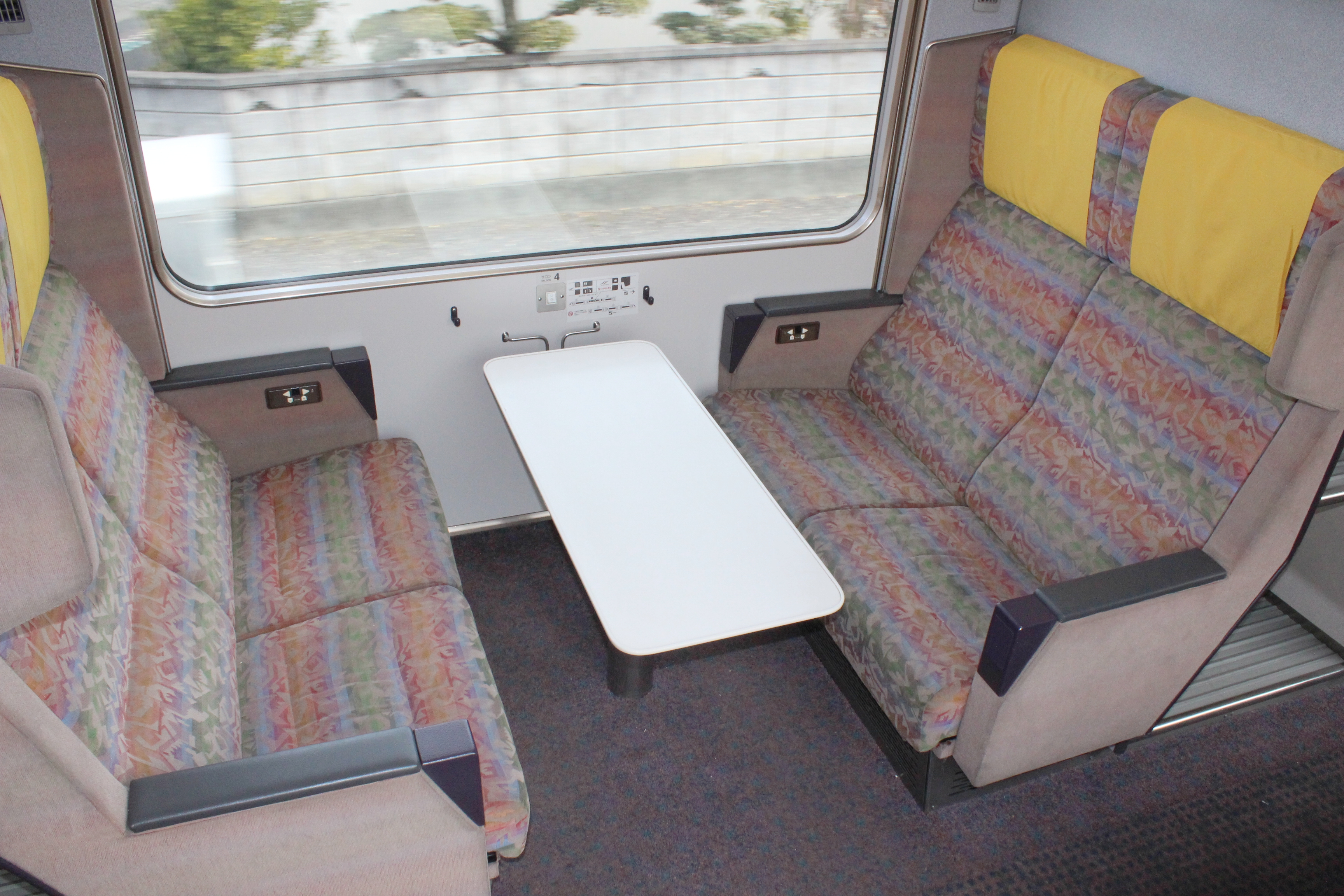
サロンシート
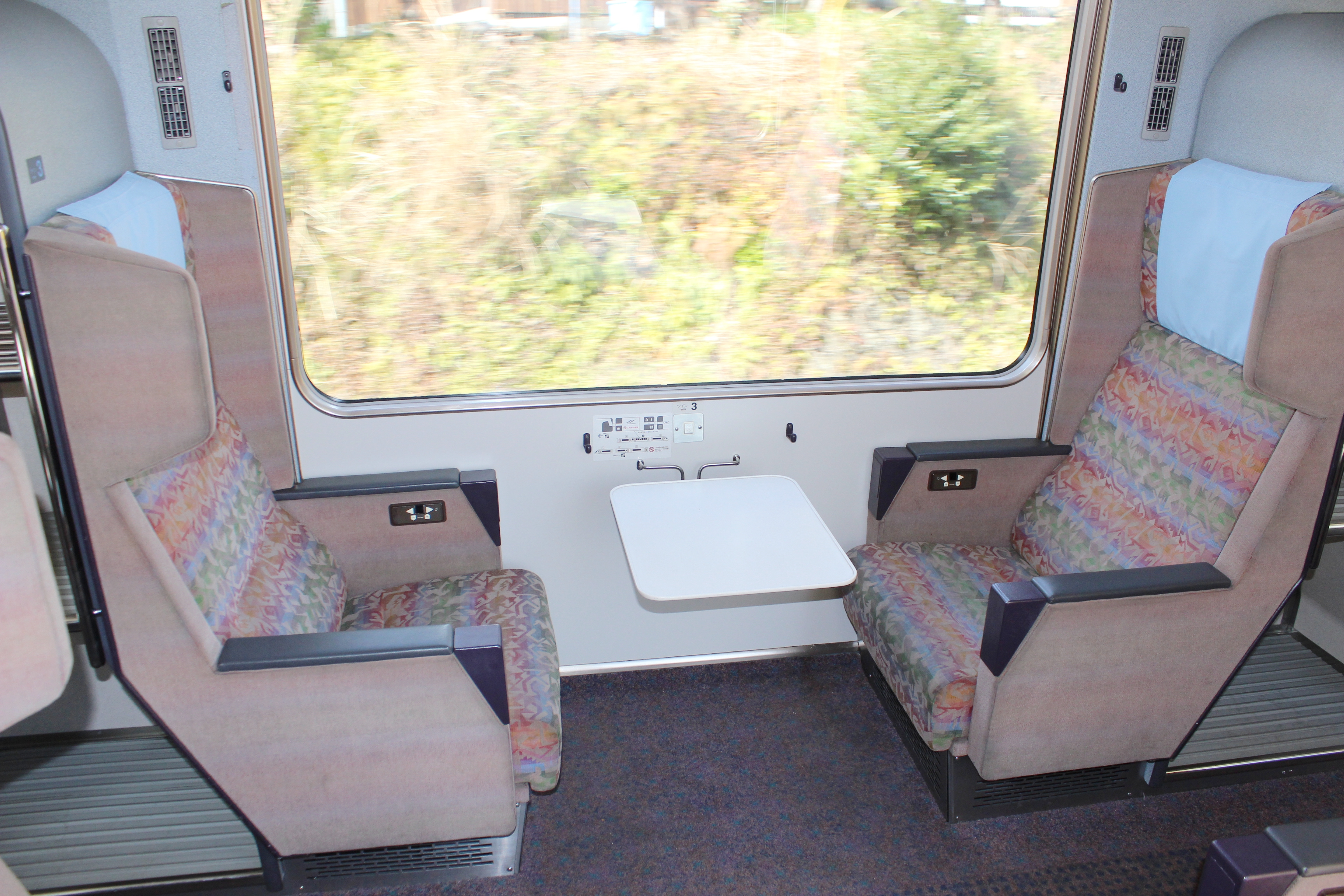
ツインシート
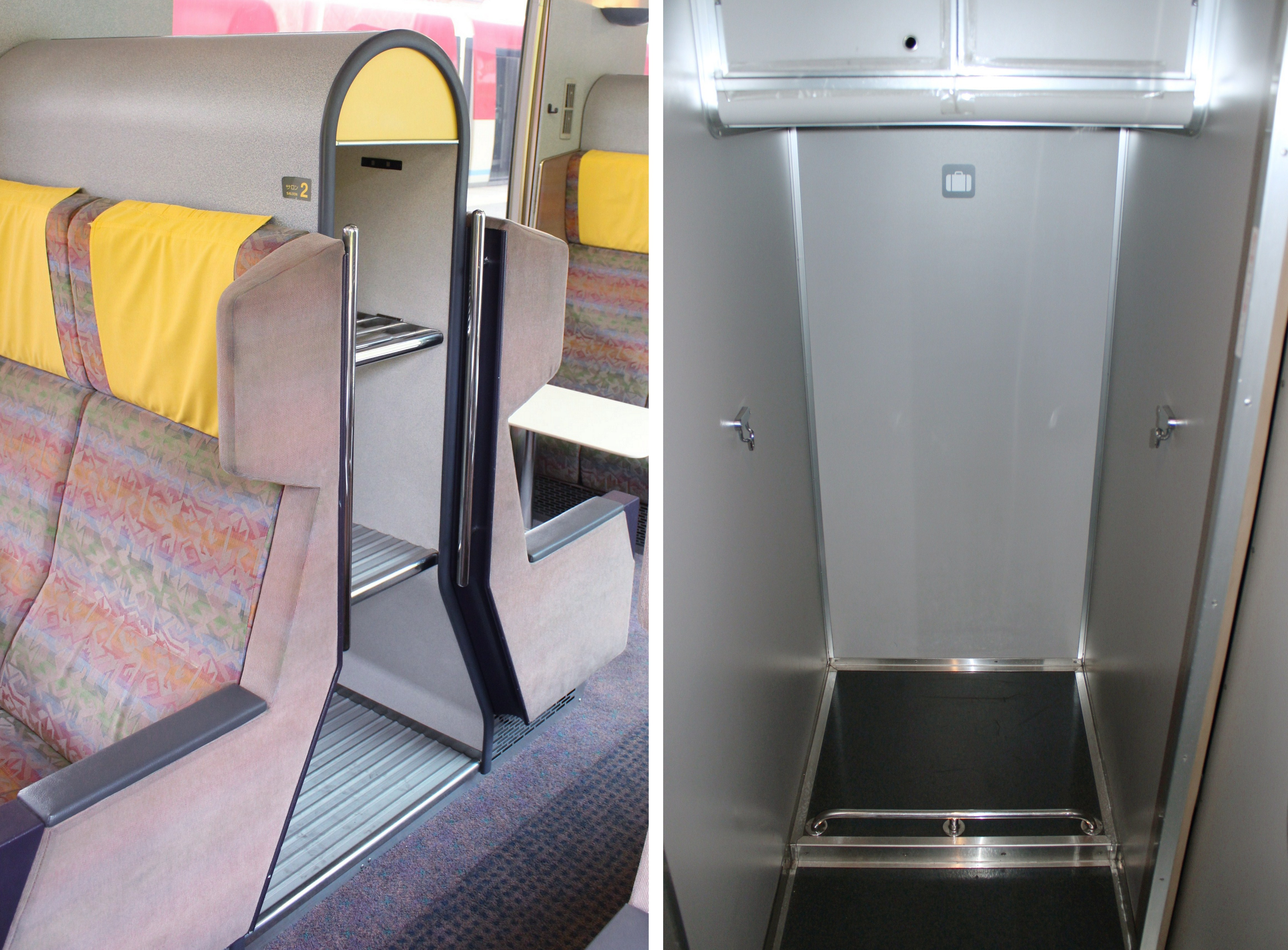
客室内の荷物置場（左） 通路の荷物置場（右）
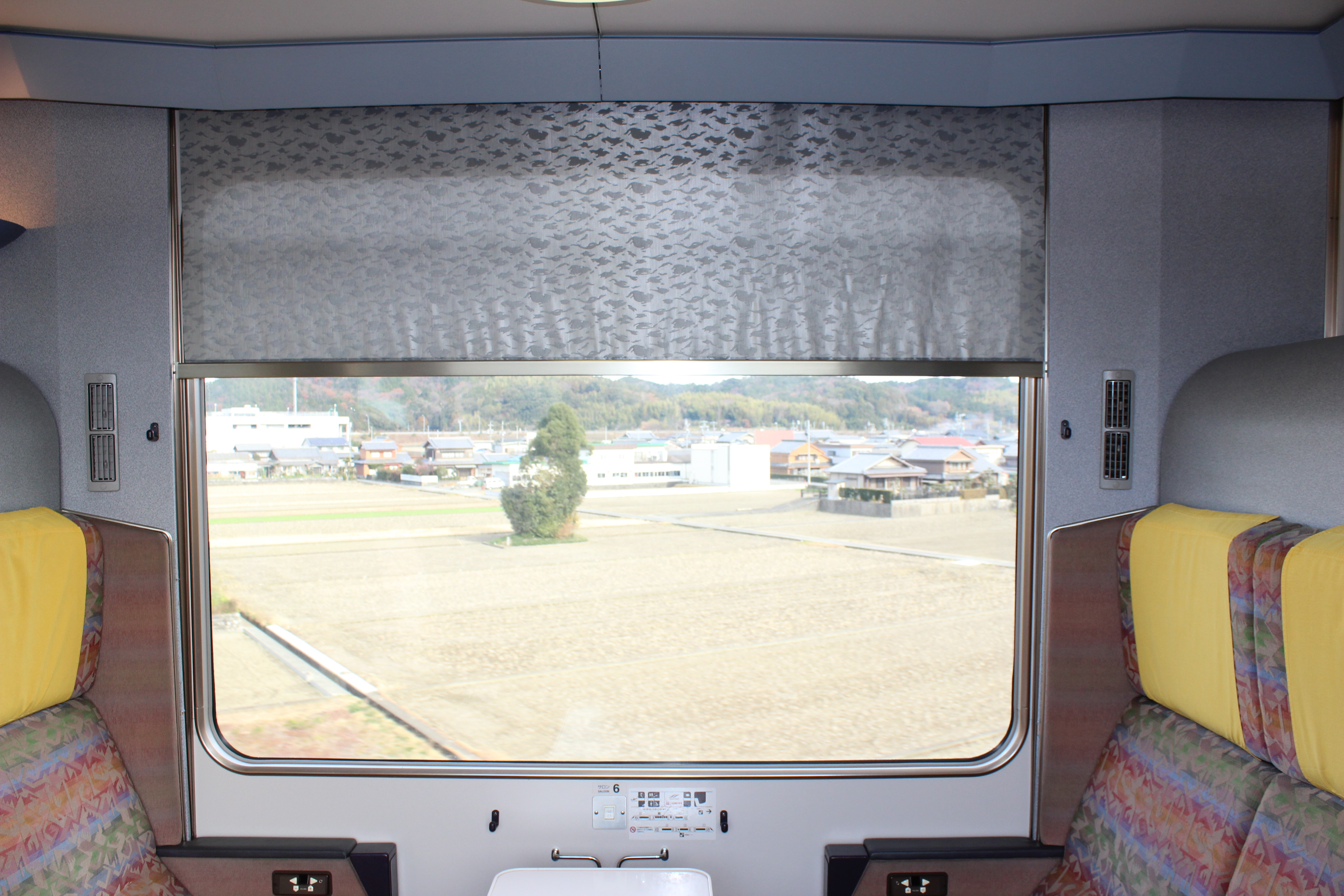
電動カーテン 自由な位置で止めることができる
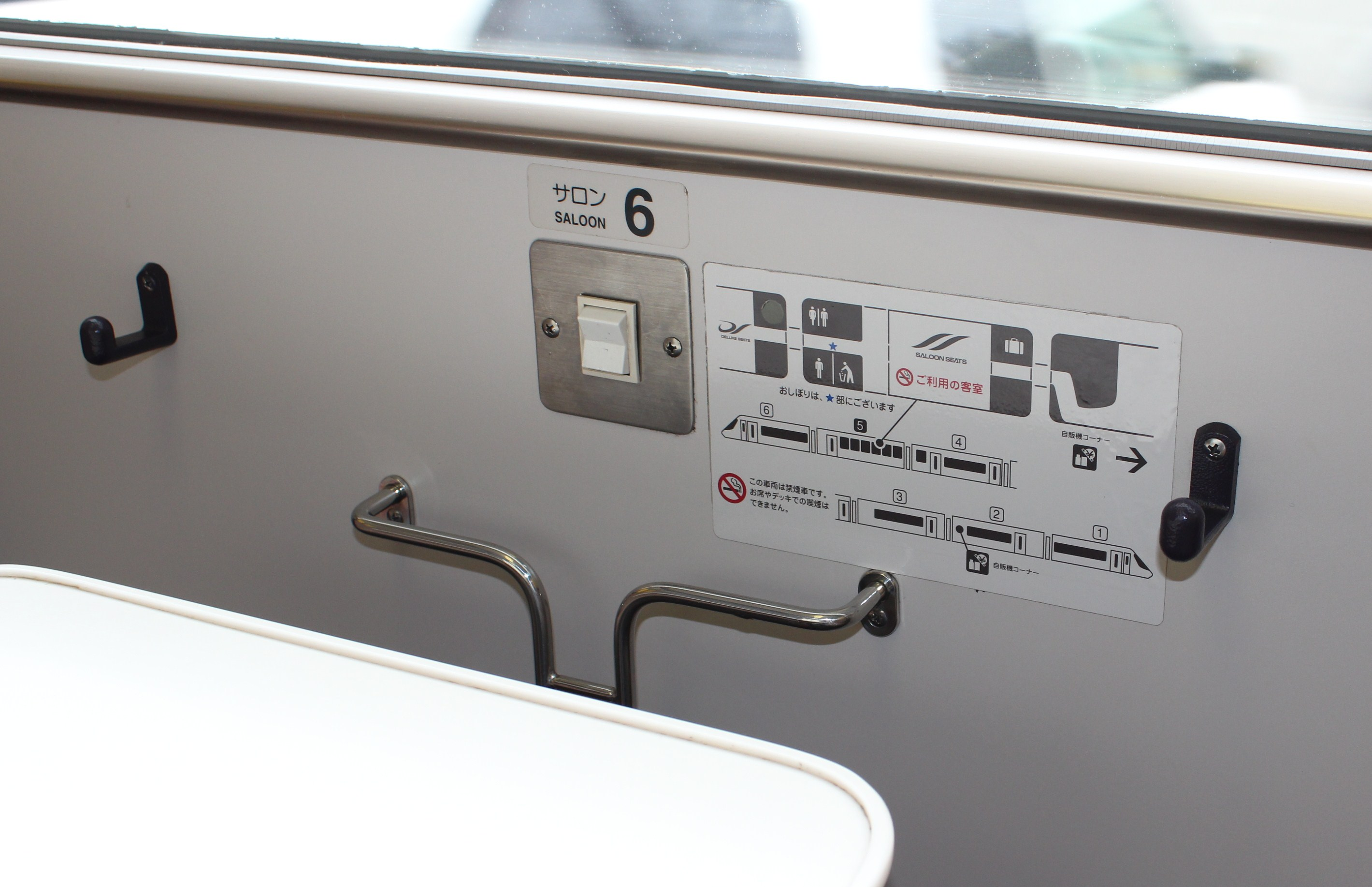
電動カーテンのスイッチ
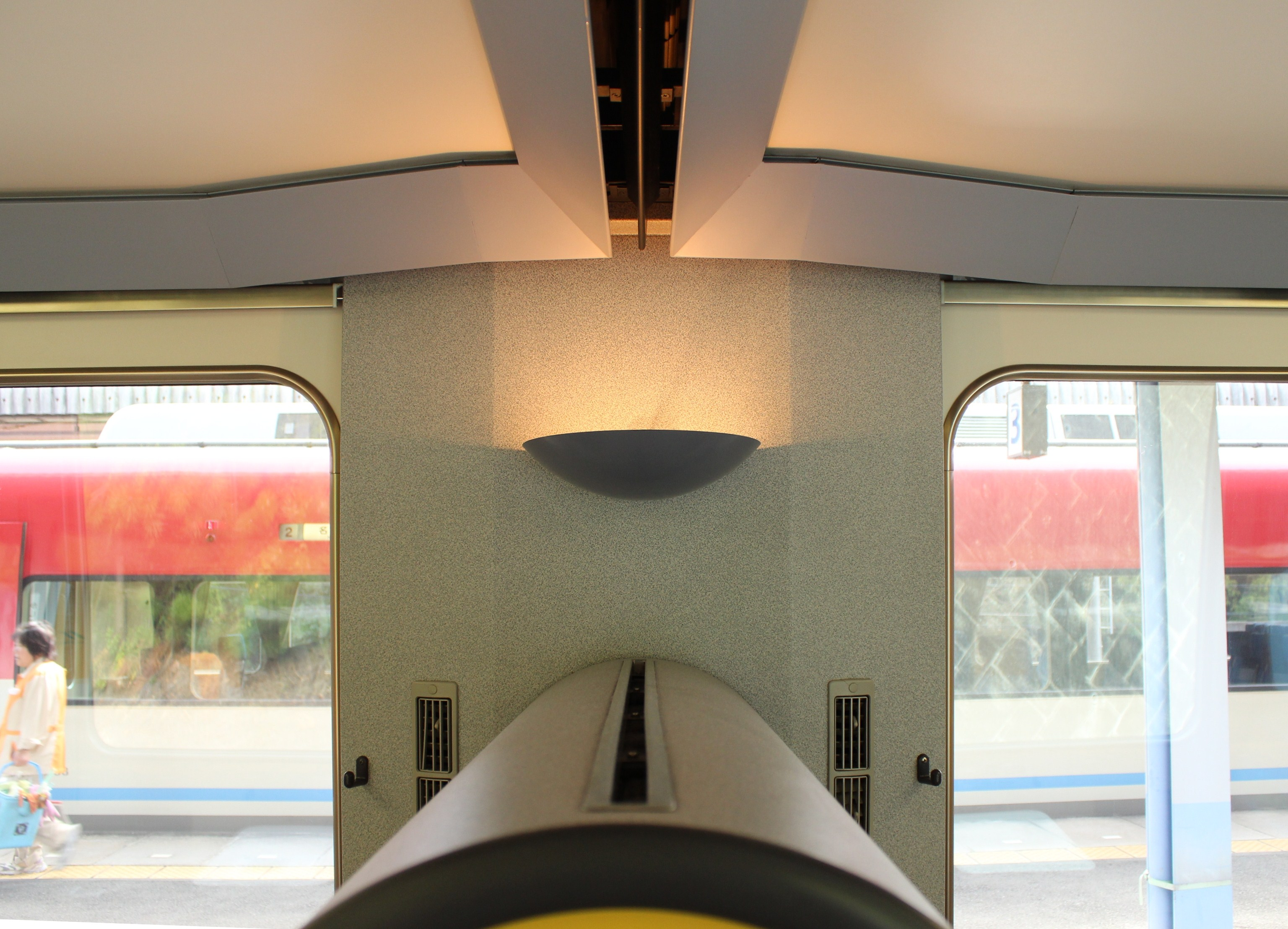
背ずり上部のエアカーテン吹出し口（下） 天井に設けられた吸込み口（上）
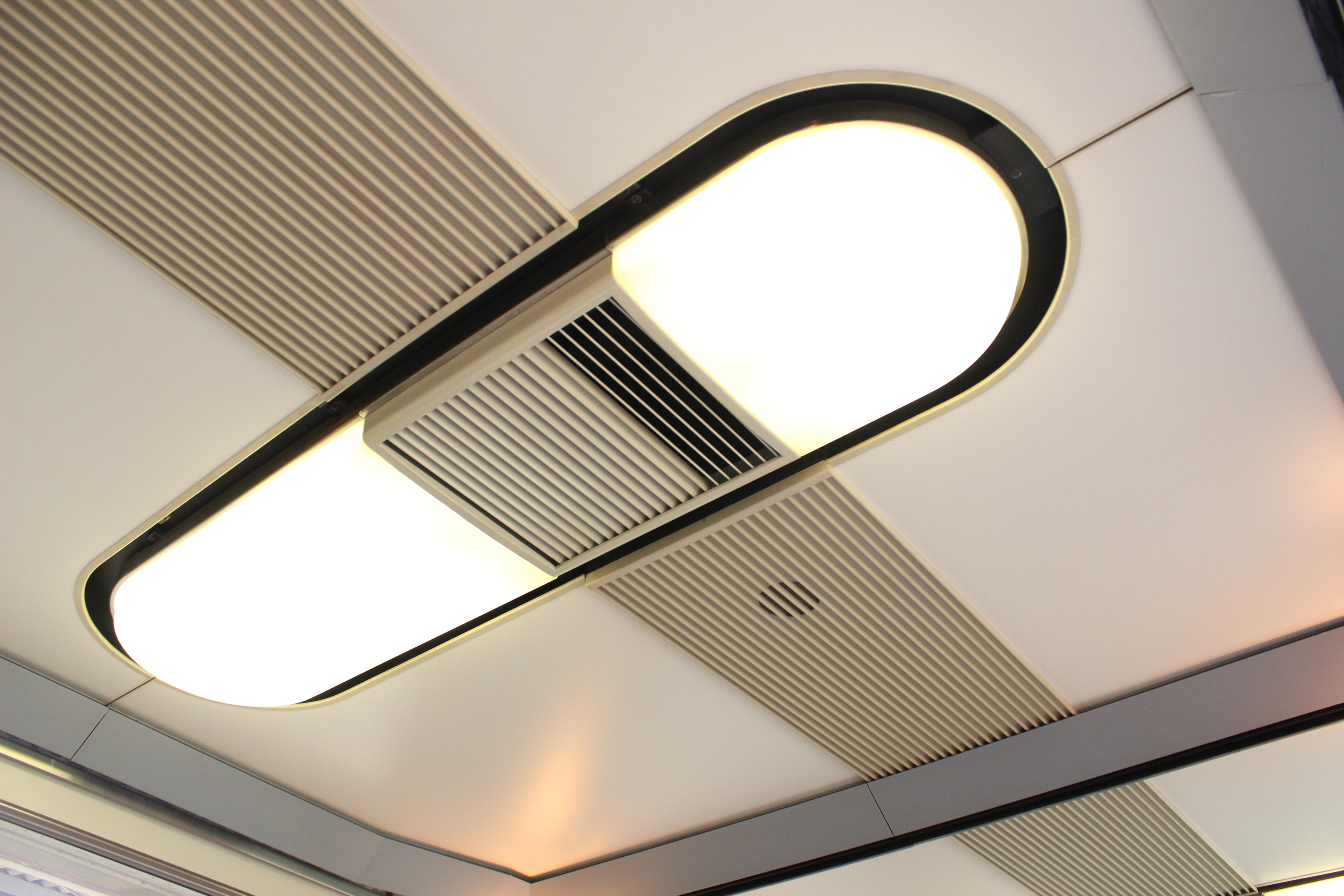
天井照明 中央に冷房用整風板を設置

#### デラックスカー
デラックスカーは21000系で利用が多かったことから採用されたもので、通路を挟んで2人掛けと1人掛けリクライニングシートが並んでいる（計39席）。しかし、サロンカーが設けられた関係で21000系とは異なり1両のみの設定となった（21000系も車体更新後は1両のみの設定となる）。営業運転開始当初から禁煙車に設定されているため、座席に灰皿は設置されていない。座席の仕様は21000系と異なり、幅広のヘッドレストを採用し、座布団は金属ばねに替えてウレタンを使用し軽量化を図った。モケットは深紅色の「クリムソンレッド」と呼ばれる色の表地を採用し、枕カバーも赤色系として情熱のスペインを表現した。足置き台は21000系と共通の形状で、靴を脱いで使用することができる。テーブルはひじ掛け内に収納されているが、座席回転時にテーブルを出した状態でも壁と接触せずに回転できるように異形とした。ただし、これではテーブル面積が不足するため、2人掛け席の中肘掛にも小テーブルを設けた。妻部壁面には、見付の向上と汚損を目立たなくさせるために海をイメージしたストライプパターンの模様が描かれている。照明はレギュラーカーと共通だが、荷棚下にカーテンライトを設けた点が異なる。カーテンは一般的な横引式（プリーツカーテン）である。床にはタイルカーペットが全面に渡って敷かれている。シートピッチは1,050mmである。サロンカーと同じく、かつては貸出イヤホンによるオーディオサービスと週刊誌の無料貸出サービスが行なわれていた。

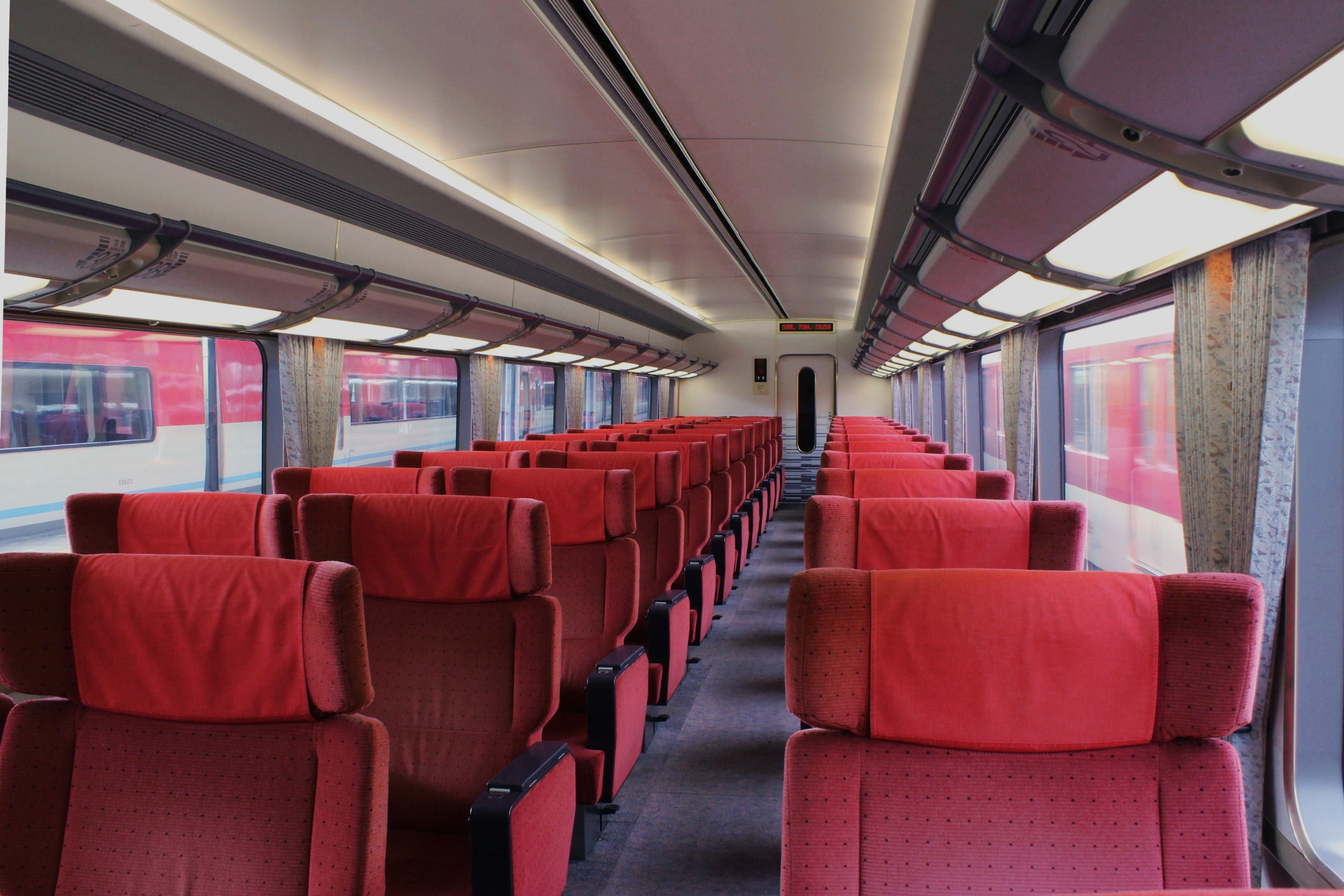
デラックスカー
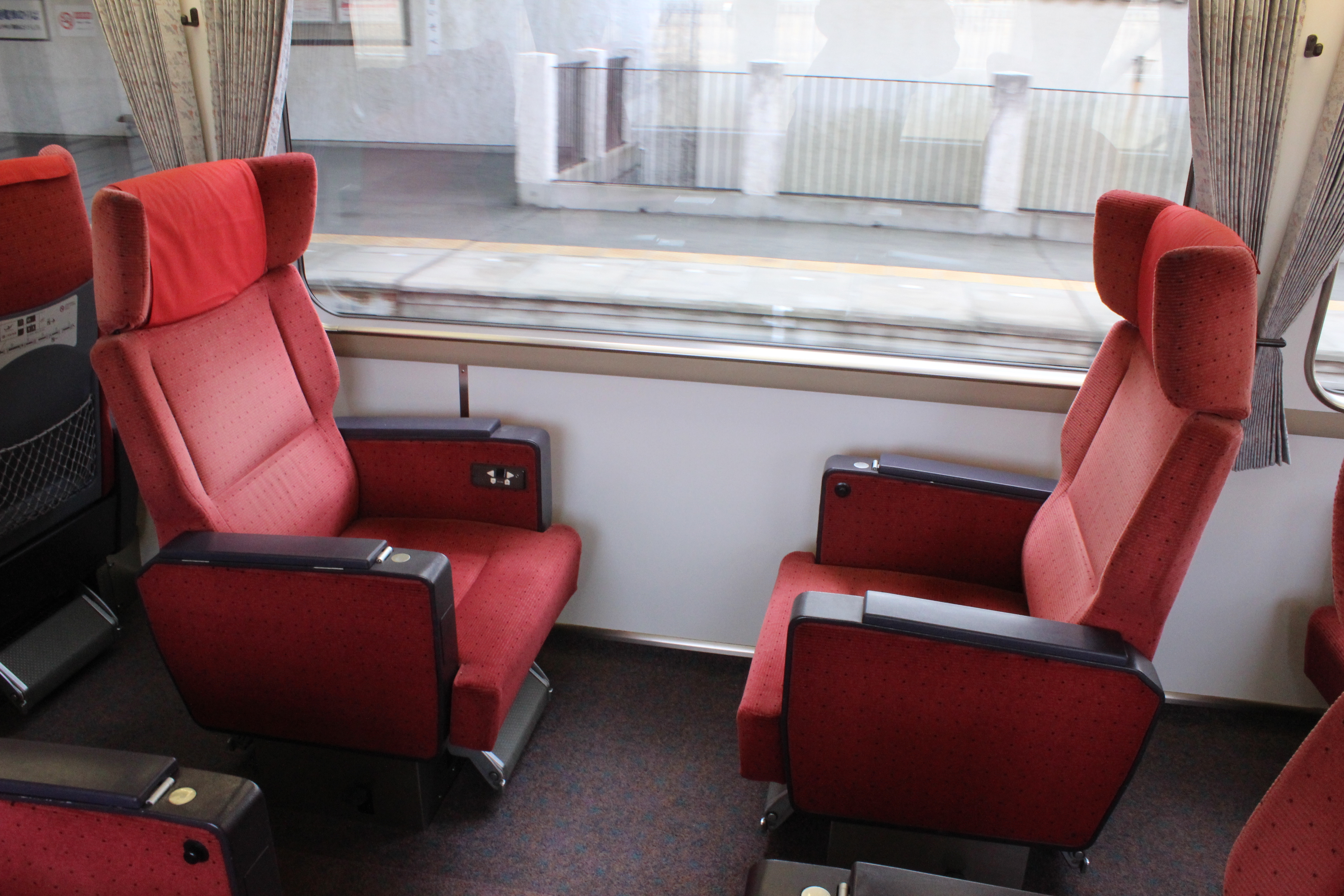
1人掛けシート
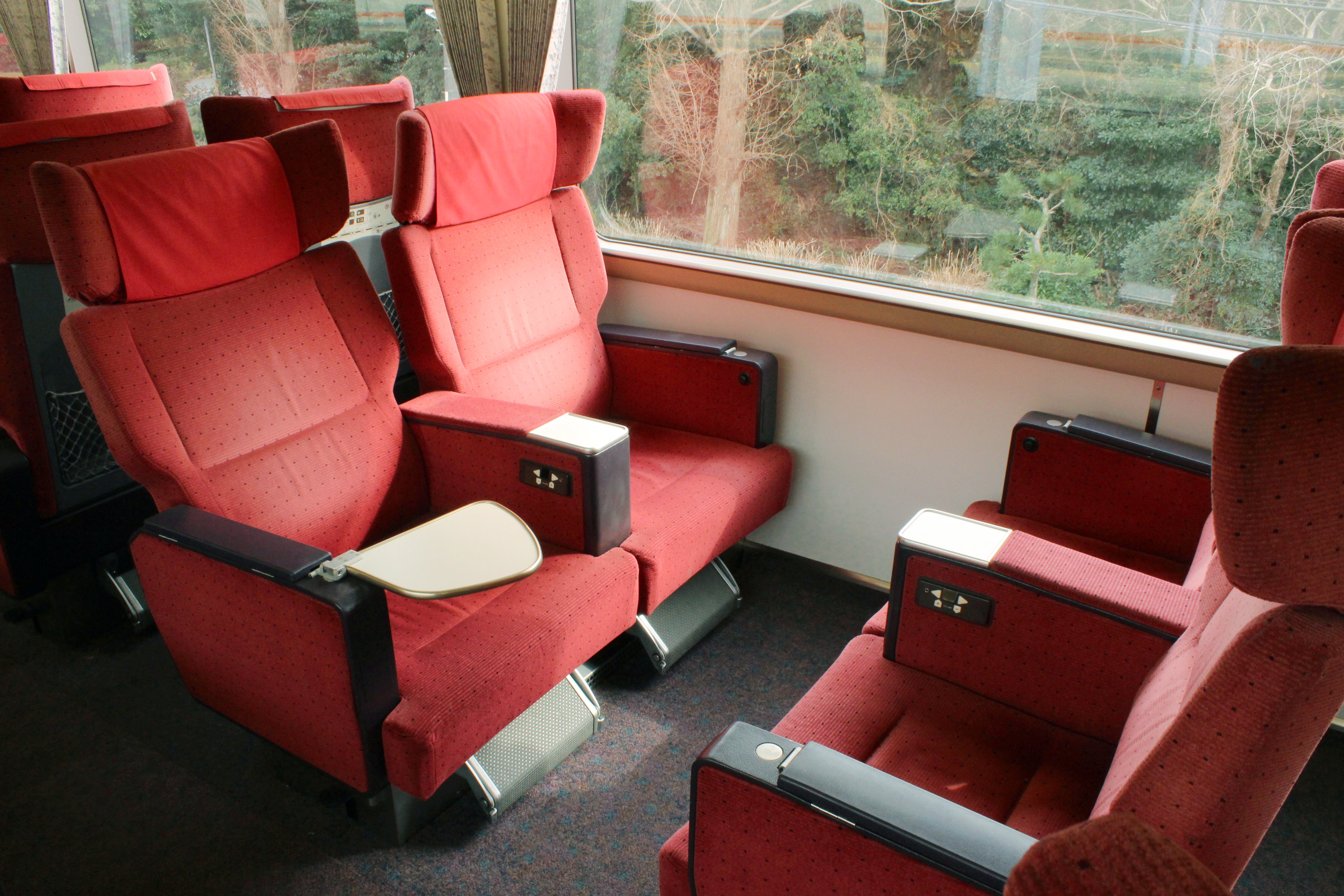
2人掛けシート
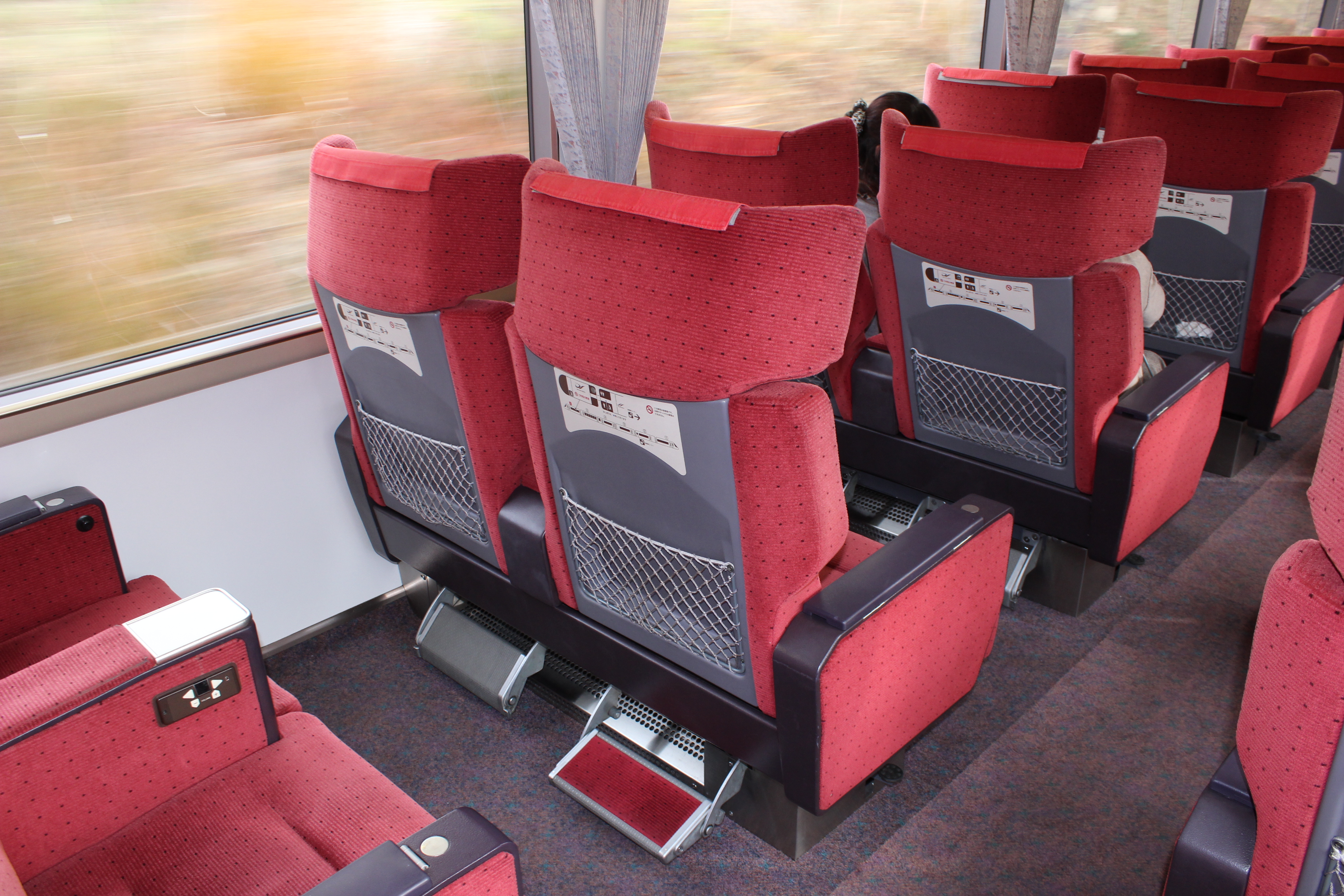
2人掛けシート背面
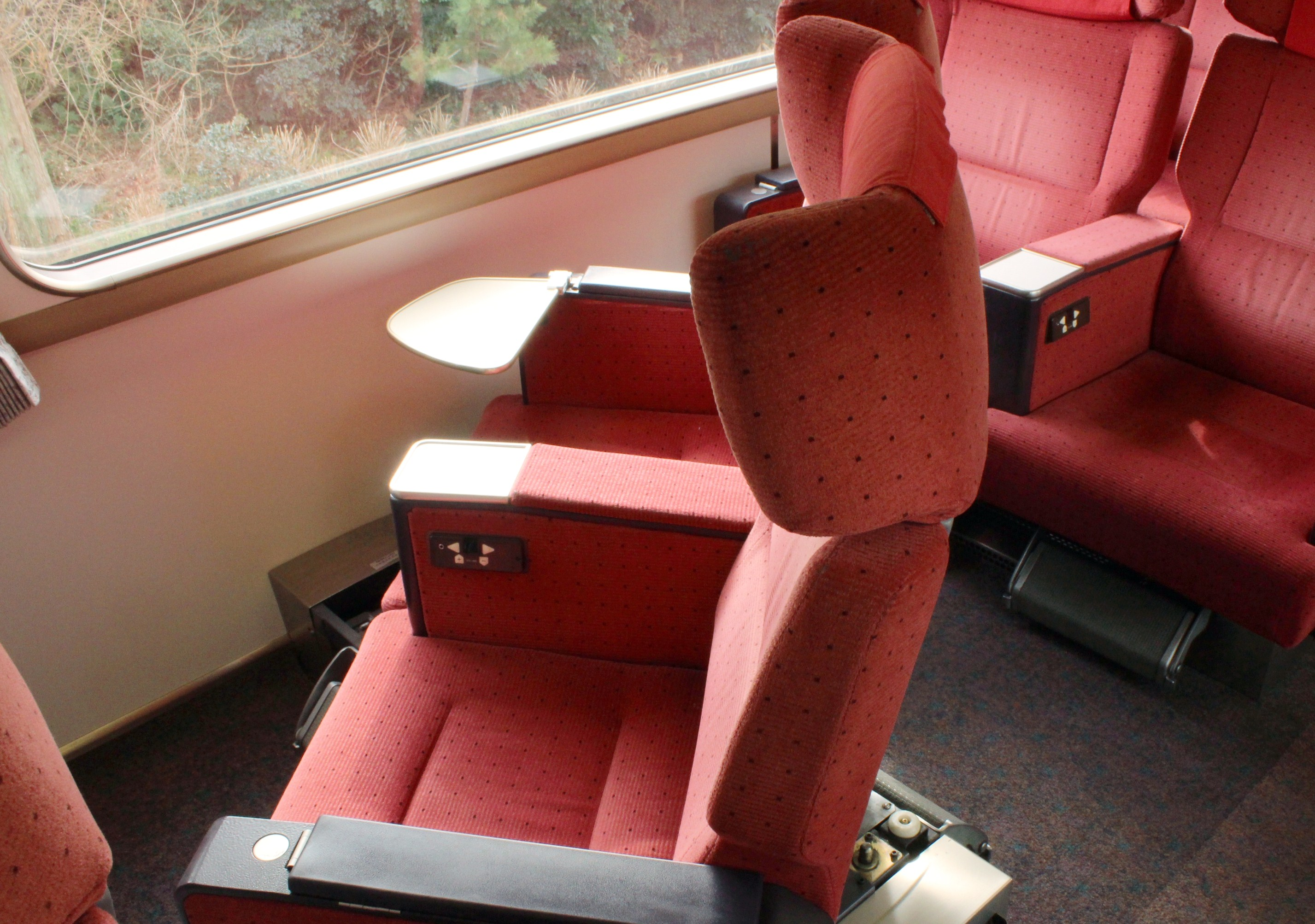
座席回転時に壁に接触しないよう、テーブルは異形とした
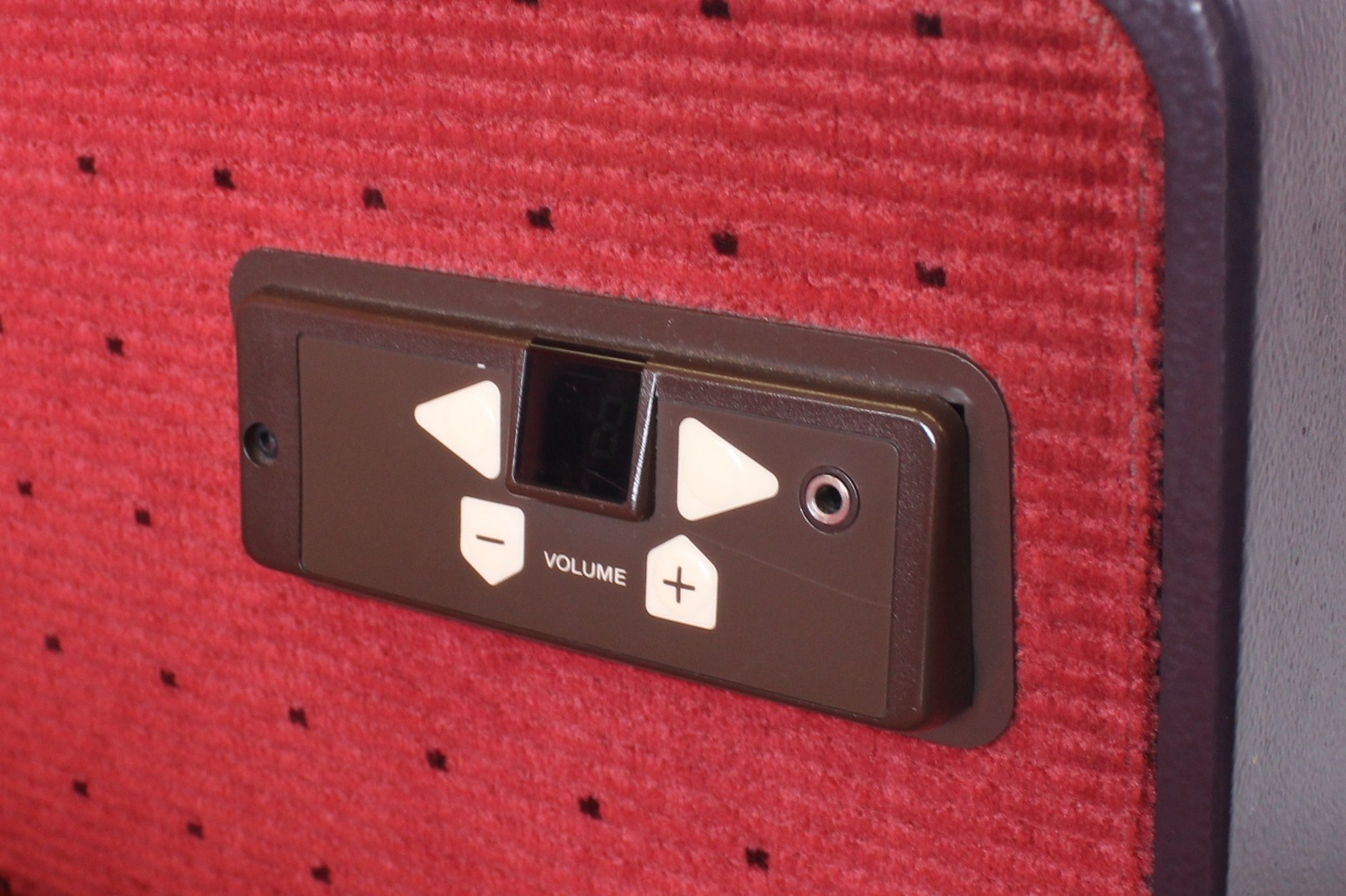
オーディオユニット 2002年でサービス休止
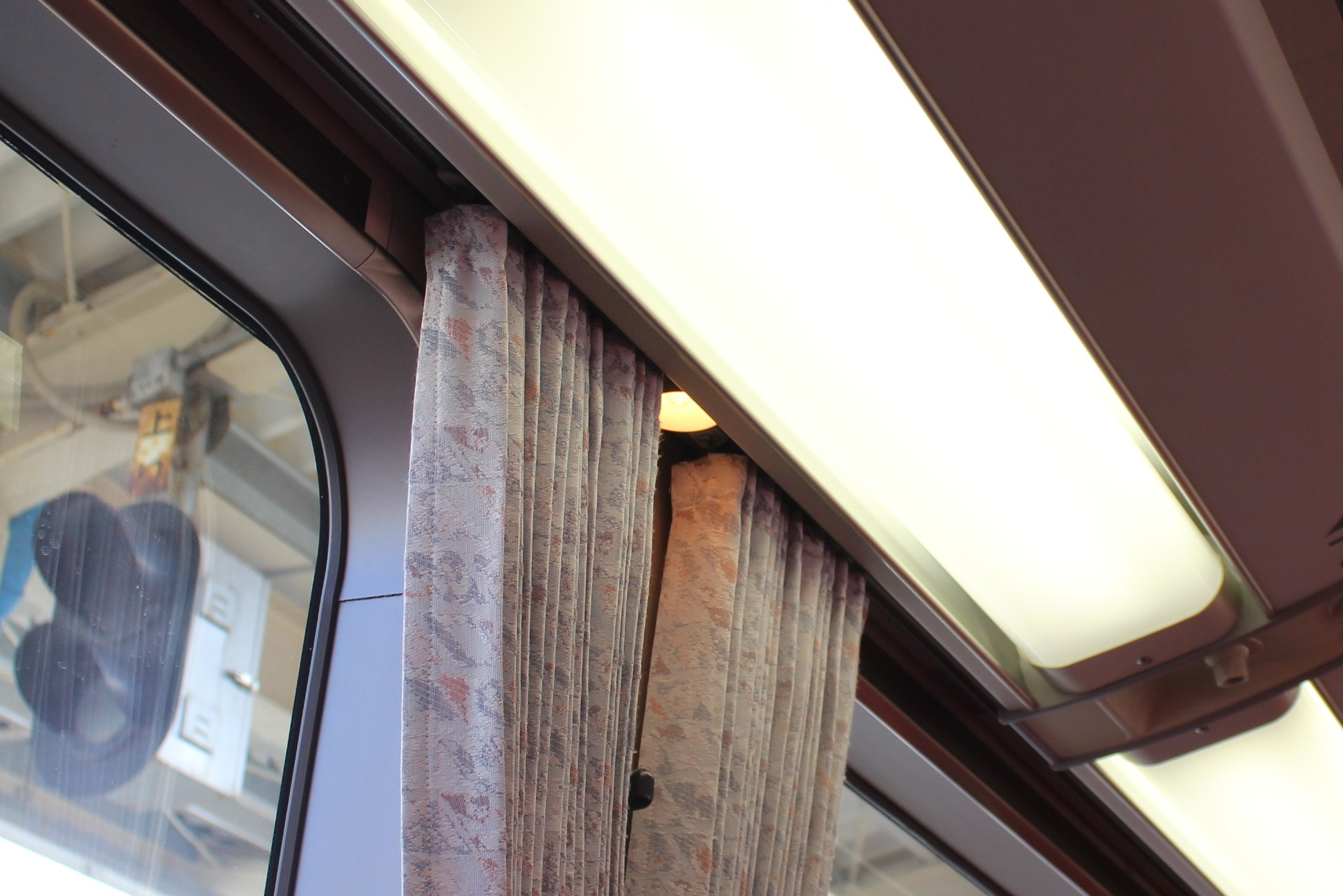
カーテンライト
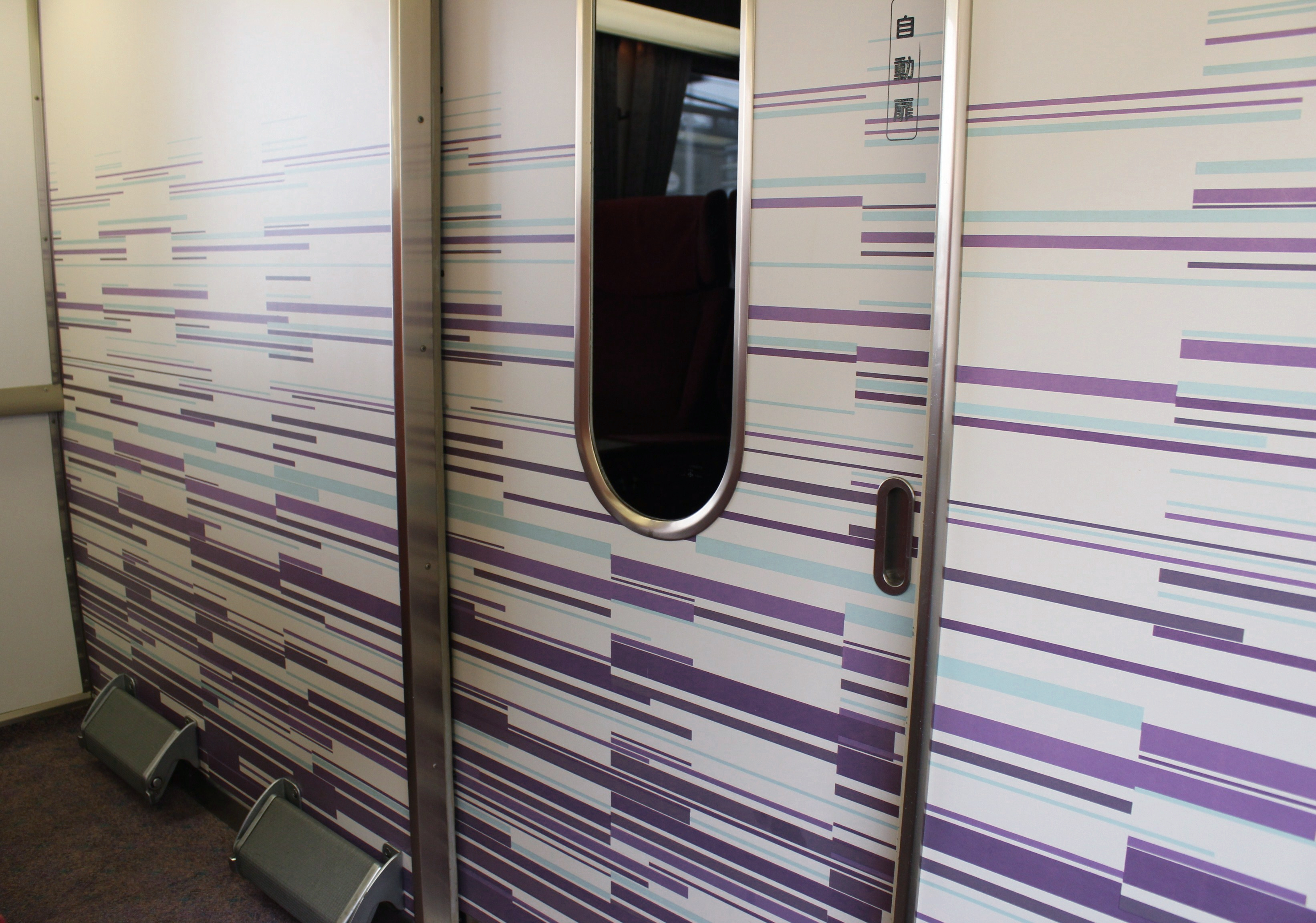
妻壁のストライプパターン

#### レギュラーカー
レギュラーカーの座席は22000系と同じ形状のリクライニングシートで足のせも同形状である。シートモケットの色は、志摩スペイン村のテーマパーク「パルケエスパーニャ」の4つのエリアのテーマカラーを採用し、各色はランダムに配置した。このモケットには「スパニッシュストライプ」と名付けられた横縞模様も入る。
- パルケエスパーニャ各エリアのテーマカラー
  - マール（海のスペイン）・・・ブルー
  - フィエスタ（祝祭のスペイン）・・・オレンジ
  - ティエラ（大地のスペイン）・・・グリーン
  - シウダード（都市のスペイン）・・・レッド

なお、レギュラーカー各車両には先に挙げた4エリアのテーマカラーが設定されており、そのテーマカラーが座席の約7割を占めるように構成されている。
|          | ４号車 | ４号車 | ３号車 | ３号車 | ２号車 | ２号車 | １号車 | １号車 |
| ブルー   | 30席   | 62.5％ | 6席    | 10.7％ | 6席    | 12％   | 6席    | 11.5％ |
| オレンジ | 6席    | 12.5％ | 38席   | 67.8％ | 6席    | 12％   | 6席    | 11.5％ |
| グリーン | 6席    | 12.5％ | 6席    | 10.7％ | 32席   | 64％   | 6席    | 11.5％ |
| レッド   | 6席    | 12.5％ | 6席    | 10.7％ | 6席    | 12％   | 34席   | 65.4％ |
| 合計     | 48席   | 100％  | 56席   | 100％  | 50席   | 100％  | 52席   | 100％  |

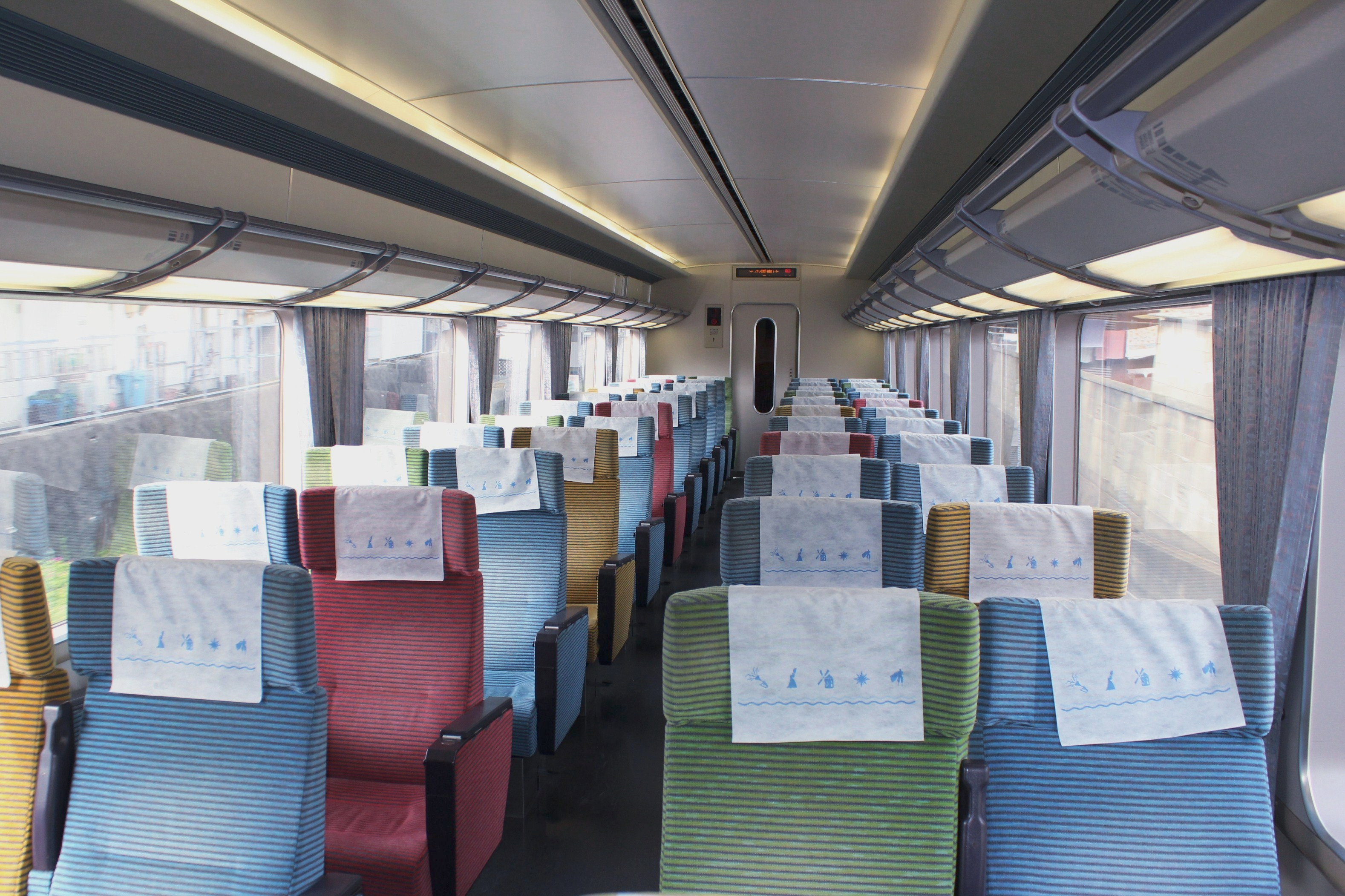
4号車：モ23300形 マールブルー
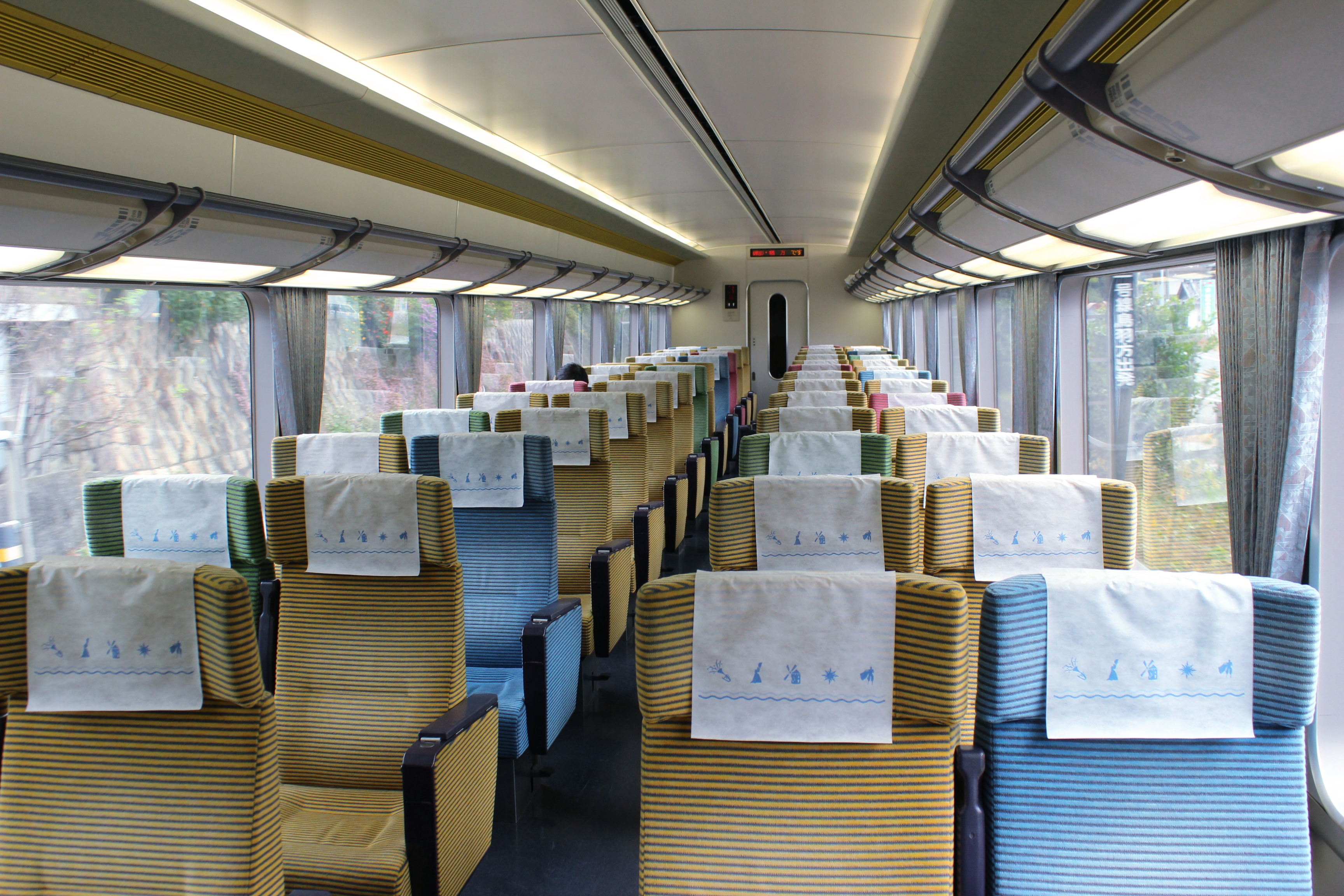
3号車：モ23400形 フィエスタオレンジ
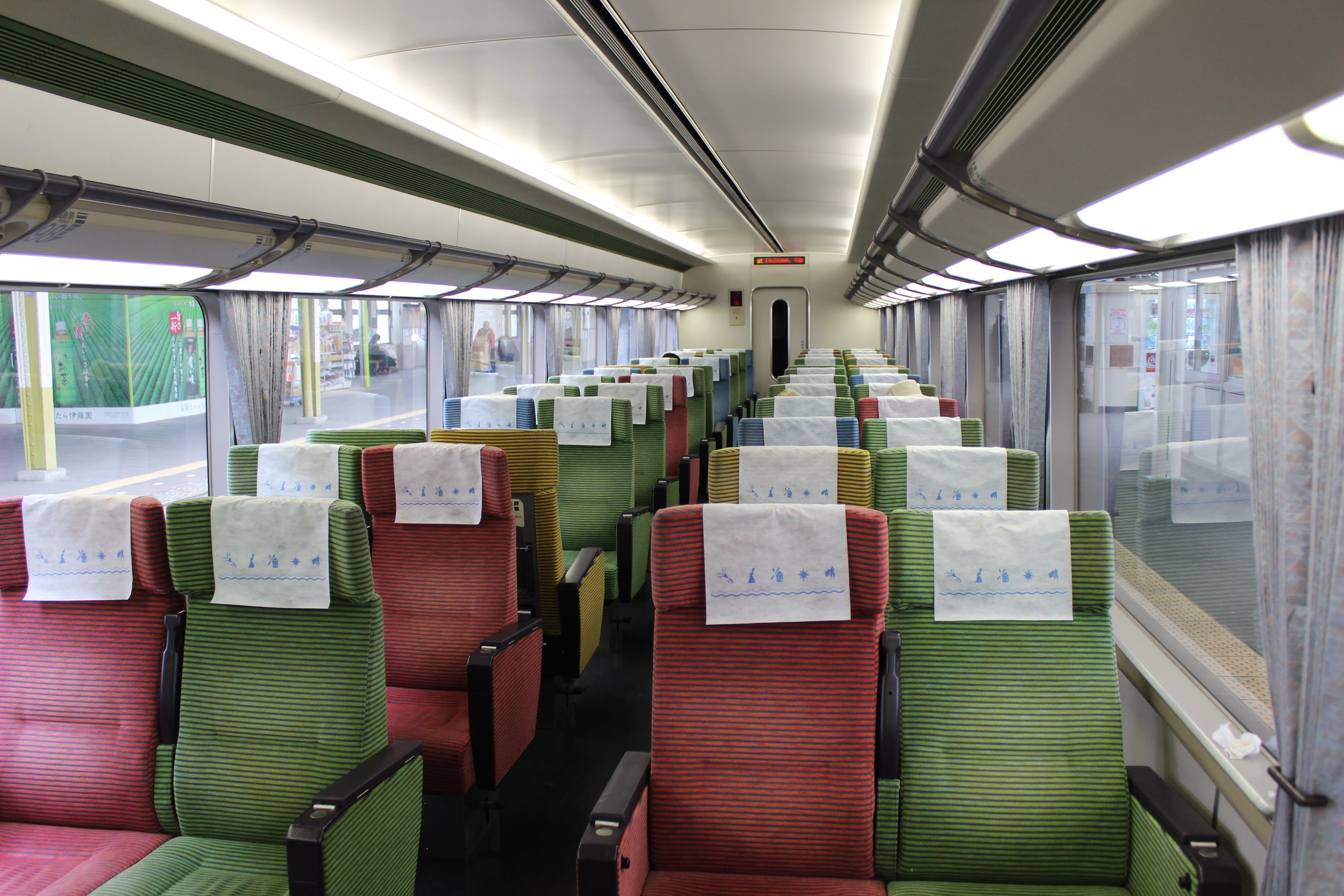
2号車：モ23500形 ティエラグリーン
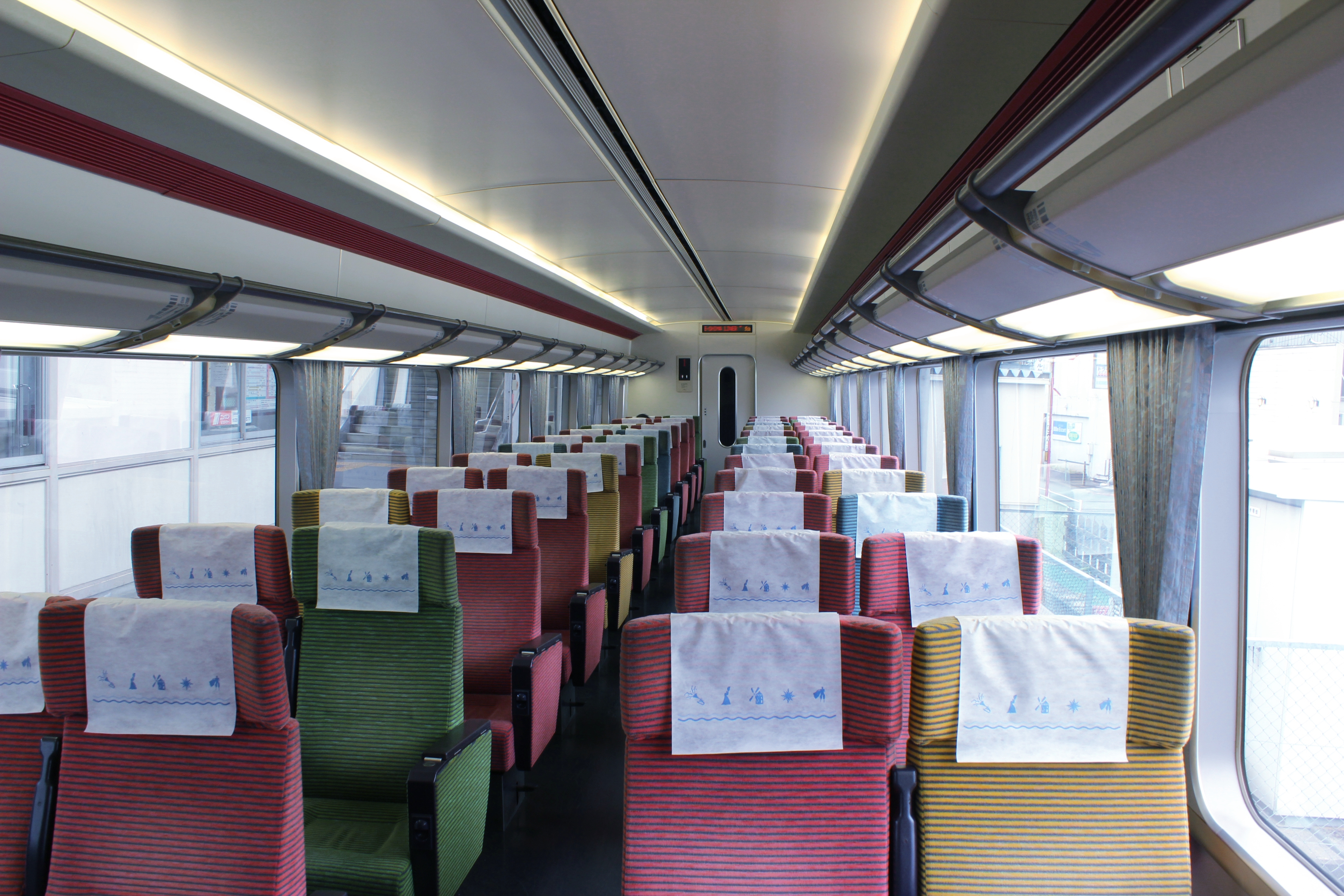
1号車：ク23600形 シウダードレッド

また、客室天井両サイドの飾り板も各車のテーマカラーを採用した。モ23500形にはバリアフリー設備として車椅子スペースを2台分設置しており、このスペースと直後の4人分の座席番号は90番台になっており、これらの座席は別枠発売になる（一般客の購入は不可能）。車椅子区画と一般区画の通路の幅が異なるため、通路幅の段差吸収のために簡易仕切りを設けた。側窓下のFRPカバー内には21000系と同様にFMアンテナ線が通され、手持ちのラジオで音楽を聴けるようになっていたが、その後オーディオサービスは中止された。カーテンはプリーツカーテンが採用された。シートピッチはデラックスカーと同様、1,050mmである。

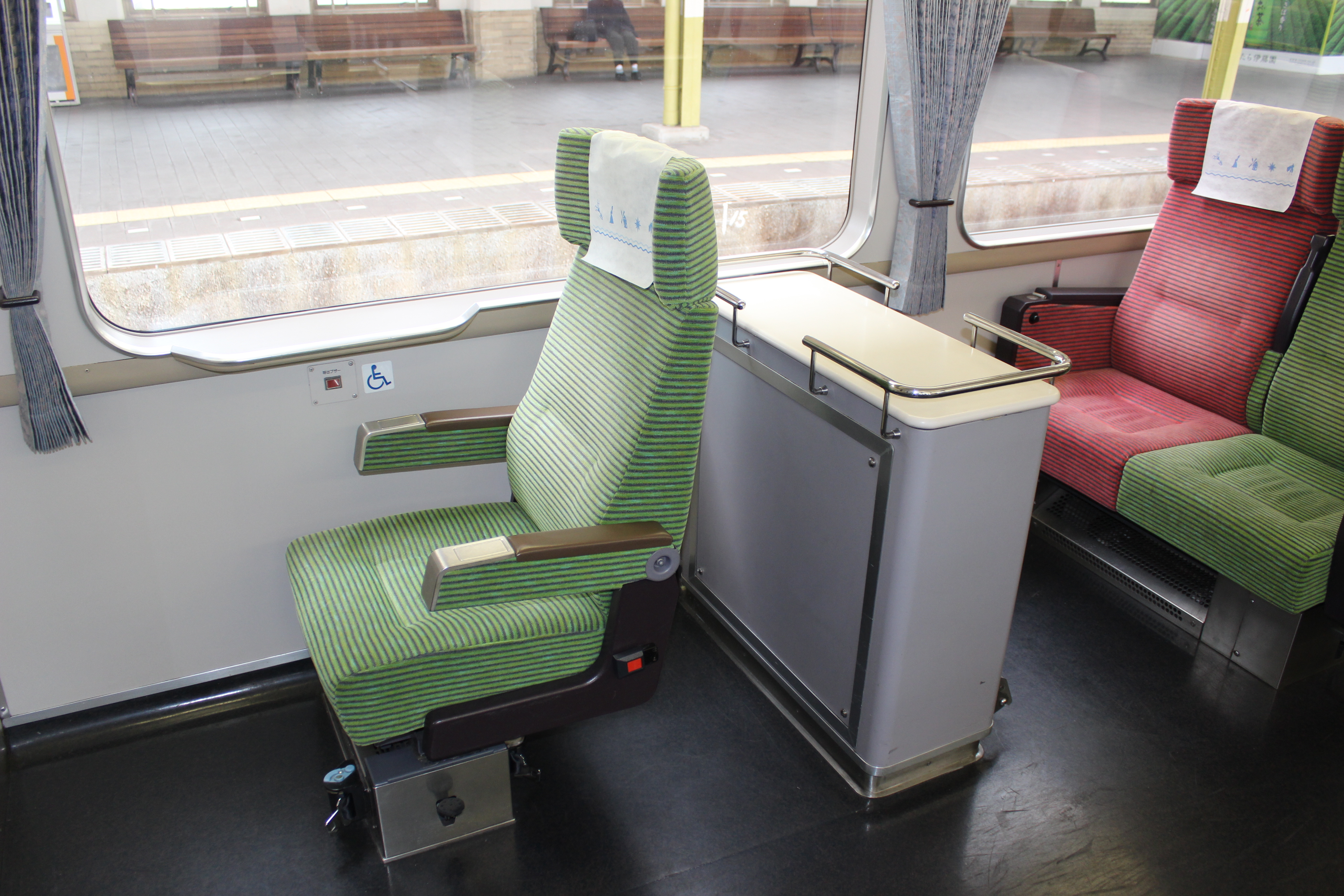
車椅子用座席 背後の台は通路幅の段差吸収用
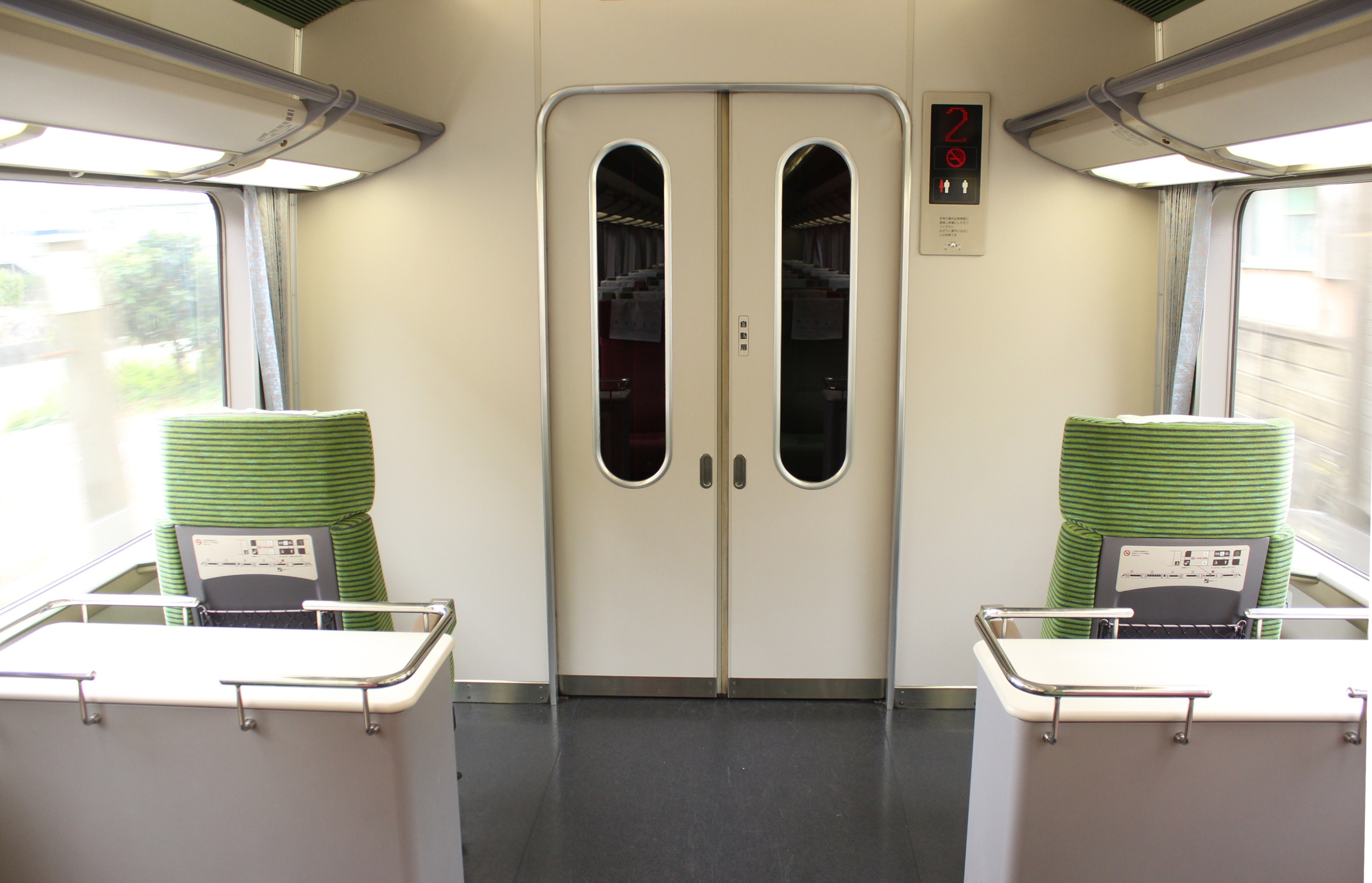
車椅子用座席付近のドアは両開き式
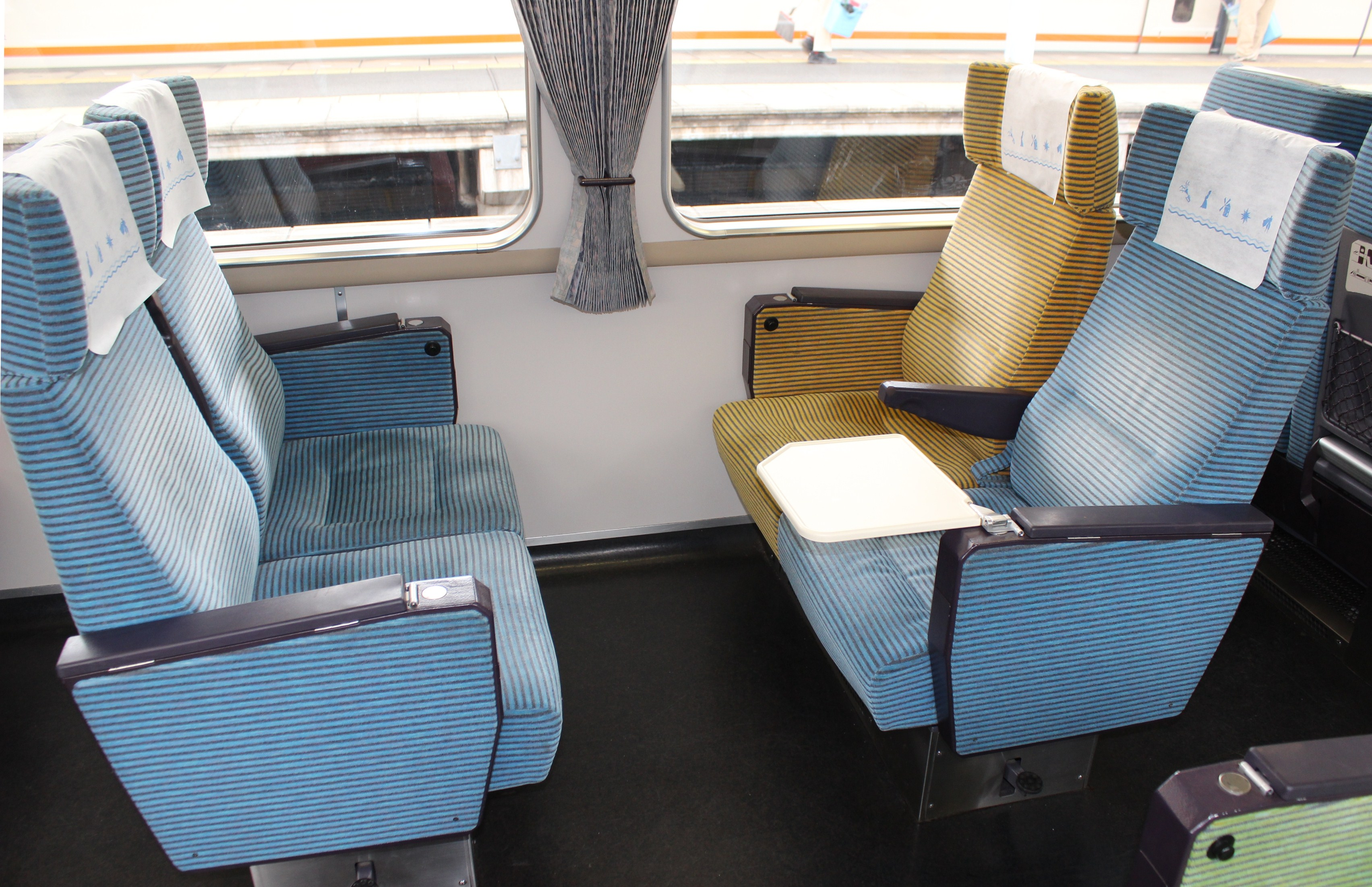
レギュラーシート
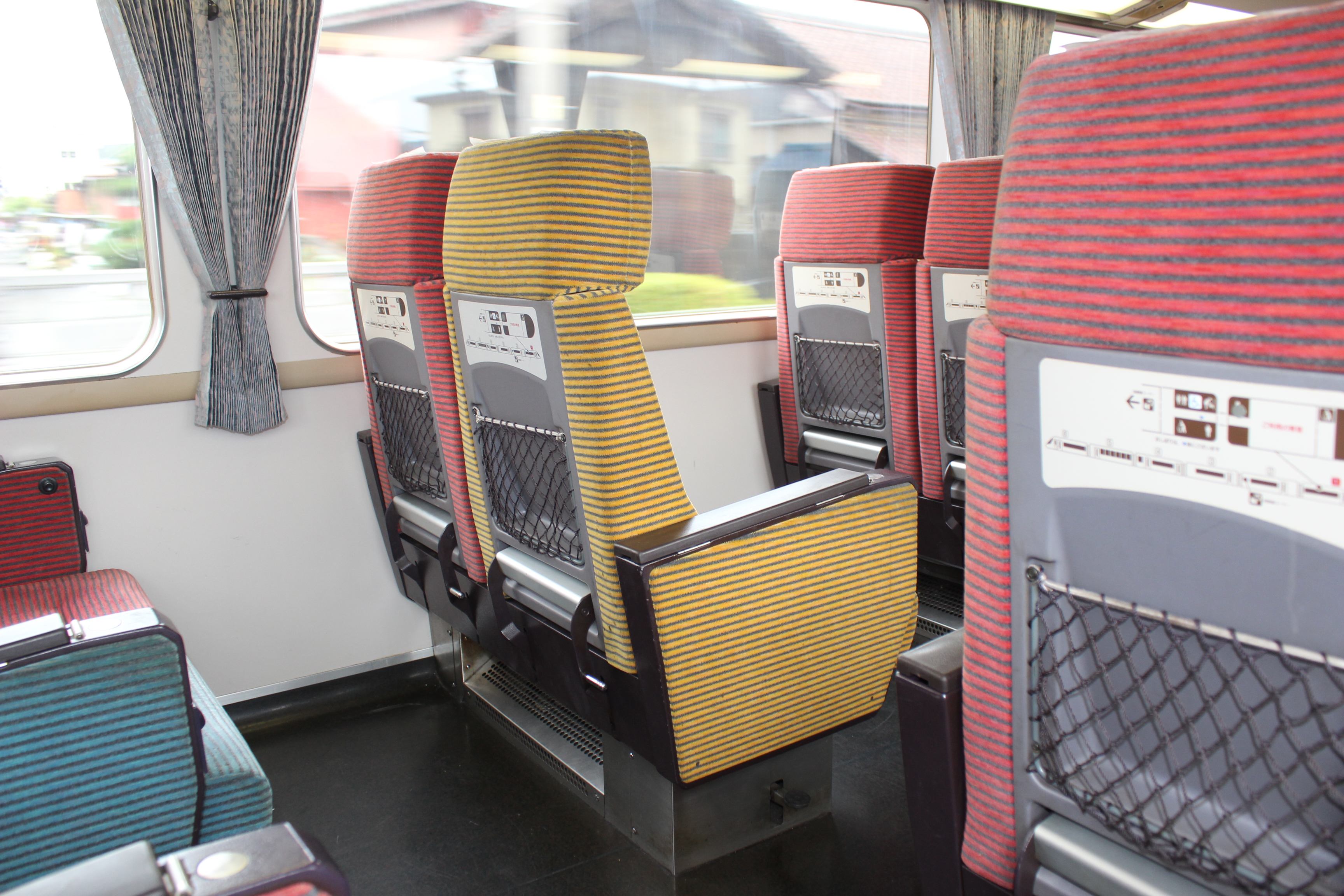
レギュラーシート背面

### 化粧室
モ23500形のトイレは車椅子対応仕様になっており、ベビーベッドも設置されている。本系列では全て洋式と男性小便器ブースのセットに統一され、汚物処理方式は近鉄特急初の真空式を採用している。床面は天然石を用いている。モ23200形の洗面室には21000系モ21500形と同じ造りのマガジンラックが設けられた。

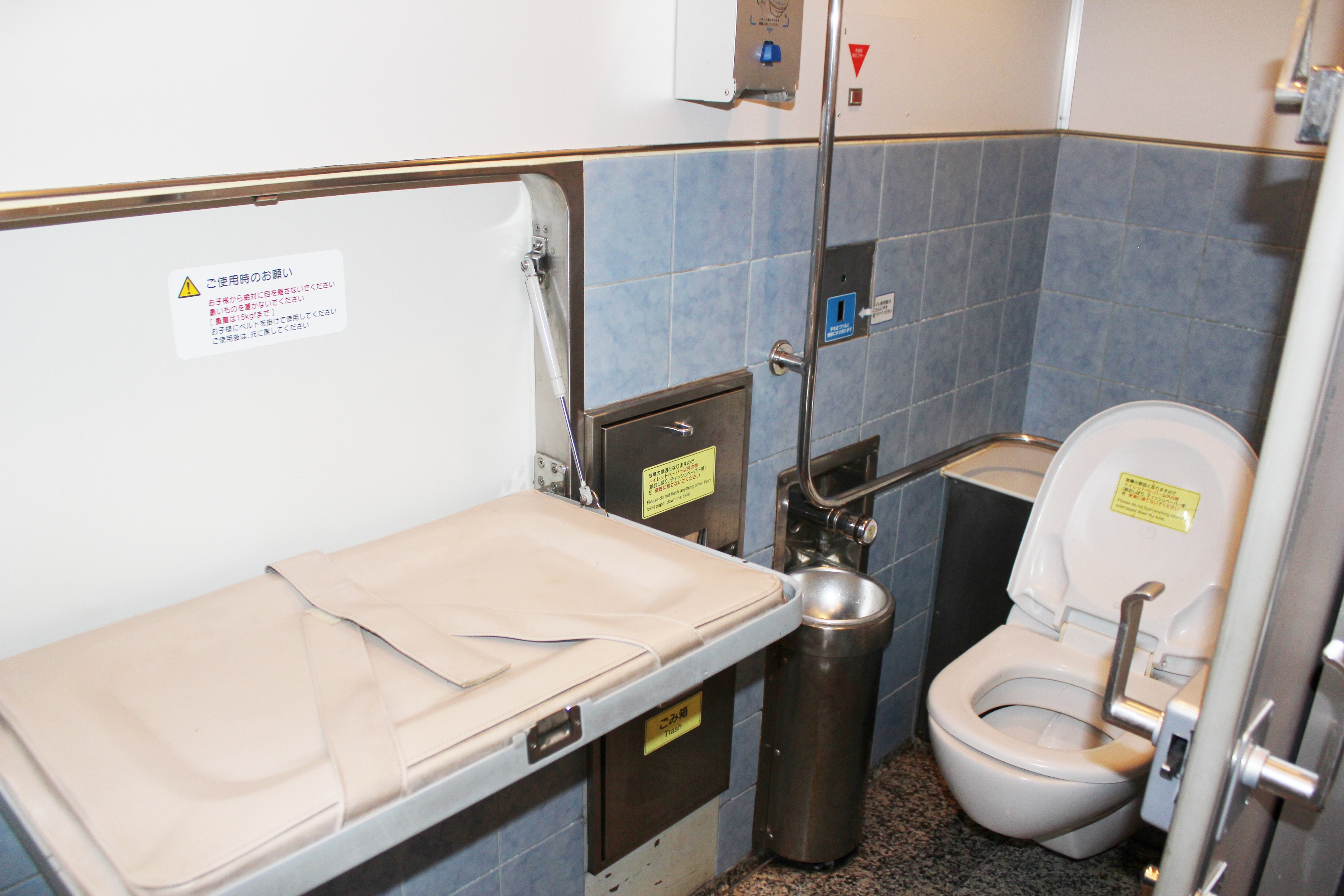
多目的型トイレ 手前がベビーベッド（倒した状態）
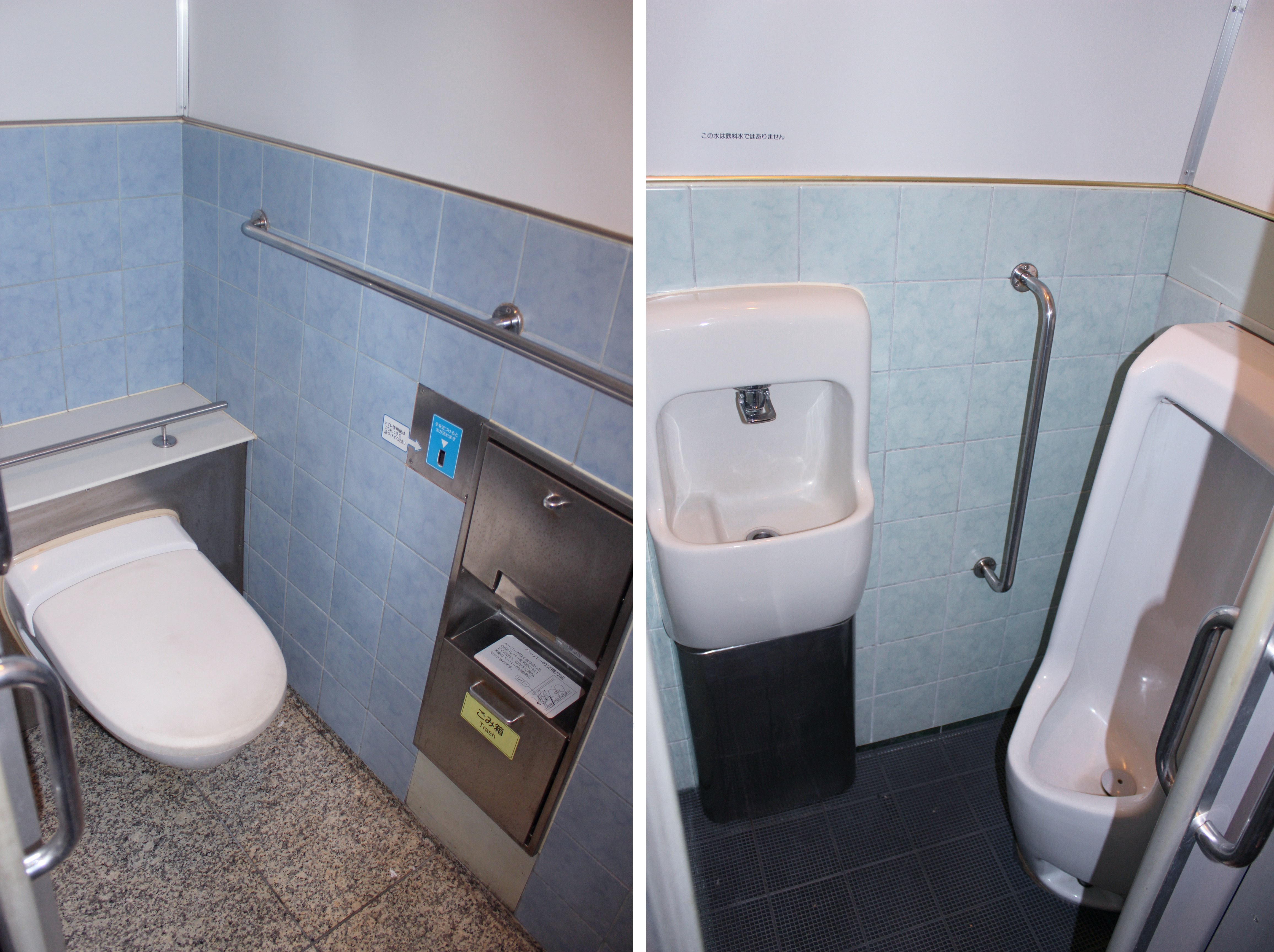
一般トイレ
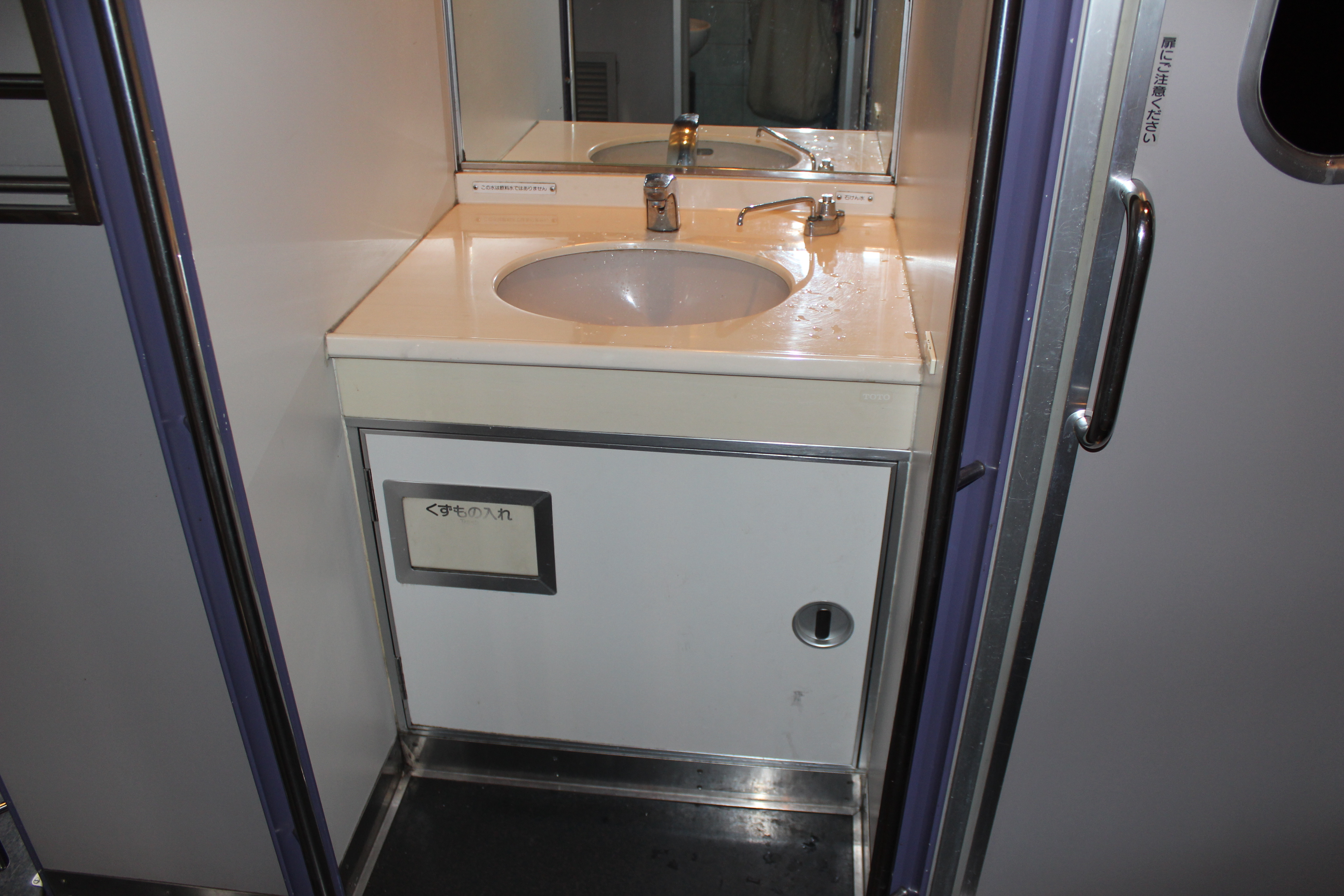
洗面台
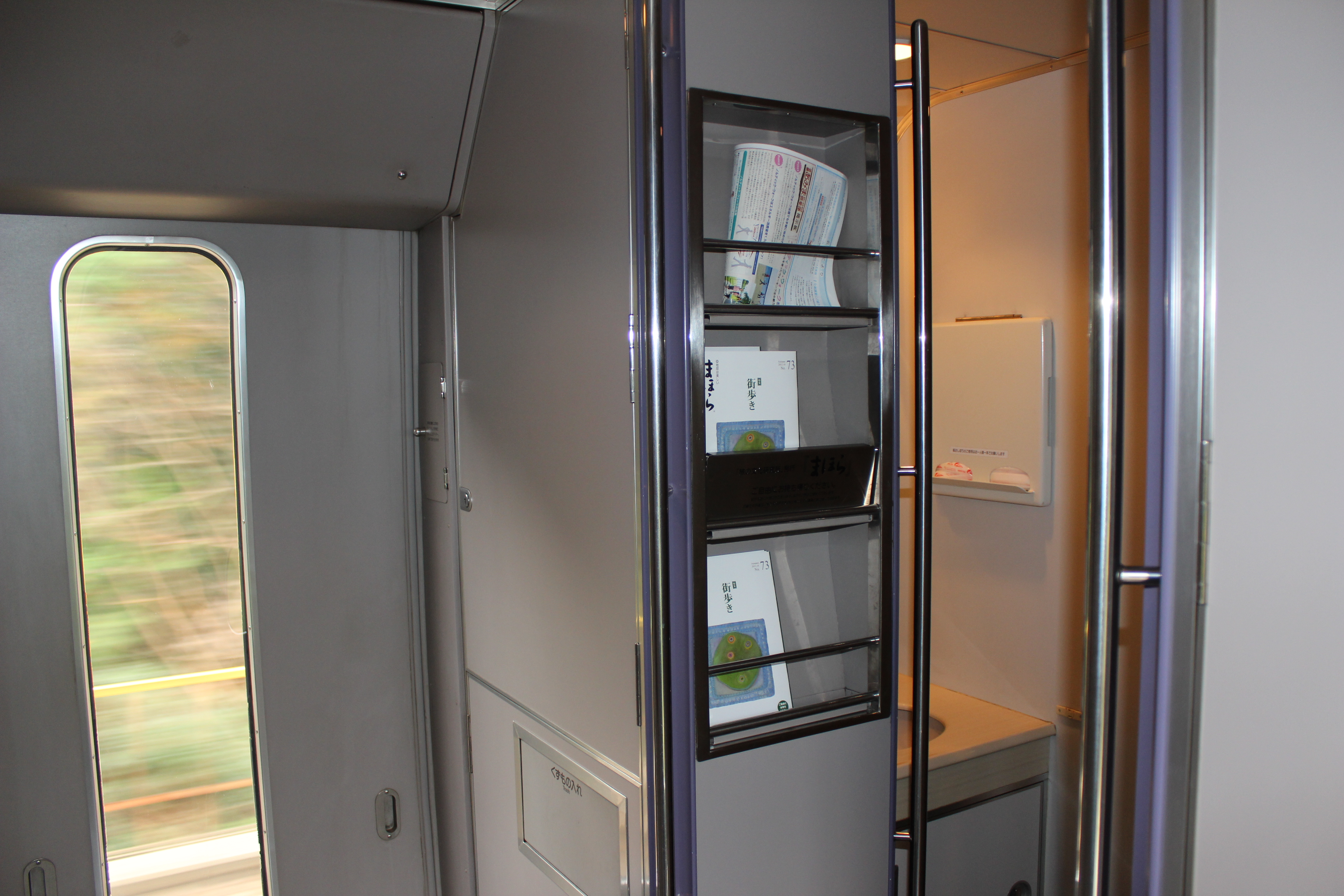
マガジンラック（モ23200形）

### 車内販売コーナー（シーサイドカフェ）
モ23300形には「シーサイドカフェ」と称する壁面にディスプレイを持つ対面式カウンターがあり、リゾート特急の特色を前面に出した構成とした。壁にはデラックスカーと共通のイメージを持つストライプパターンの模様が描かれている。貫通扉付近の壁には志摩スペイン村グッズ展示ショーケースが設けられた。車内販売を行なう上で必要なシンクや給湯器は背面の作業室内に設置し、冷凍冷蔵庫、電子レンジはカウンター付近の壁にビルトインされた。そのほかに、乗降扉付近に観葉植物のための植木鉢（照明機能あり）を設置し、天井には直径844mmの大型円形照明を、また、カウンターテーブル下にイルミネーションランプ24灯を設置し、カウンター横の壁にも照明機能を持たせて「Sea Side Cafe」の切り文字を光によって演出した。
営業運転開始当初は車内販売が実施されており、志摩スペイン村のグッズやスペインワインなどが販売されていた。しかし利用客の減少に伴い2002年3月に一旦廃止され、代替として飲料の自動販売機を設置した。その後、車内販売は土日祝日の一部列車で再開されたが、2020年4月11日から営業を休止。同年7月8日をもってそのまま営業終了が発表された。

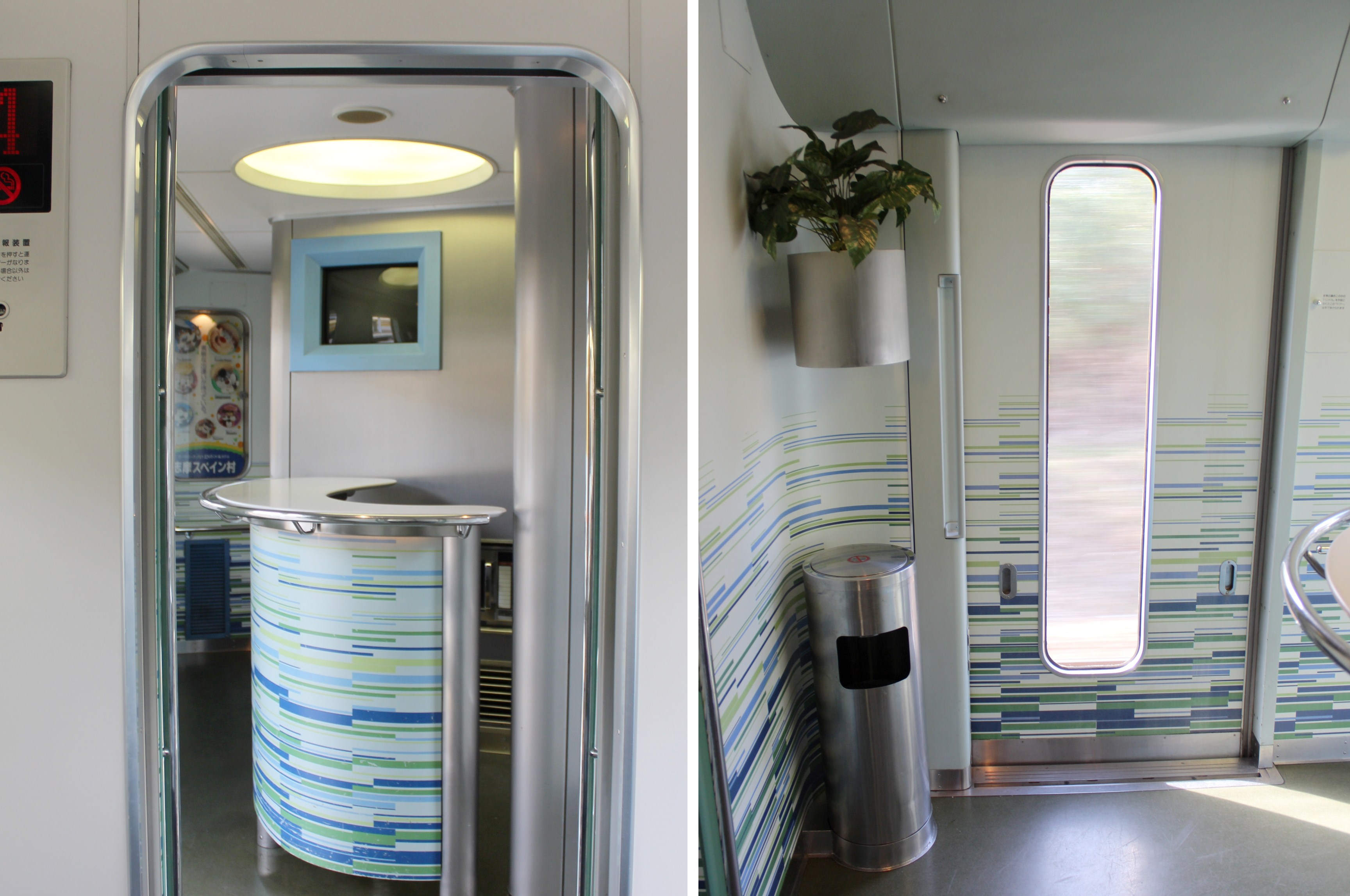
4号車客室の向かいに位置する 客室の出入台も兼ねる
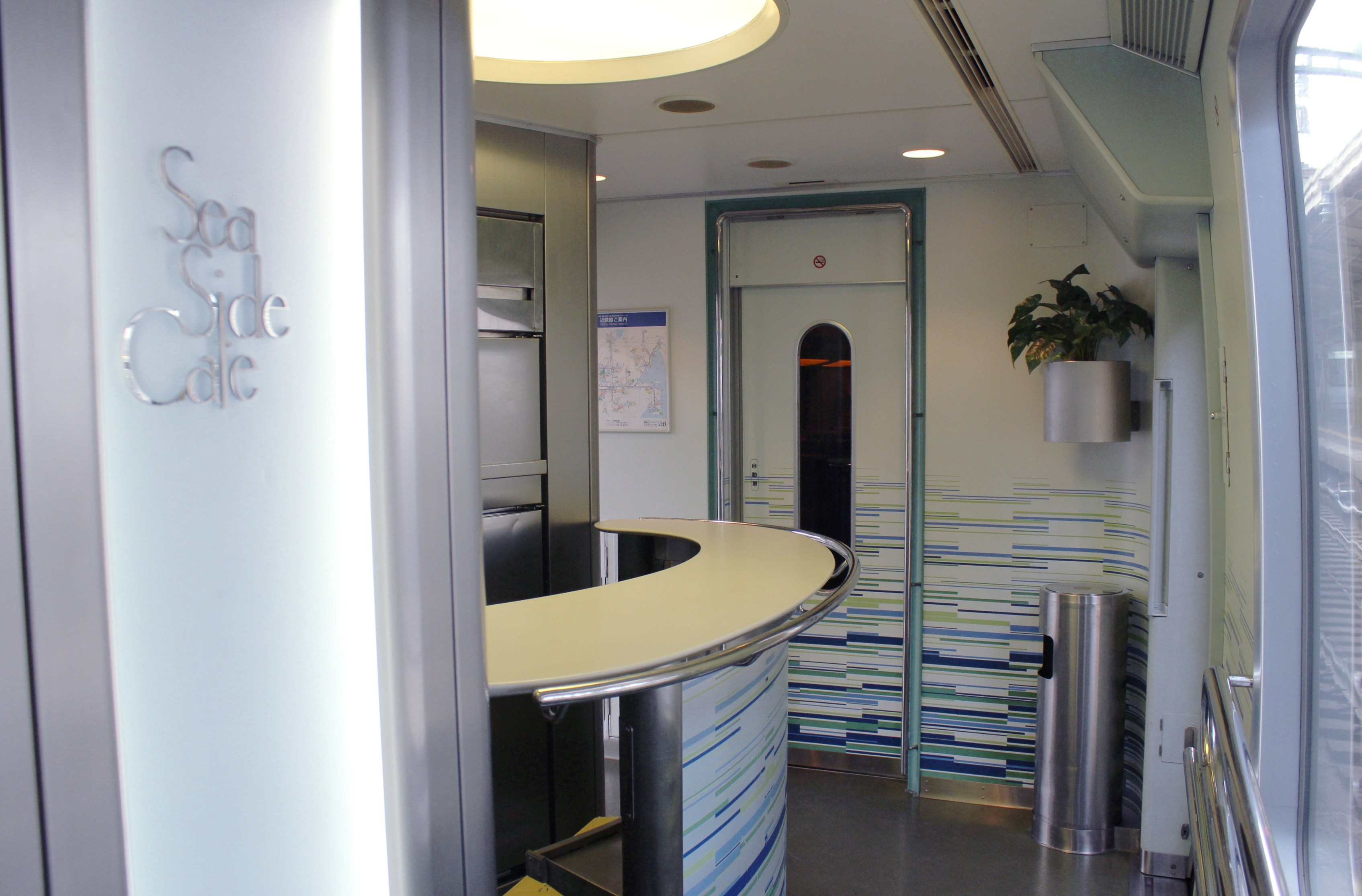
シーサイドカフェ全景
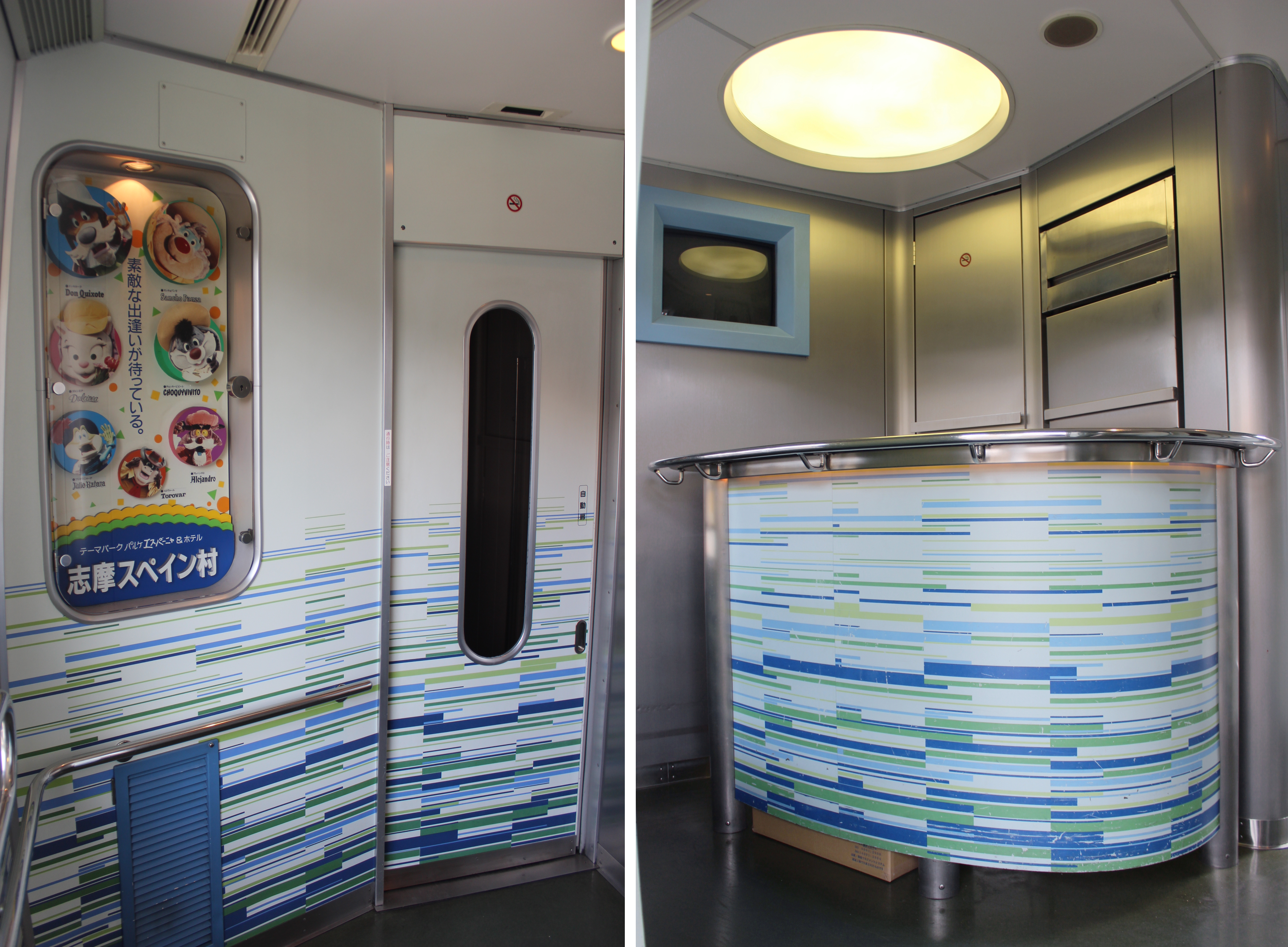
貫通路付近の展示ショーケース カウンター内部には冷蔵庫とモニタ
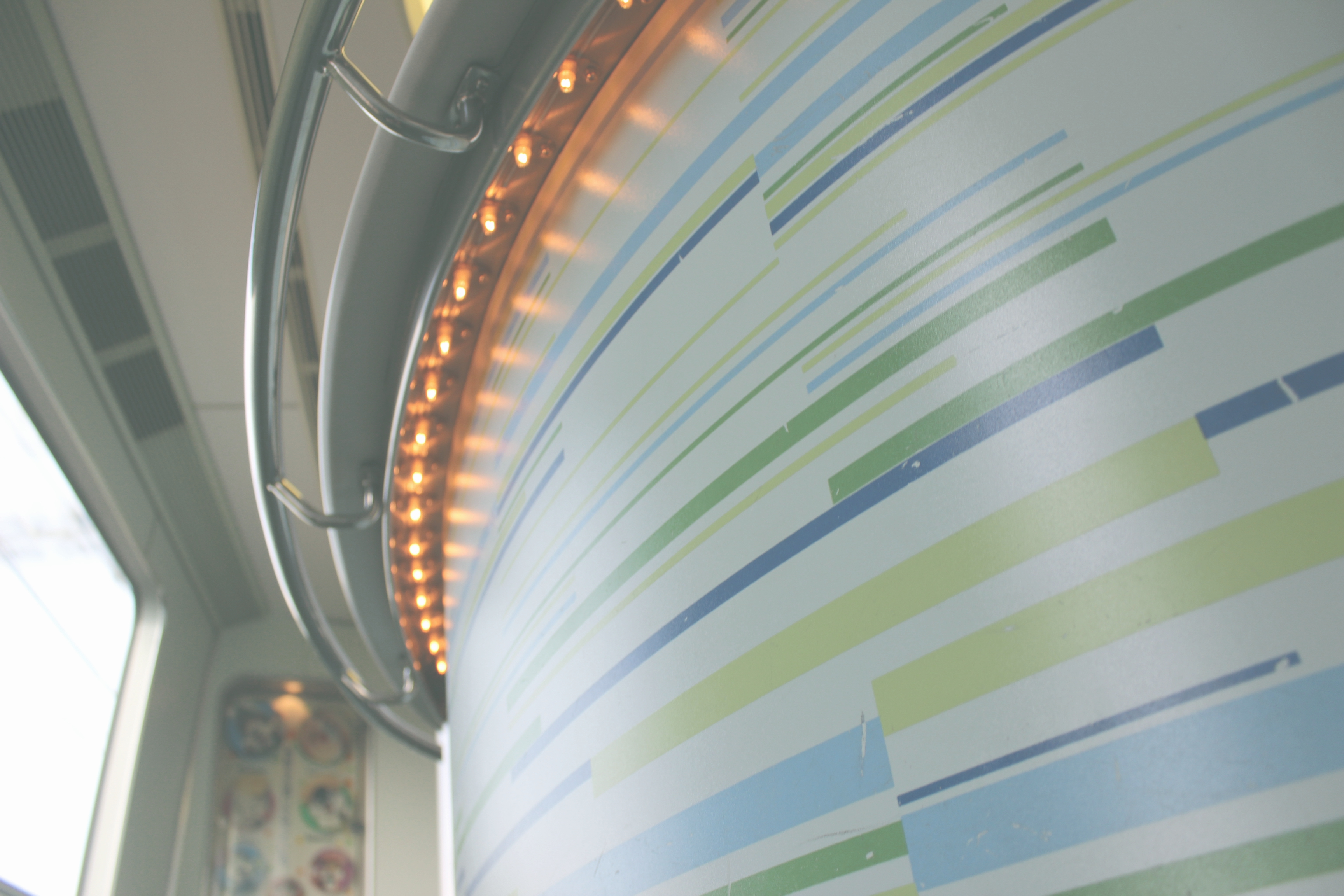
イルミネーション

### デッキ
運転室後部は「パノラマデッキ」となっており、出入口だけでなくハンドバー（腰掛けとしても使用できる）を設けて展望スペースとしての機能を持たせた。本系列にも遮光幕は設置されているが、フロントガラスの傾斜角が45°ほどあり、背後からの光源が運転に支障しないことから使われることは少ない。その他、テレホンカード専用公衆電話が両先頭車の連結部に設けられている（後年、利用減によって撤去された）。デッキの構成とデザインは22000系に準じ、天井はダウンライトによる照明で、各設備の角にはコーナーポールが設けられた。
貫通扉の細長窓は客室の色付き窓と異なって透明（電熱線入）であるが、特に簡易運転台が設置されているモ23300形 – モ23400形連結面の貫通扉は作業員の視認性を考慮して幅広窓とした。入替用運転装置は21000系とは異なり、扉横の壁内のケーシングを倒した上で、モ23400形に別納されている可搬型の簡易マスコンハンドルとブレーキのワンセットをケーシング上に載せて運転する方式である。また、この車両間は電気連結器を装備するが（他は三管式半永久連結器）、高さを800mmとして21000系のような通路段差を解消した。

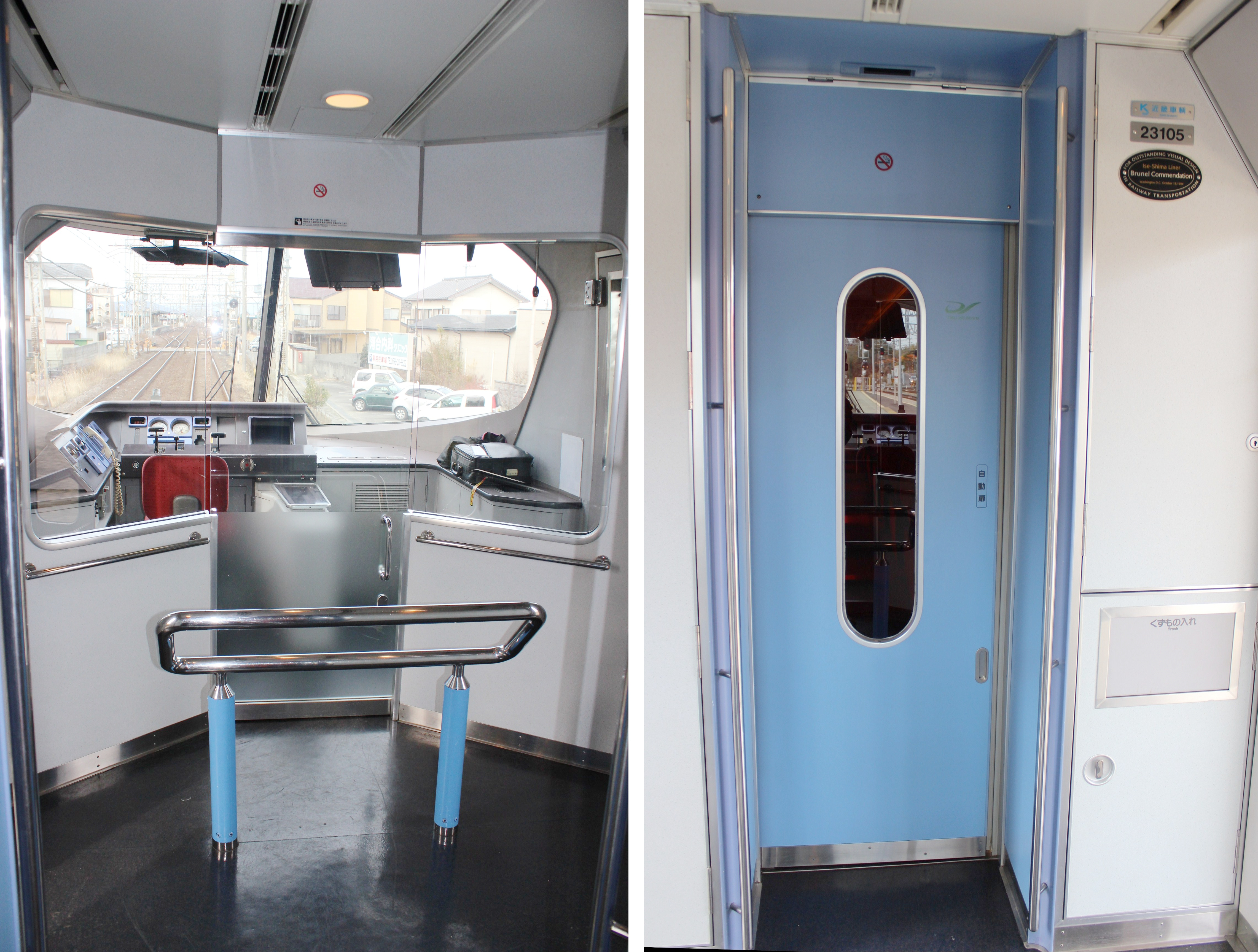
窓越しに見える運転台 背後の客室出入口ドアは青色
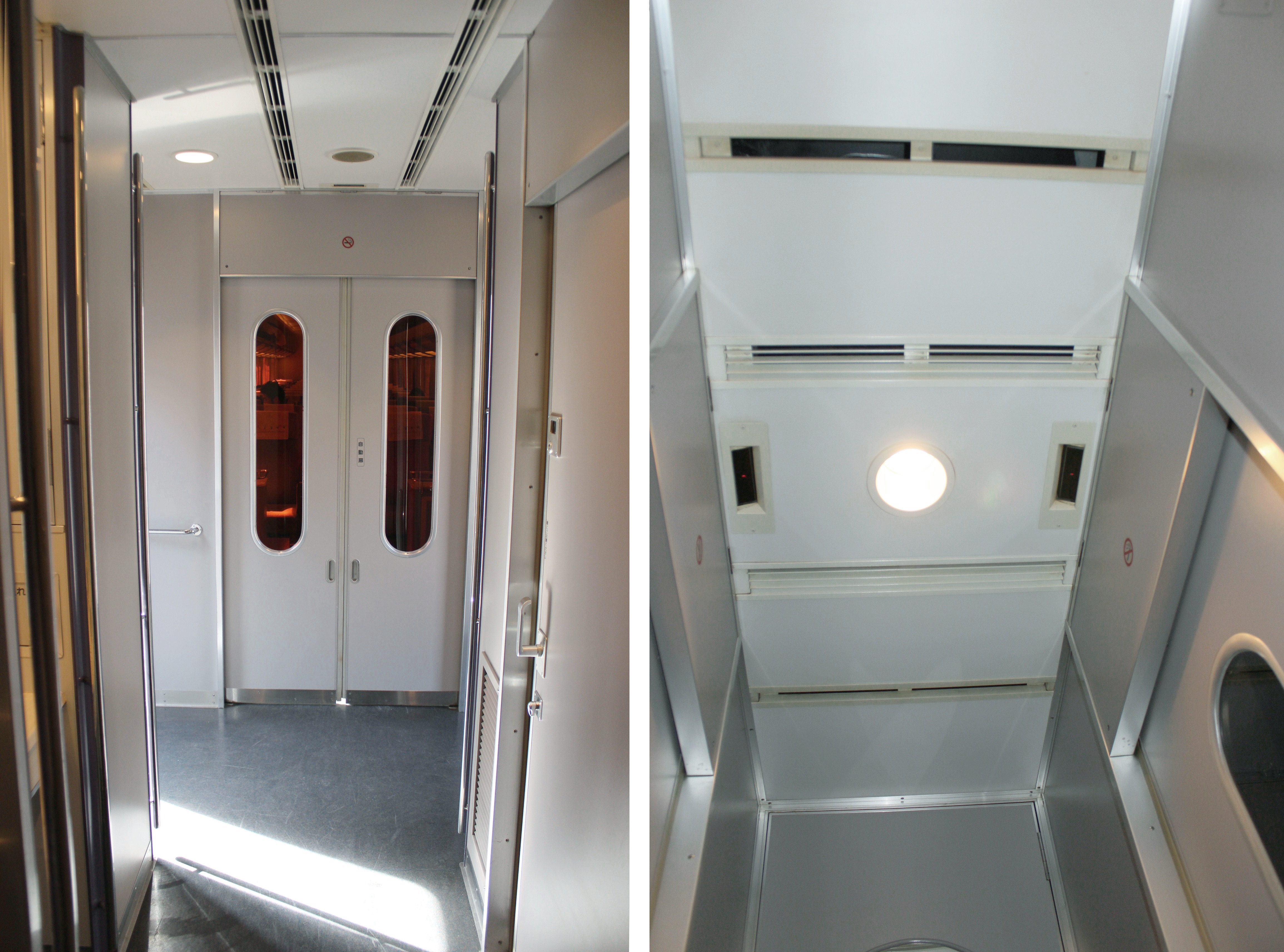
デッキと天井 21000系以来のデザインを継承
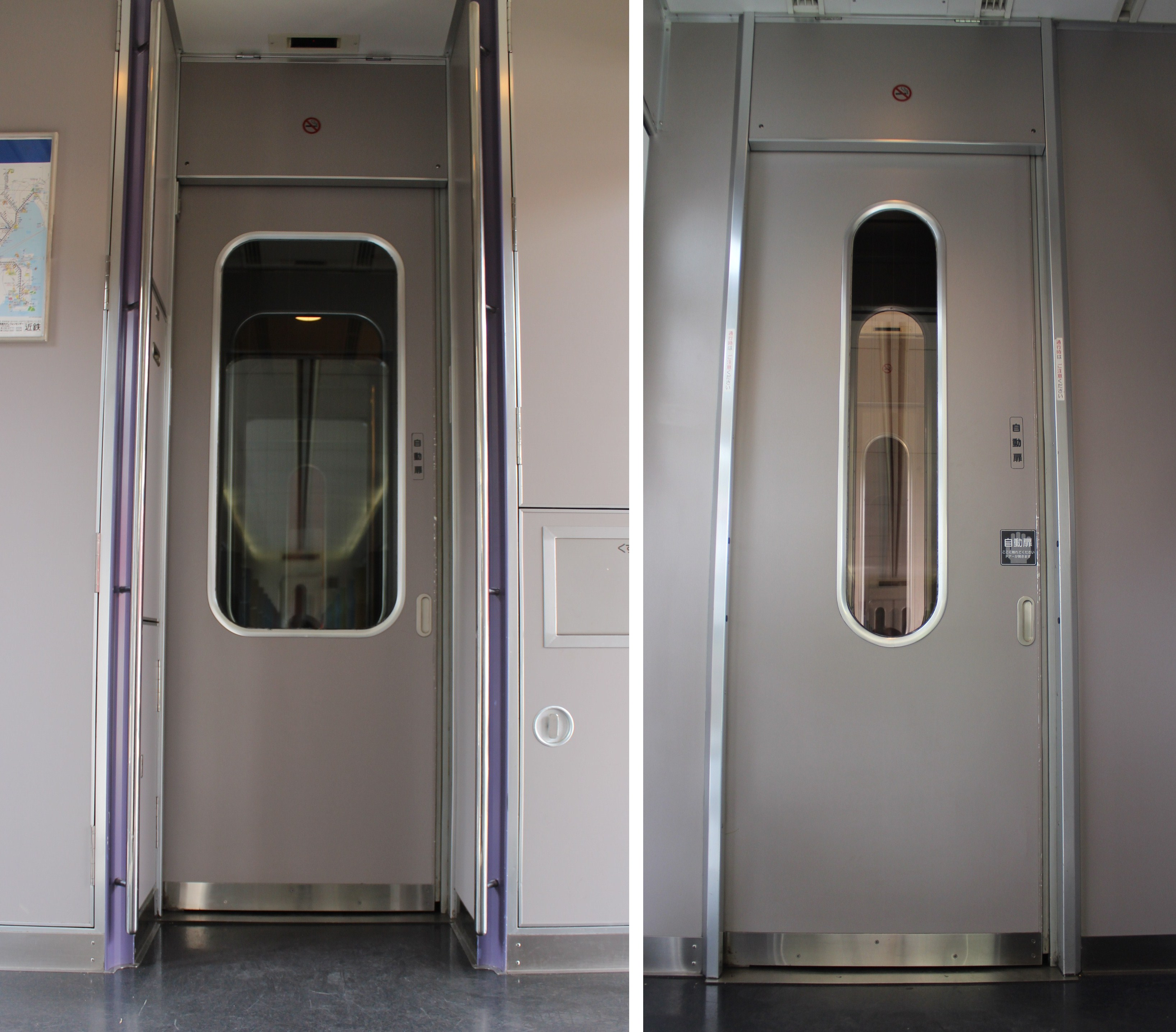
貫通扉の窓は透明の電熱線入 簡易運転台を併設する場合の窓は幅広
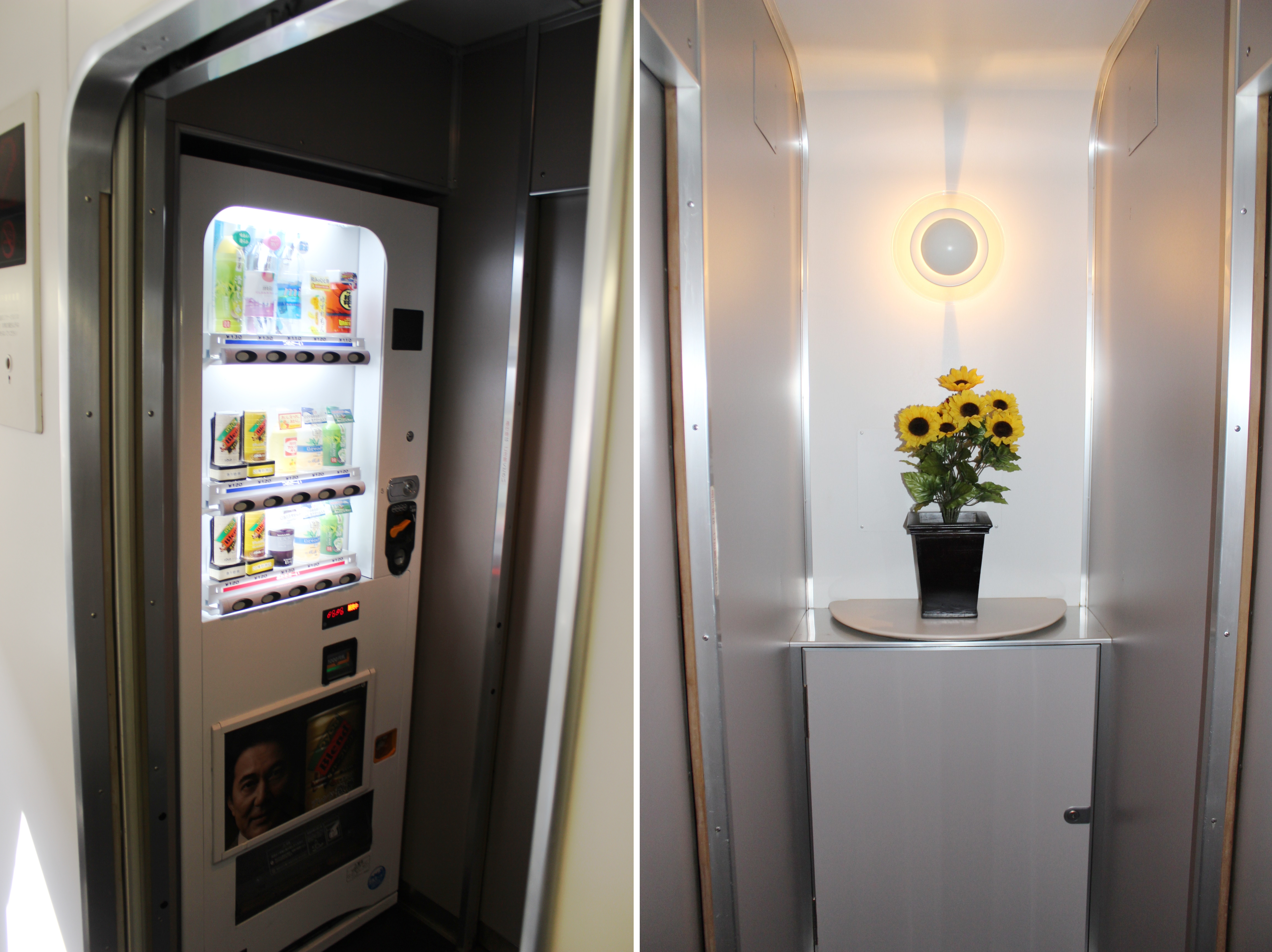
2号車の自動販売機 1・6号車の元公衆電話設置スペース

## リニューアル車

### 概要
| リニューアル後の伊勢志摩ライナー。奇数編成は上半分が赤、偶数編成は上半分が黄 |  | リニューアル後の伊勢志摩ライナー。奇数編成は上半分が赤、偶数編成は上半分が黄 |
| リニューアル後の伊勢志摩ライナー。奇数編成は上半分が赤、偶数編成は上半分が黄 |  |                                                                              |

竣工から約18年が経過して車体更新時期に差し掛かったことや、2013年10月に伊勢神宮で第62回式年遷宮を執り行うことに絡めて更新工事が実施されることになった。2012年から内外装のリニューアルを高安検修センターで行い、8月に23103F、9月に23104Fが出場した。
2012年8月から23103F、9月から23104Fが営業運転を開始した。全編成の車体更新は2013年7月をもって完了した。

### 改造内容
エクステリアカラーの変更および車内では時代を反映して全席禁煙化に踏み切り、編成中に1ヶ所喫煙室を新設。また、各座席の電源コンセント設置、フリーパターンディスプレイの大型化、多目的トイレや一般タイプのトイレの設備変更、シートモケットや化粧板の交換などである。そして今回の更新を機に伊勢志摩ライナーのロゴタイプも新しいデザインに変更された。
リニューアル竣工当初は23103F（赤色編成）の座席番号表示も黄色編成と同様、黒文字やデラックスカーおよびサロンカーのマークは緑色で記されていたが、赤編成に限り、視認性の悪さから、後出の23101F・23105Fより白文字に塗り変えられて出場した。23103Fも後に白文字に塗り変えられ、現在全編成扉部分に[全席指定]表示が追加され、黄色編成（23102F・23104F・23106F）は黒文字、赤色編成（23101F・23103F・23105F）は白文字で記された。
なお、機器類については変更がなかったが、2020年秋頃に23103Fが制御装置をSiC素子を使用したもの（三菱電機製 MAP-204-15VD341）に交換されている。その後、2022年には23101Fの制御装置も更新された。

### 編成
| 項目＼運転区間 | ← 大阪難波・大阪上本町・京都・大和西大寺・近鉄名古屋賢島・鳥羽・宇治山田・近鉄奈良・橿原神宮前 → | ← 大阪難波・大阪上本町・京都・大和西大寺・近鉄名古屋賢島・鳥羽・宇治山田・近鉄奈良・橿原神宮前 → | ← 大阪難波・大阪上本町・京都・大和西大寺・近鉄名古屋賢島・鳥羽・宇治山田・近鉄奈良・橿原神宮前 → | ← 大阪難波・大阪上本町・京都・大和西大寺・近鉄名古屋賢島・鳥羽・宇治山田・近鉄奈良・橿原神宮前 → | ← 大阪難波・大阪上本町・京都・大和西大寺・近鉄名古屋賢島・鳥羽・宇治山田・近鉄奈良・橿原神宮前 → | ← 大阪難波・大阪上本町・京都・大和西大寺・近鉄名古屋賢島・鳥羽・宇治山田・近鉄奈良・橿原神宮前 → |
| 号車           | 6 (1)                                                                                            | 5 (2)                                                                                            | 4 (3)                                                                                            | 3 (4)                                                                                            | 2 (5)                                                                                            | 1 (6)                                                                                            |
| 形式           | ク23100形 (Tc1)                                                                                  | モ23200形 (M1)                                                                                   | モ23300形 (M'1)                                                                                  | モ23400形 (M'2)                                                                                  | モ23500形 (M2)                                                                                   | ク23600形 (Tc2)                                                                                  |
| 車両写真       |                                                                                                  |                                                                                                  |                                                                                                  |                                                                                                  |                                                                                                  |                                                                                                  |
| 搭載機器       | CP                                                                                               | ◇,VVVF,◇                                                                                         | DC/DC,BT                                                                                         | DC/DC,BT                                                                                         | ◇,VVVF,◇                                                                                         | CP                                                                                               |
| 自重           | 36.2t                                                                                            | 42.2t                                                                                            | 41.2t                                                                                            | 41.2t                                                                                            | 42.2t                                                                                            | 36.2t                                                                                            |
| 座席種別       | デラックス                                                                                       | サロン                                                                                           | レギュラー                                                                                       | レギュラー                                                                                       | レギュラー                                                                                       | レギュラー                                                                                       |
| 定員           | 39                                                                                               | 36                                                                                               | 48                                                                                               | 48                                                                                               | 48+2（車椅子対応席）                                                                             | 52                                                                                               |
| 座席以外の設備 | パノラマデッキ                                                                                   | 化粧室                                                                                           | 車内販売準備室 シーサイドカフェ                                                                  | 化粧室 喫煙室                                                                                    | 化粧室・自動販売機 車椅子対応設備                                                                | パノラマデッキ                                                                                   |

- 号車番号は大阪、京都発着の場合はデラックスカーが6号車、名古屋発着の場合はデラックスカーが1号車となる。（ ）内の数字が名古屋発着編成の号車番号。
- 形式欄のMはMotorの略でモーター搭載車（電動車・動力車）、TはTrailerの略でモーターを搭載しない車（付随車）、Tcのcはcontrollerの略で正規運転台装備車（制御車。入換用簡易運転台装備車には冠されない）。
- 搭載機器欄のVVVFは制御装置、DC/DCは補助電源装置、CPは電動空気圧縮機、BTは蓄電池、◇はパンタグラフ。
- 編成定員は273名（デラックスカー 39名・サロンカー 36名・レギュラーカー198名）。
- 新製時より自重が軽くなっているのは先述の通り、ディスクブレーキを撤去したため[14]。

竣工時期は下記の通り。
| 編成名 | 車体更新   | 転落防止幌設置工事出場 |
| ------ | ---------- | ---------------------- |
| 23101F | 2013年6月  | 車体更新時             |
| 23102F | 2012年12月 | 車体更新時             |
| 23103F | 2012年8月  | 車体更新時             |
| 23104F | 2012年9月  | 車体更新時             |
| 23105F | 2013年7月  | 車体更新以前           |
| 23106F | 2013年2月  | 車体更新時             |

### 外観
外観は伊勢志摩の太陽と陽射しを表現するため、6編成の内、末尾番号が奇数の3編成がサンシャインレッド■塗装（赤色：太陽のイメージ）、末尾番号が偶数の3編成がサンシャインイエロー■塗装（黄色：陽射しのイメージ）となり、赤色編成のカラーベルトはアクアブルー■、黄色編成のカラーベルトはコスメオレンジ■とした。両先頭車とモ23400形の側面には伊勢志摩ライナーの新しいロゴタイプがプリントされた。
他形式の更新車と同様に、乗降口の雨樋取付、車体連結部の転落防止幌設置（23105Fは車体更新前に実施）などが行われた。目立つ変化としては、モ23400形の喫煙室設置に伴う窓の新設やモ23500形側窓の車椅子用区画の小窓化に留まった。

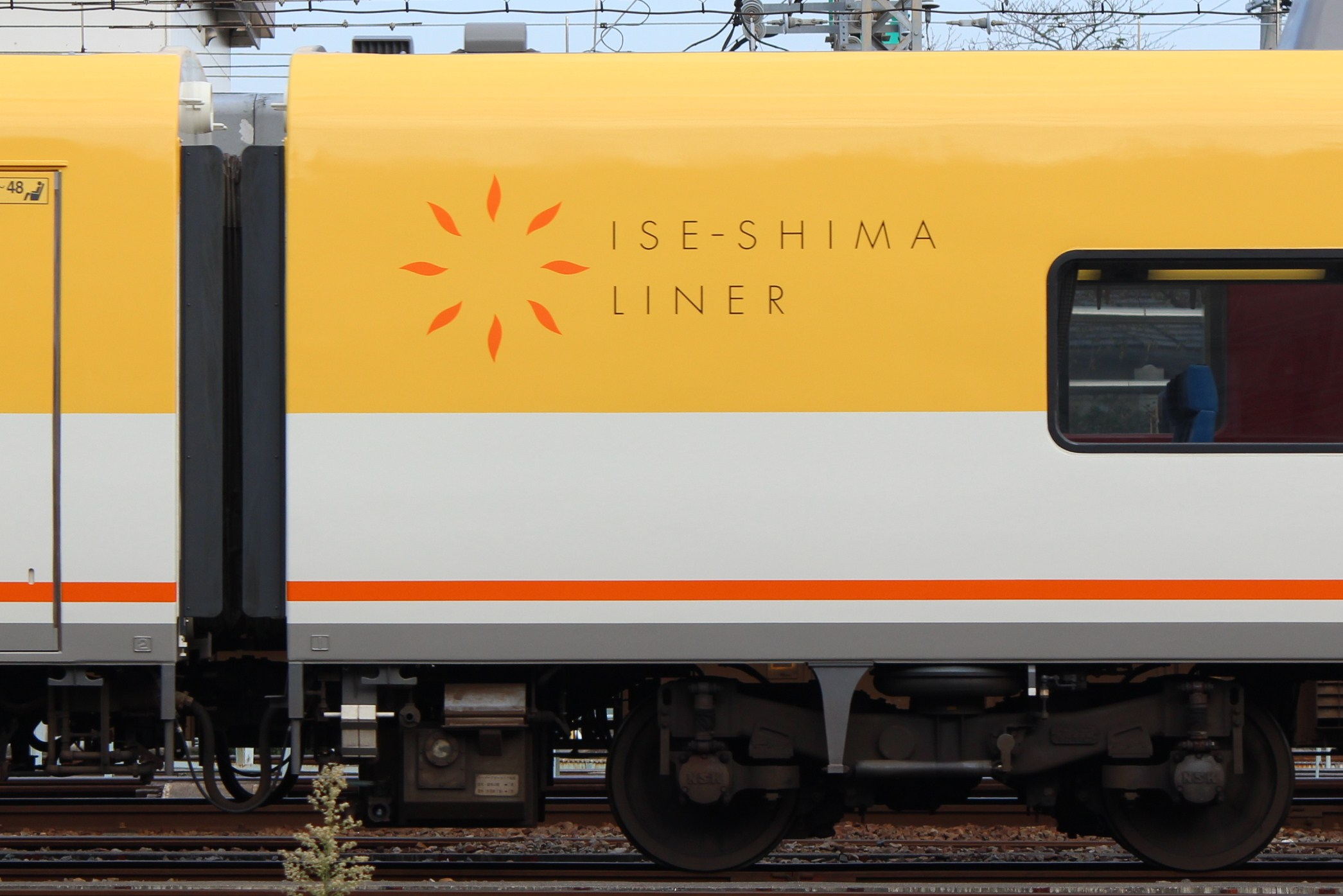
黄色編成のロゴタイプ（モ23400形）
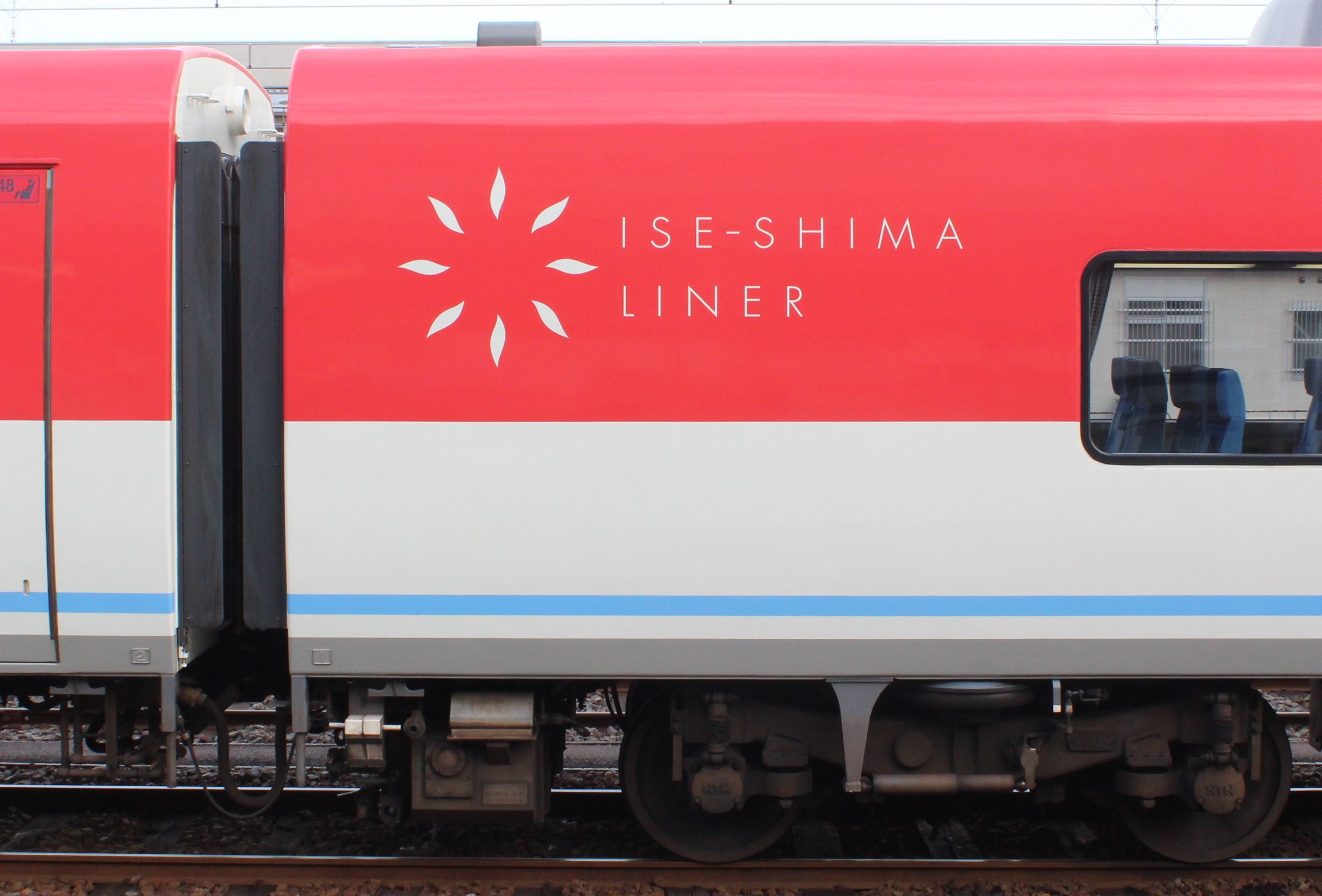
赤色編成のロゴタイプ（モ23400形）
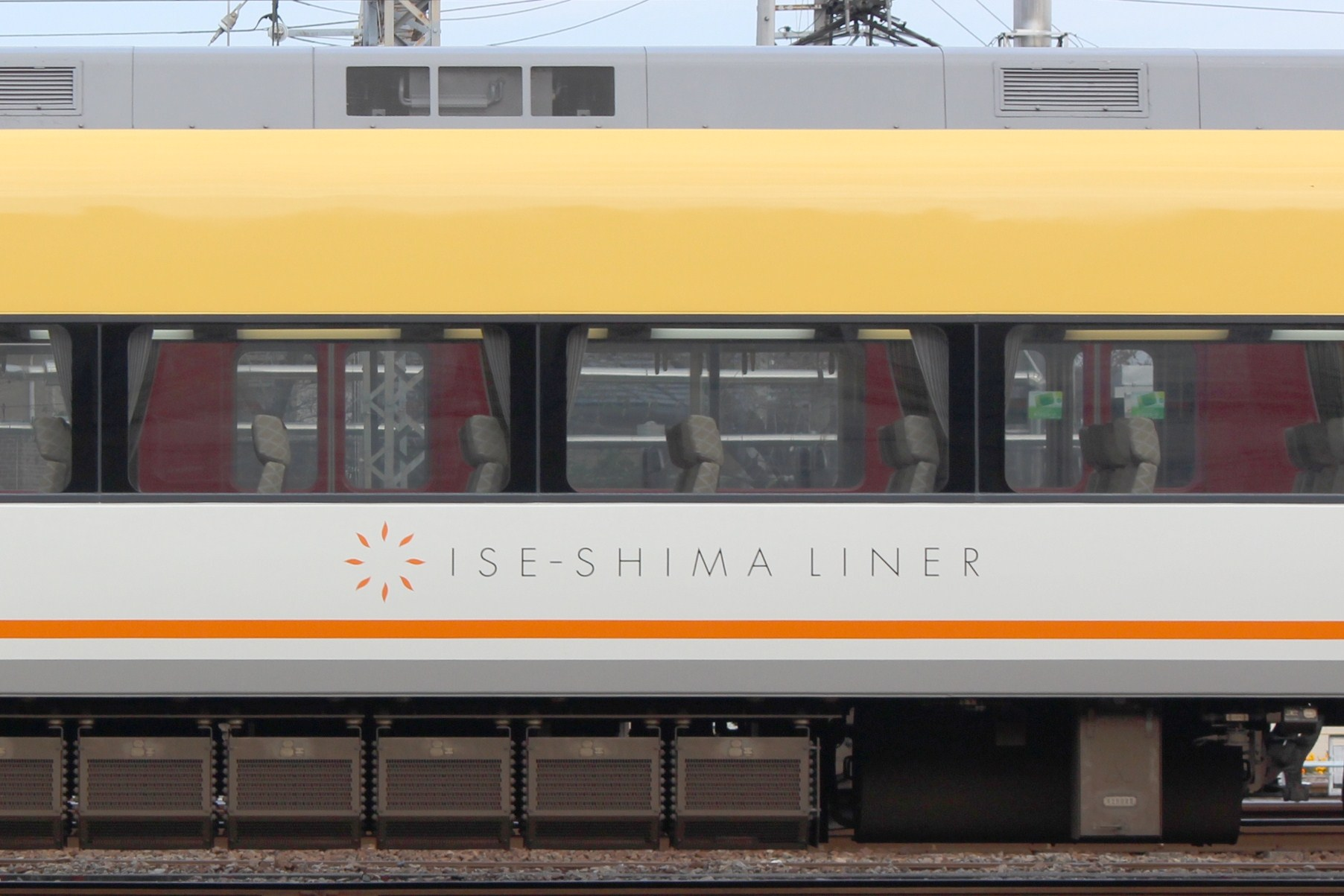
先頭車のロゴタイプ
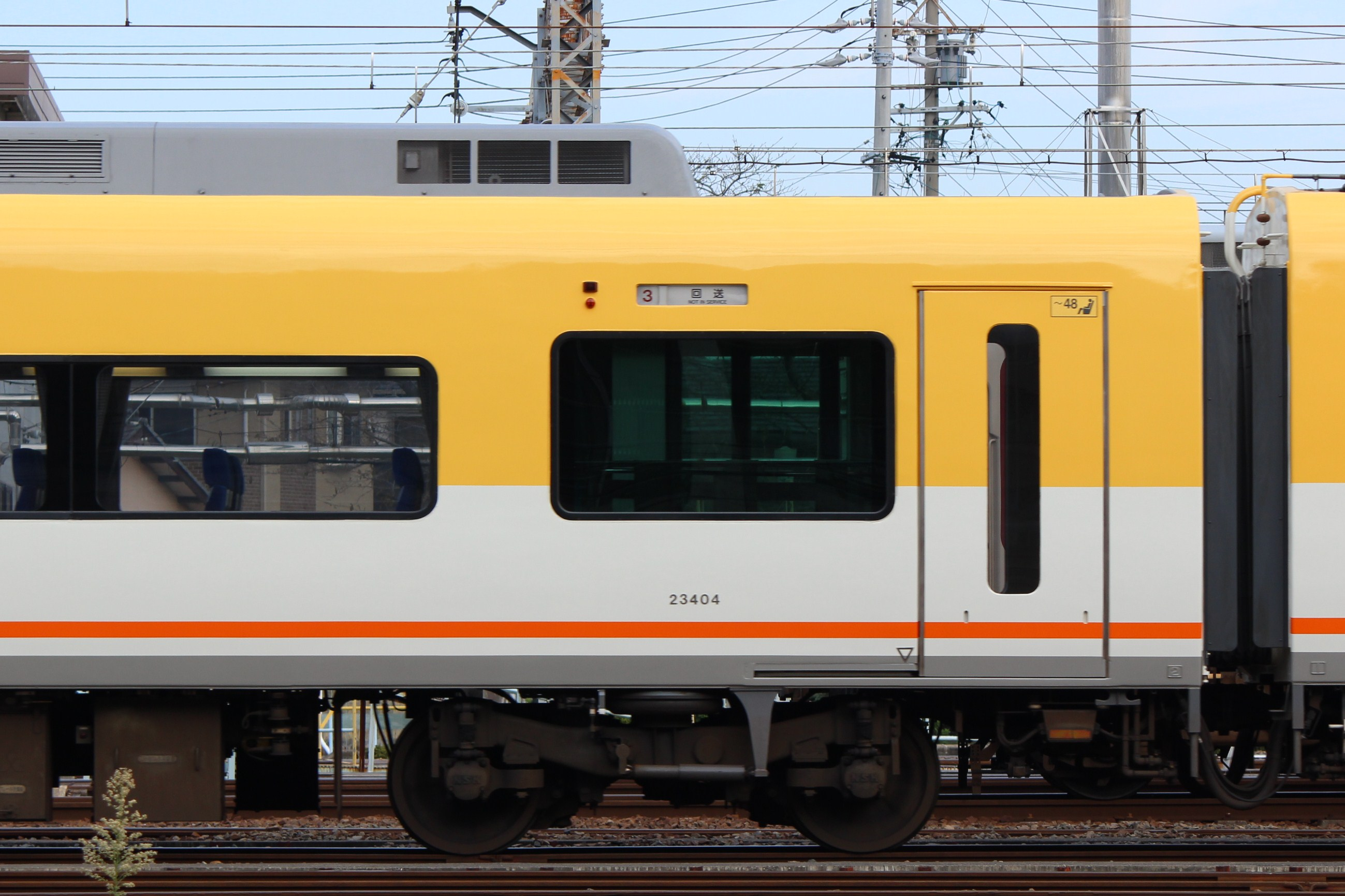
新設された喫煙室の窓 緑がかったガラスを使用
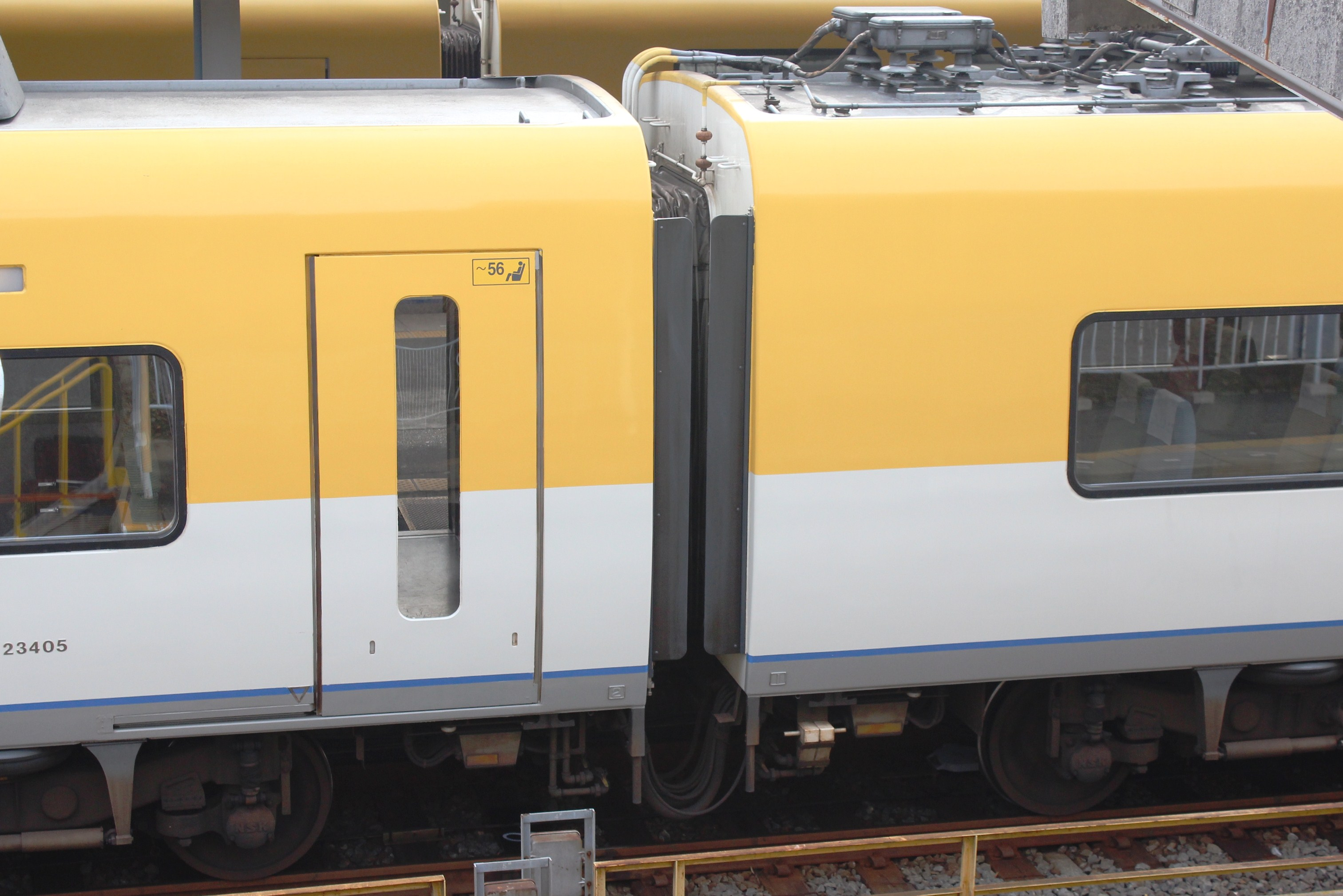
未更新車に設置された転落防止幌（23105F）

### 車内設備
内装面では座席モケットや化粧板・床材の交換、喫煙室や多目的手洗いの整備のみで自動販売機やシーサイドカフェなどの配置は変更されていない。また、21000系や26000系、30000系の更新で見られたような座席そのものを交換するという大規模な変更は行われていない。
全席を対象に特急券発売状況表示灯が新設され、車掌業務の支援が図られた。設置場所は荷棚の座席番号表示の横およびサロンカーは窓柱部である。

#### サロンカー
モケットをピンク系のブロックパターンのものへ取り替え、テーブルも天然木とした。1ボックスに2つの電源コンセントを新設した。エアカーテン吹出口とオーディオユニットは撤去された。また、客室外の荷物置場も撤去され、消火器置場となった。

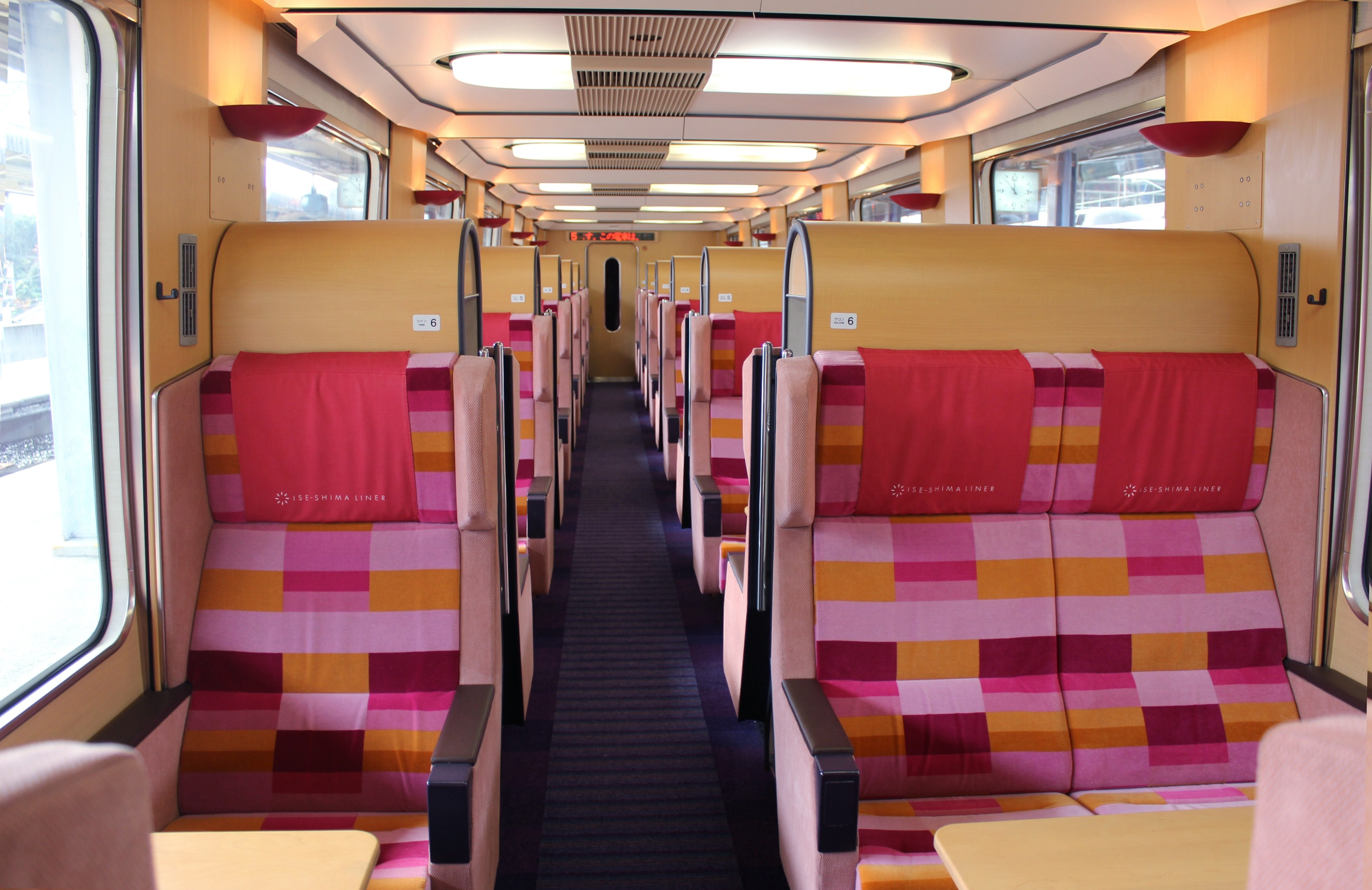
サロンカー
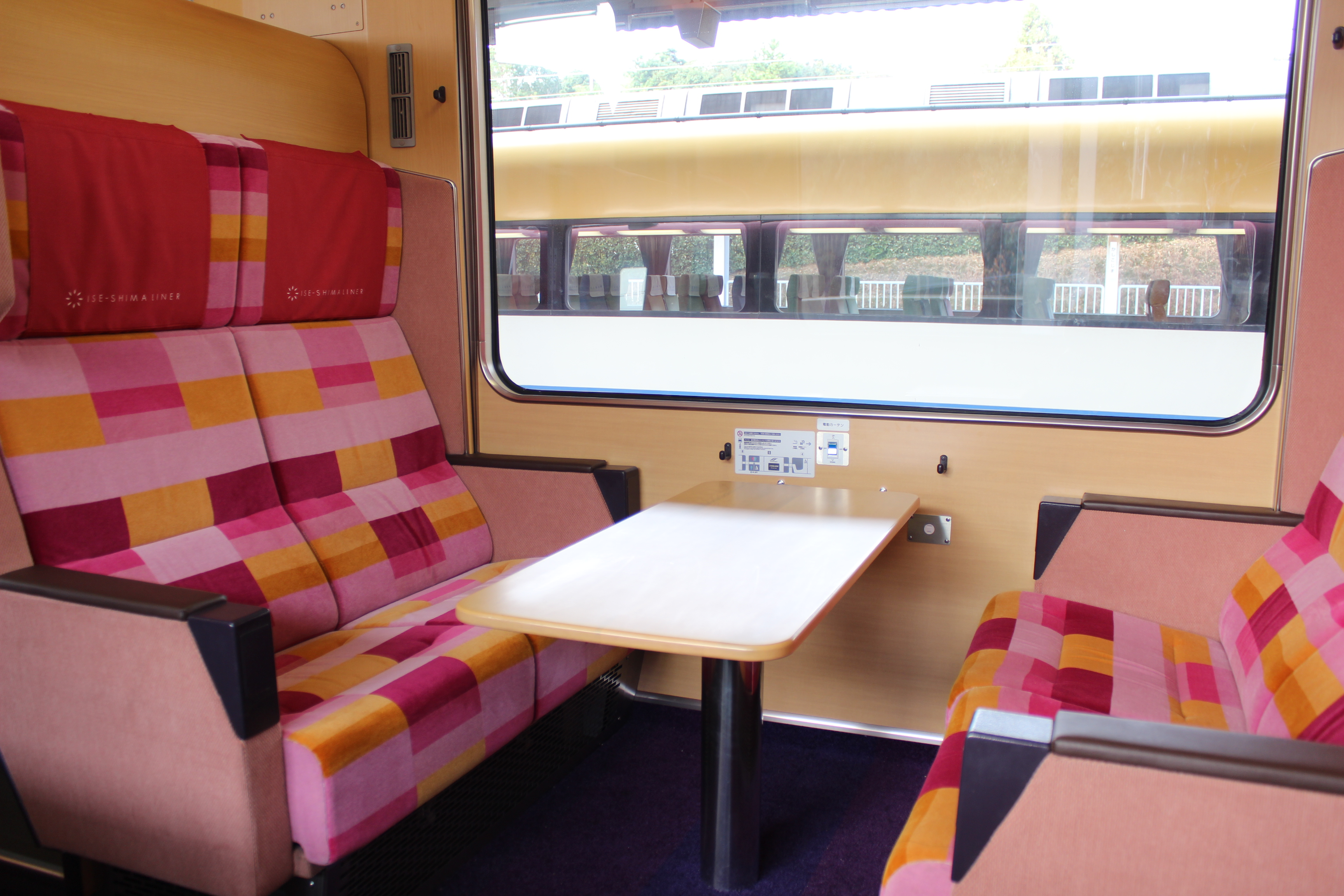
天然木のテーブル
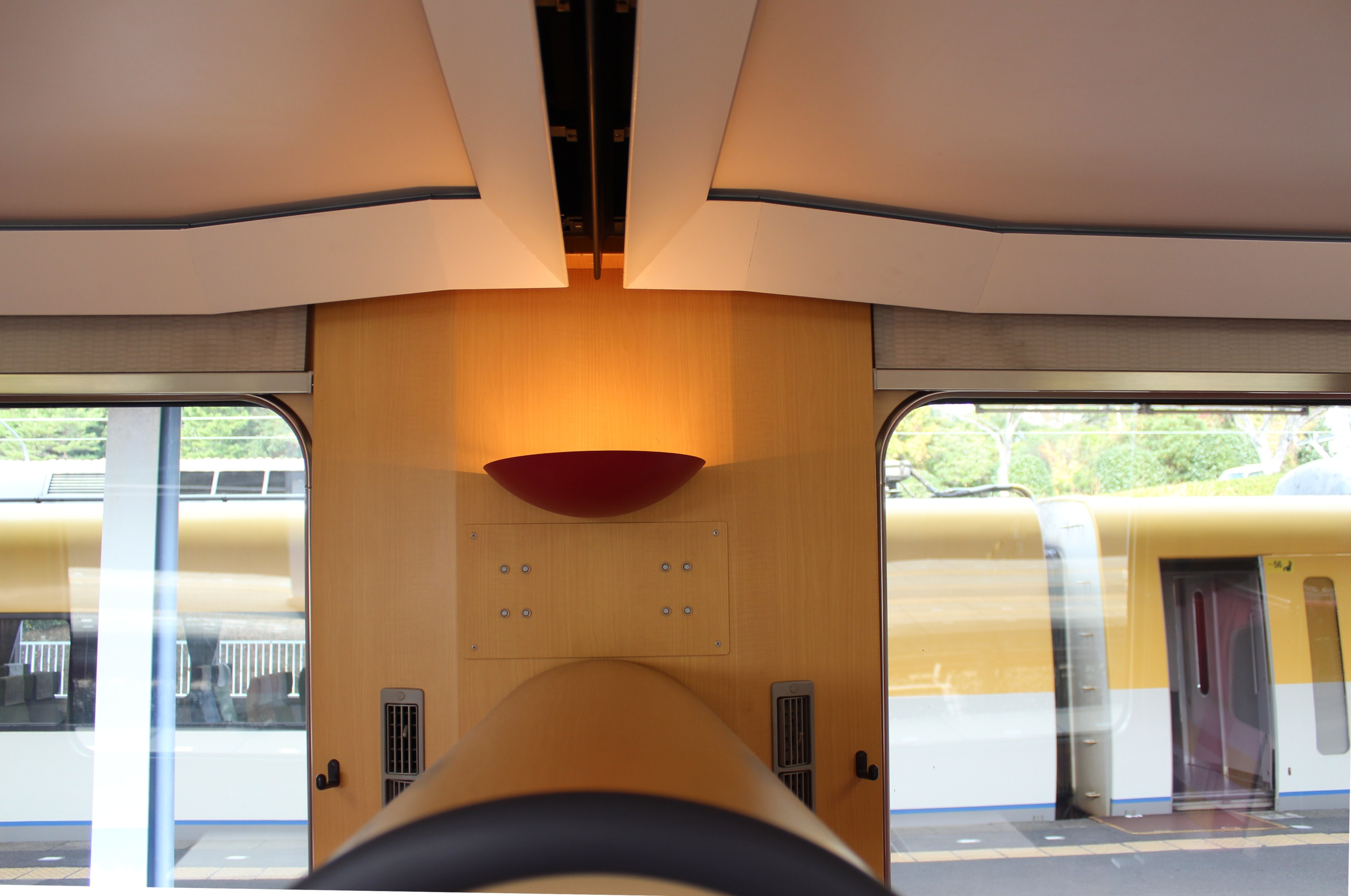
エアカーテン吹出口は撤去された。 窓柱に特急券発売状況表示灯を新設
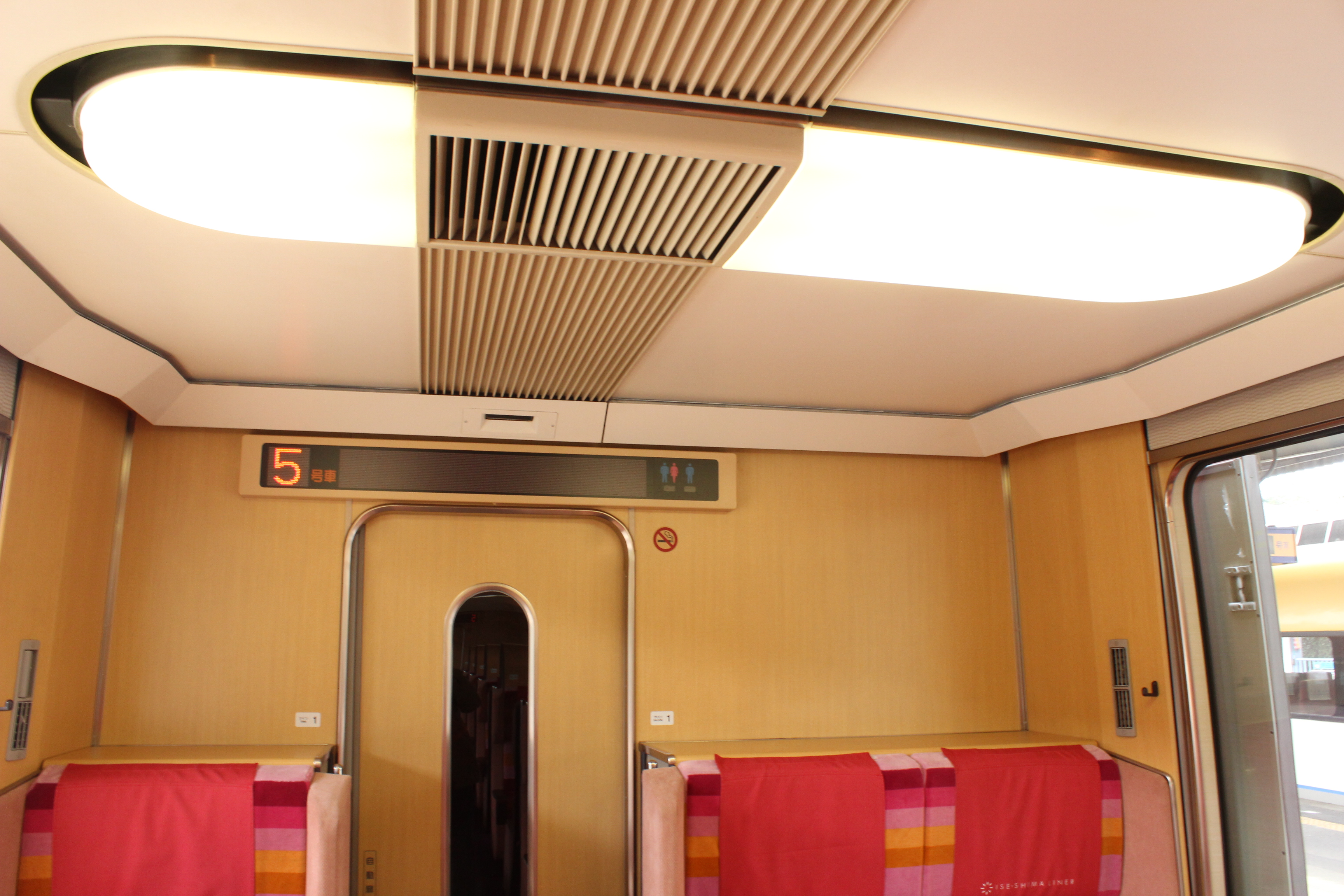
他車と異なる形状のフリーパターンディスプレイ

#### デラックスカー
モケットをベージュ地に白の格子模様の入ったものに取り替え、ヘッドレストのカバーを赤茶色として、伊勢志摩ライナーのロゴタイプをプリントした。座席やフットレストの構造に変化はないが、ひじ掛け部分に電源コンセントが設置された（1人1個の使用が可能）。また、妻壁には伊勢志摩産の真珠を使用した装飾品(赤編成と黄編成で別タイプ)が掲げられた。

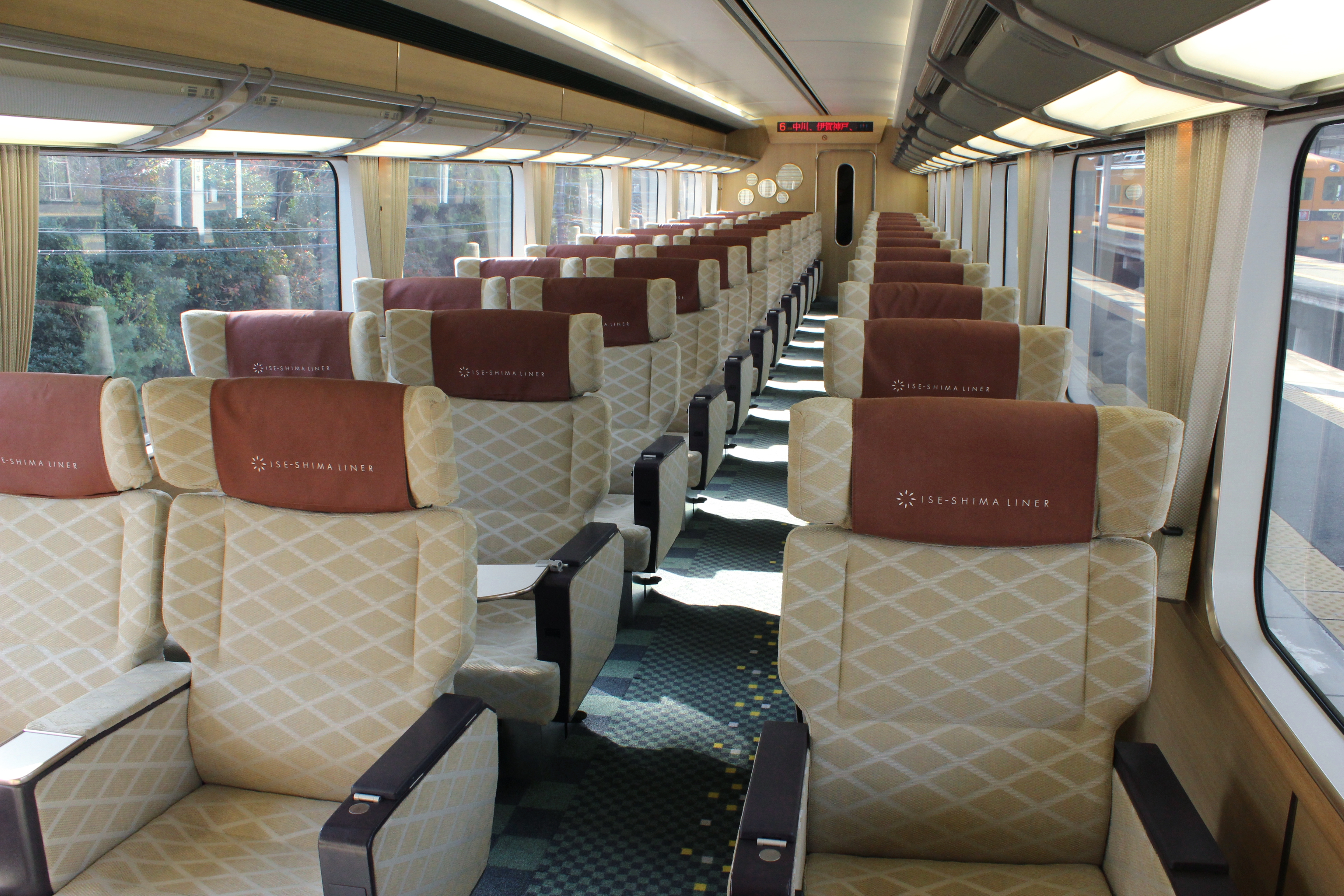
デラックスカー
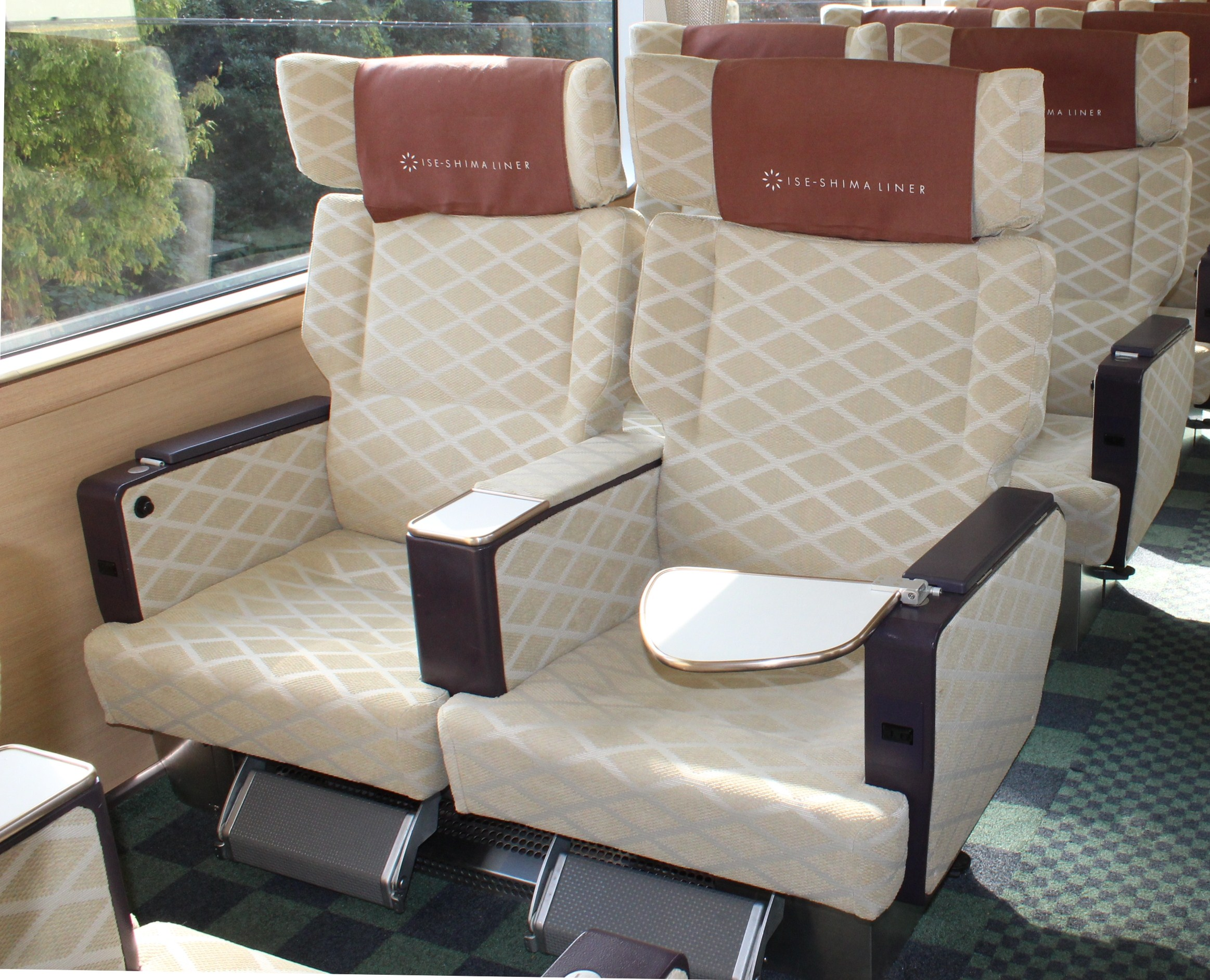
デラックスシート
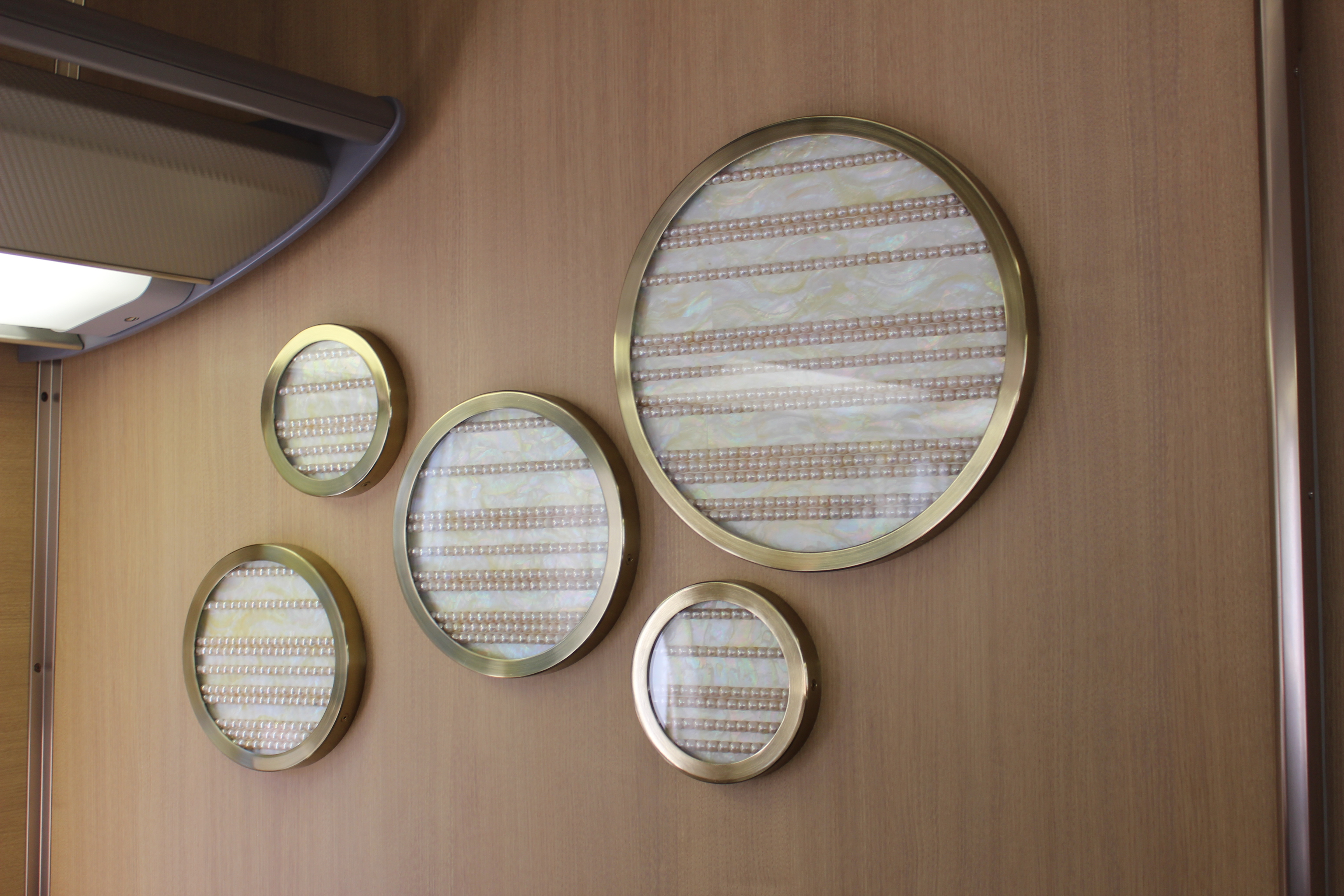
妻壁の真珠装飾品/黄編成
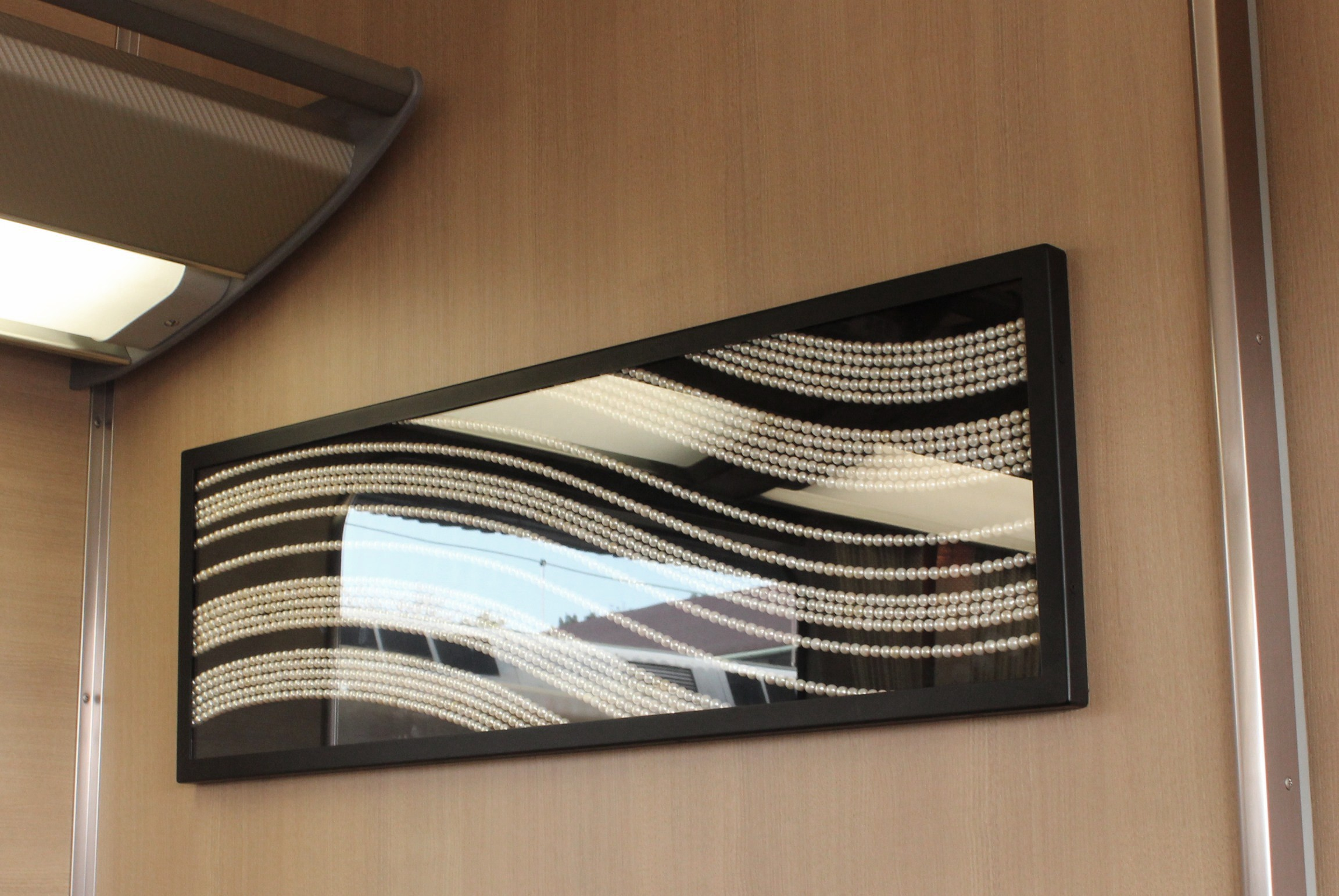
別タイプの装飾品/赤編成

#### レギュラーカー
モケットは「伊勢志摩の海のさざなみ」を表現した青系で4色のブロックパターンのものへ取り替えた。室内の座席カラーは大阪・京都・名古屋側が薄い青で、そこから伊勢志摩側に向かうにつれて濃い青色へと変化させている。この他、2席に1つの割合で電源コンセントが設けられた。ただし、妻壁に面する場合は1人につき1つずつ用意されている。モ23500形（2号車）の車椅子区画の通路幅段差吸収用の簡易仕切は撤去された。化粧板の木目は明るいものを採用した。枕カバーも専用品が用いられた。

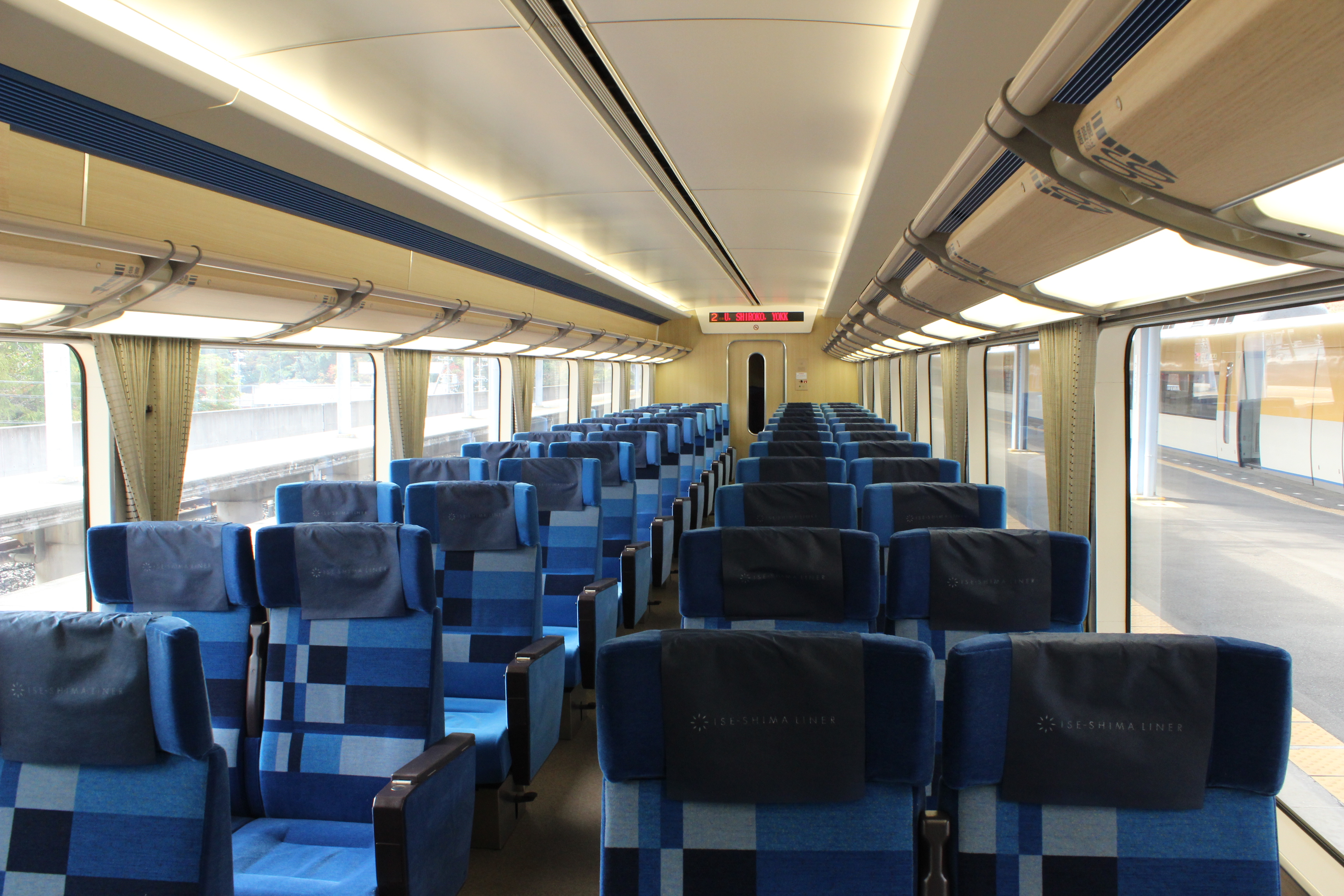
レギュラーカー
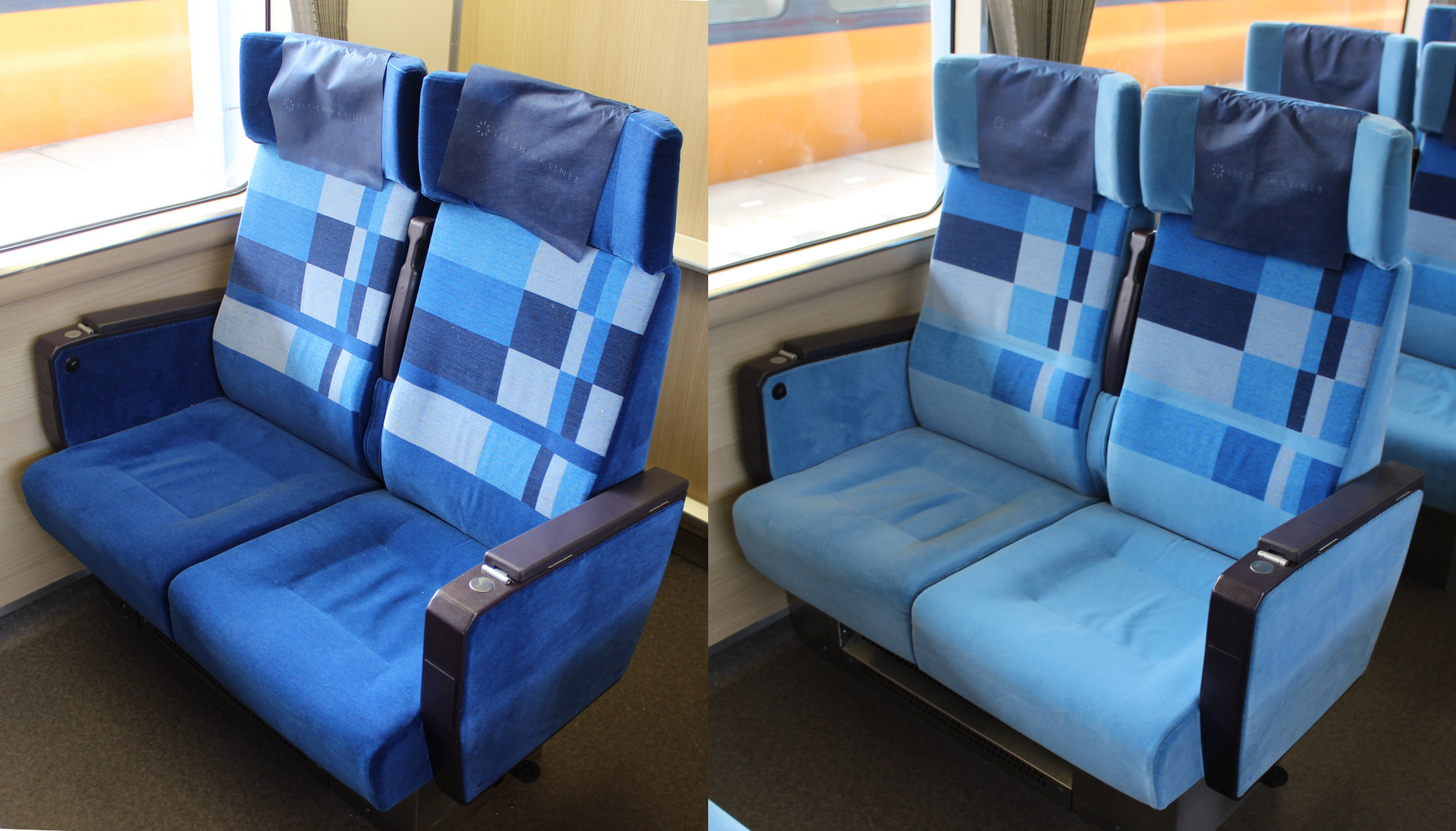
座席表布の青色は座席位置により微妙に異なる
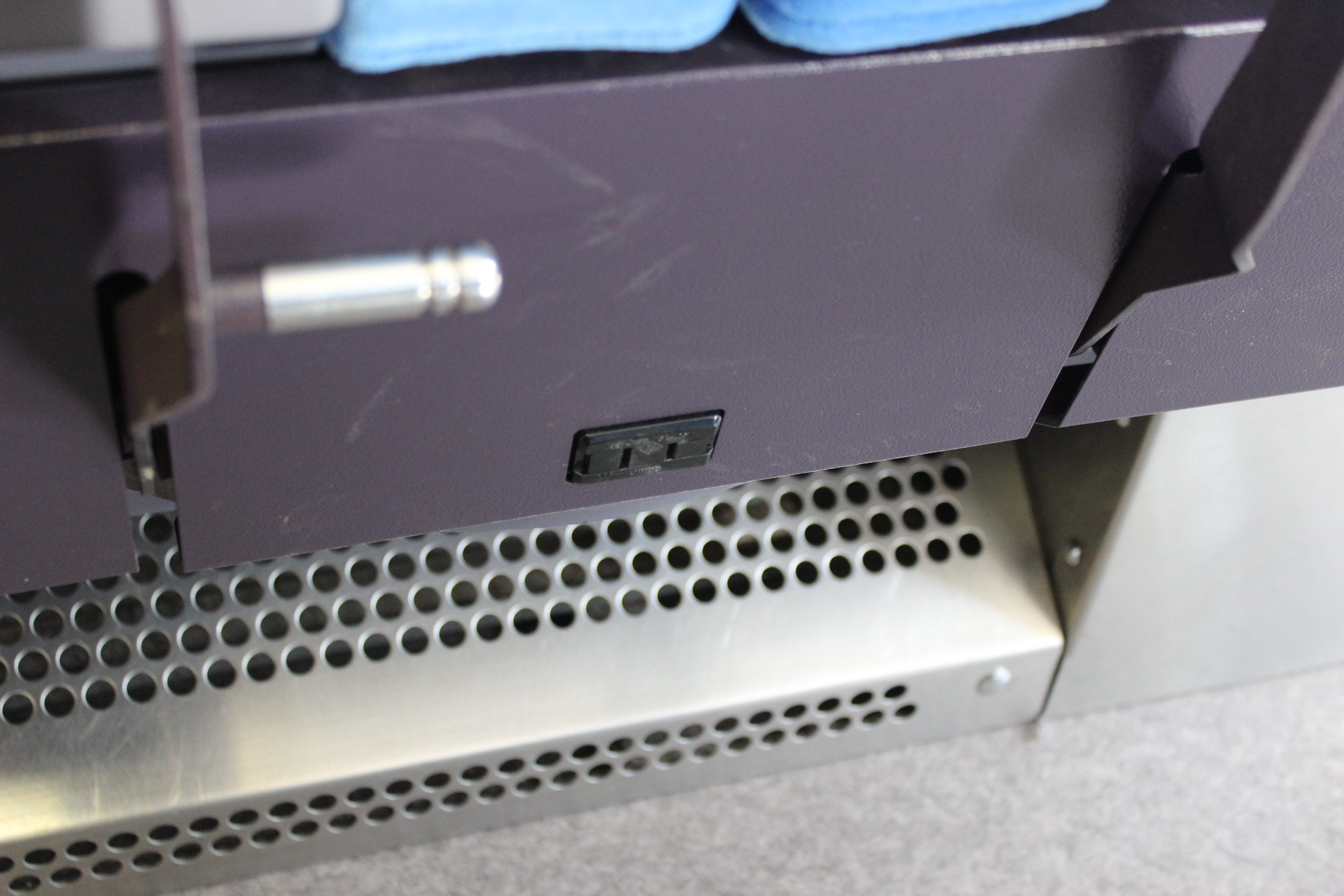
電源コンセント
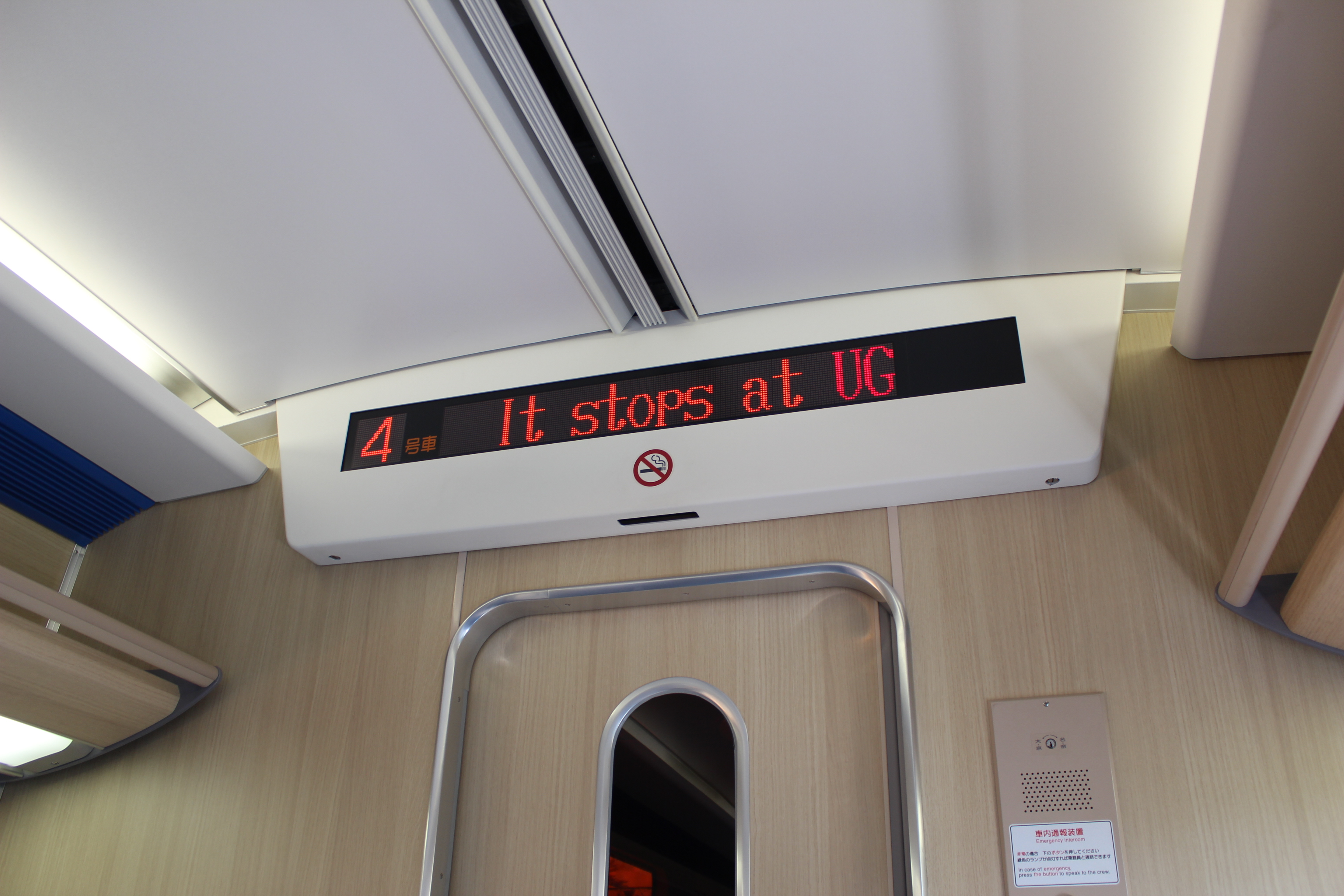
フリーパターンディスプレイ

#### 化粧室・デッキ
洋式トイレはすべて温水洗浄便座付きに取り替えた。モ23500形の多目的型トイレは22600系に準じた弧を描いたタイプに構造変更し、向かいにある男子小用トイレと洗面室も同様のタイプとなった。
デッキには出入台灯が新設され、その機能は21000系リニューアル車と同一である。停車駅に近づく、ないし停車中に開くドア側のランプが点灯して乗降客の注意を喚起する。化粧板は明るい木目調に変更された。
シーサイドカフェはくずもの入れとプランター、カウンター内ではモニターとイルミネーションが撤去された。そのほかに、壁内にあった電子レンジがカウンター内のテーブルに移設された。化粧板もパープル系に交換されたが、基本レイアウトの変化はない。

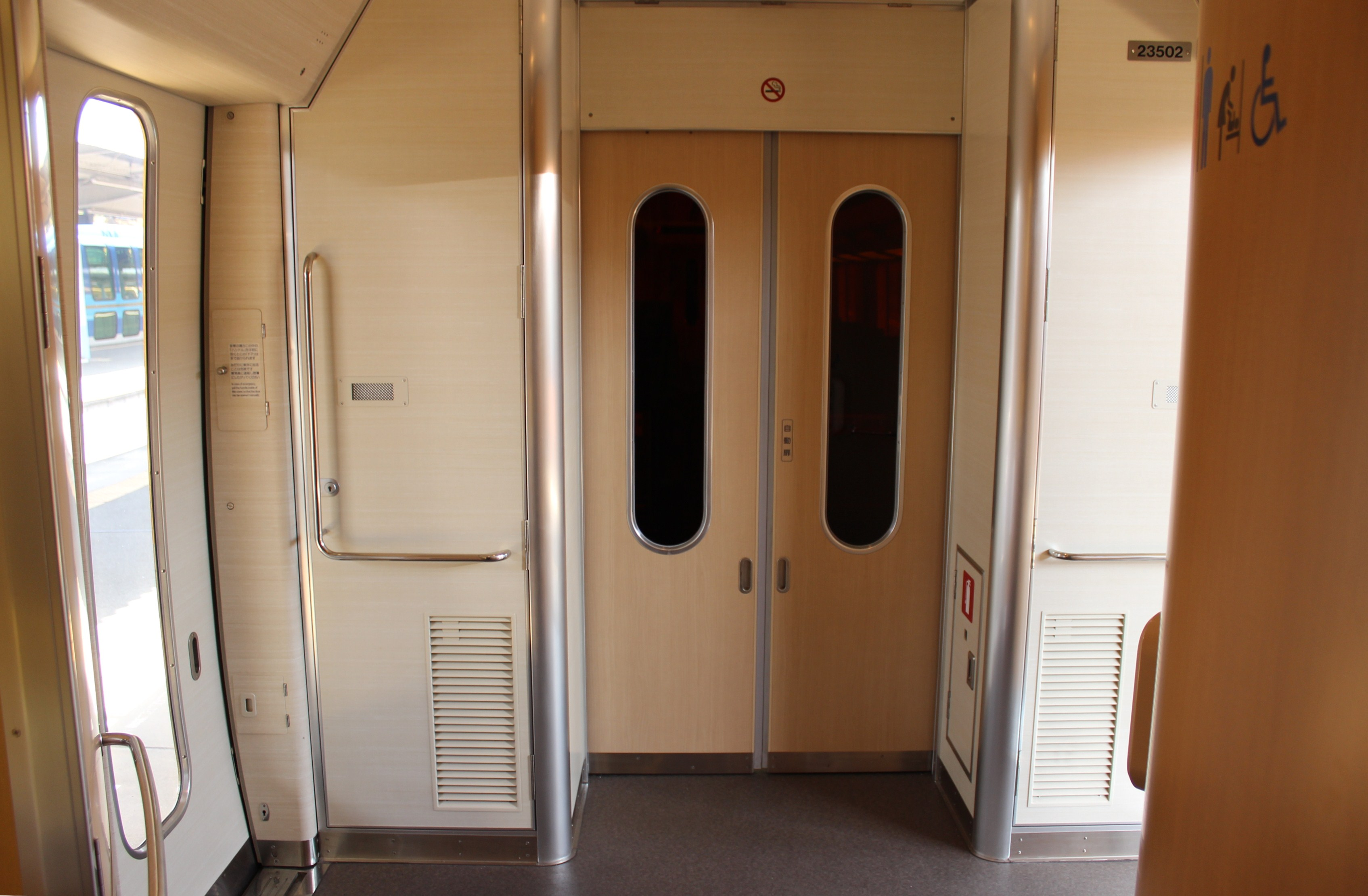
デッキは木目調となり、出入台灯も設置
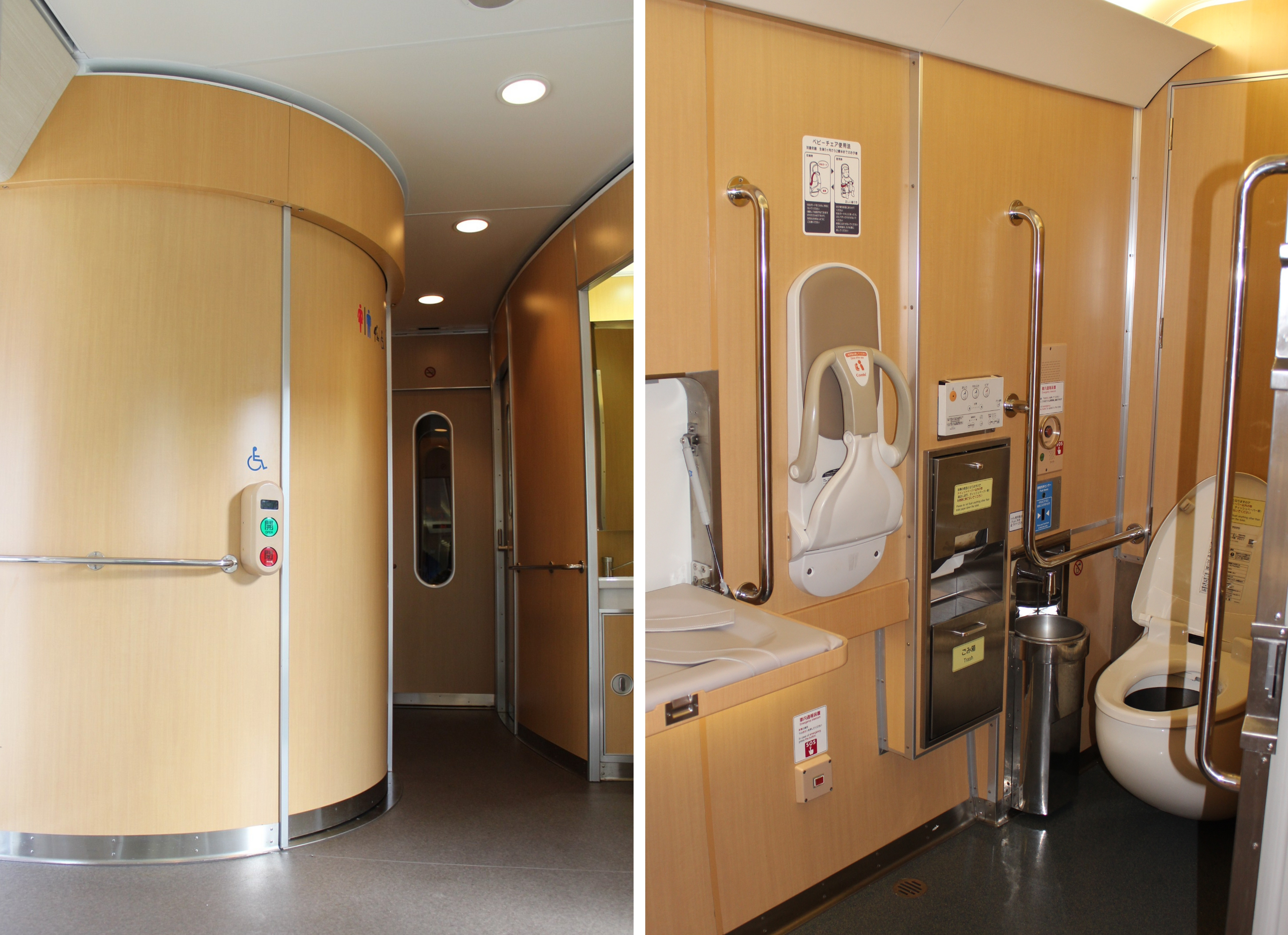
多目的型トイレ
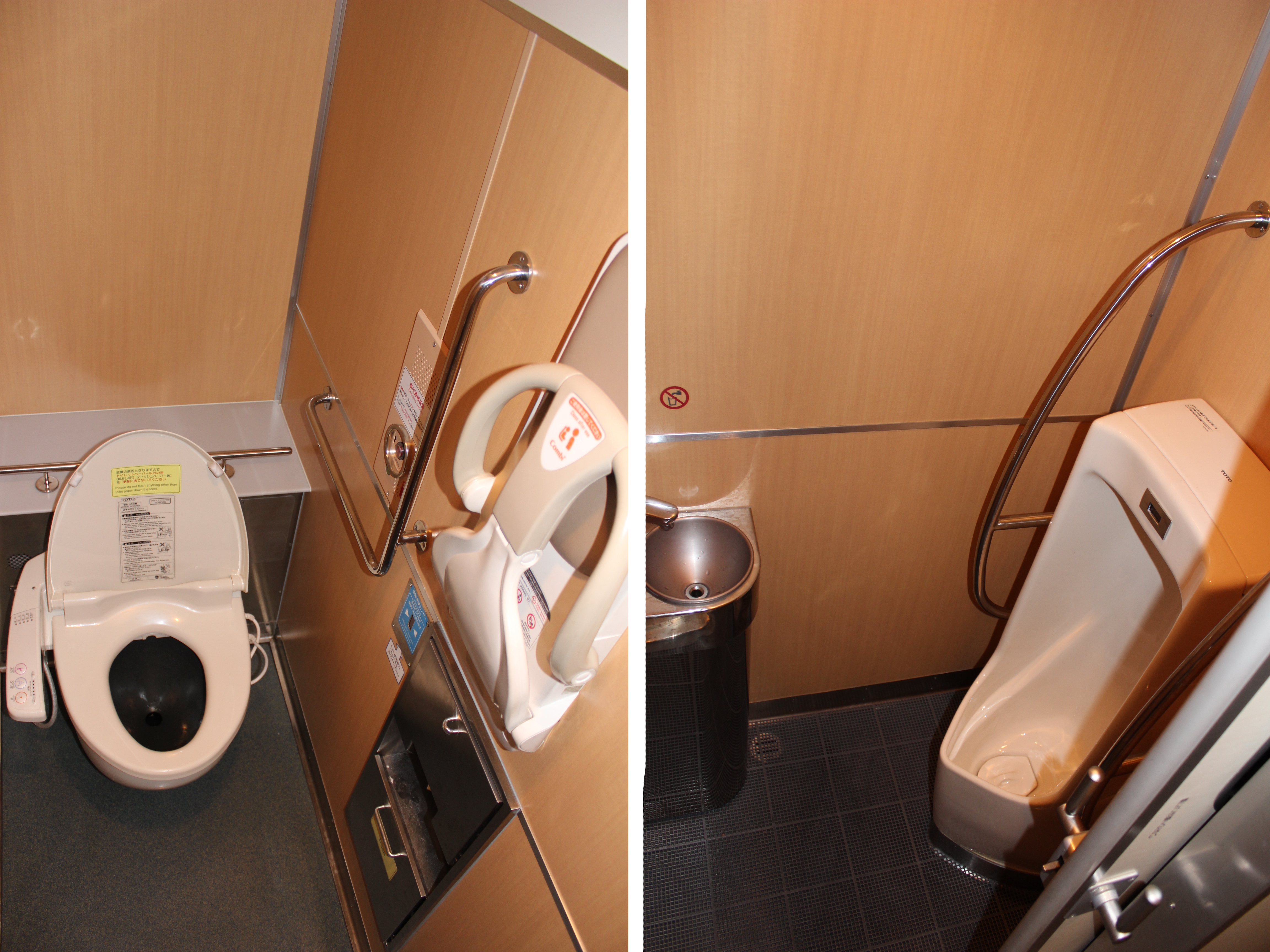
一般トイレ 温水洗浄装置付
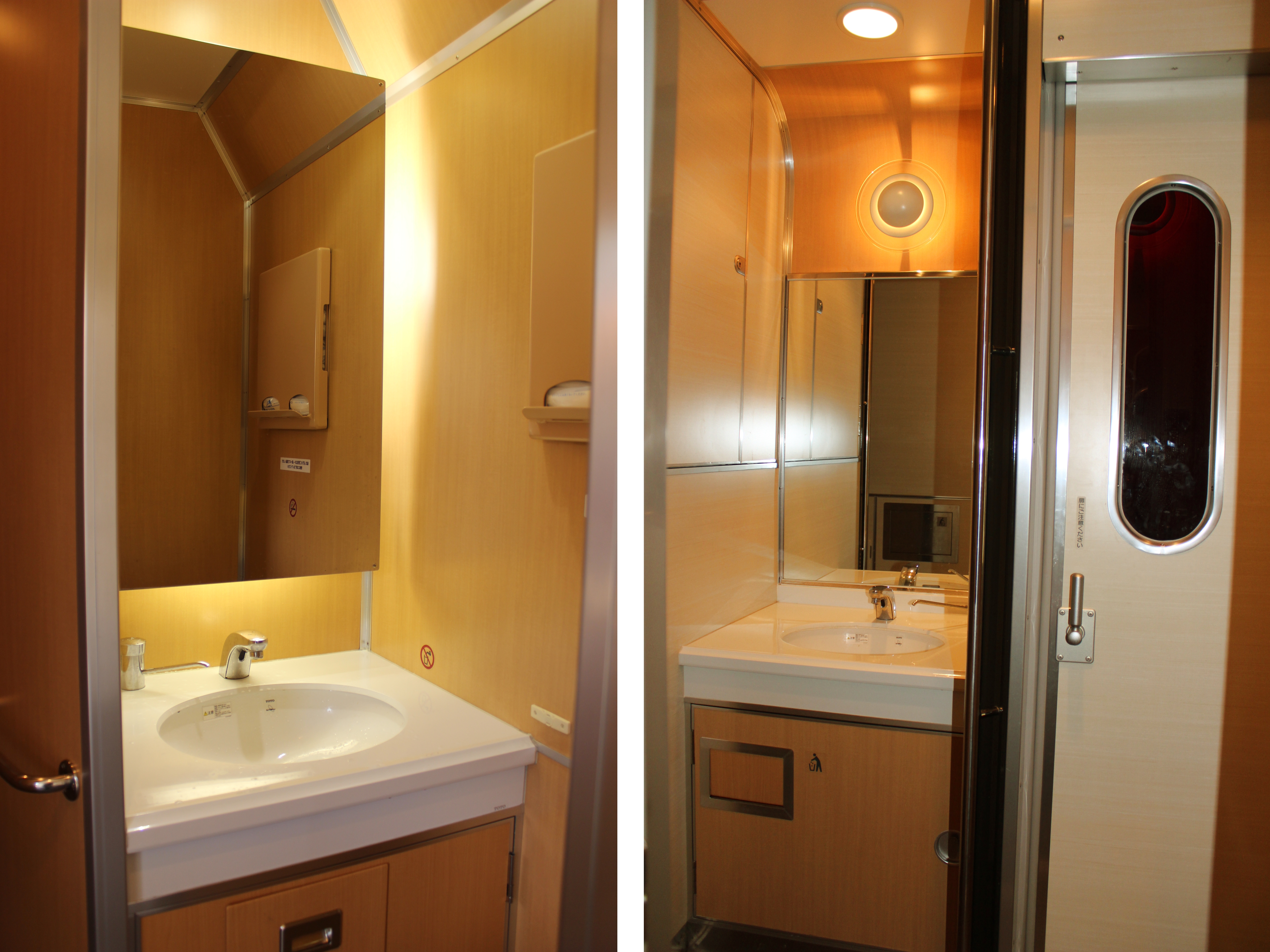
洗面台
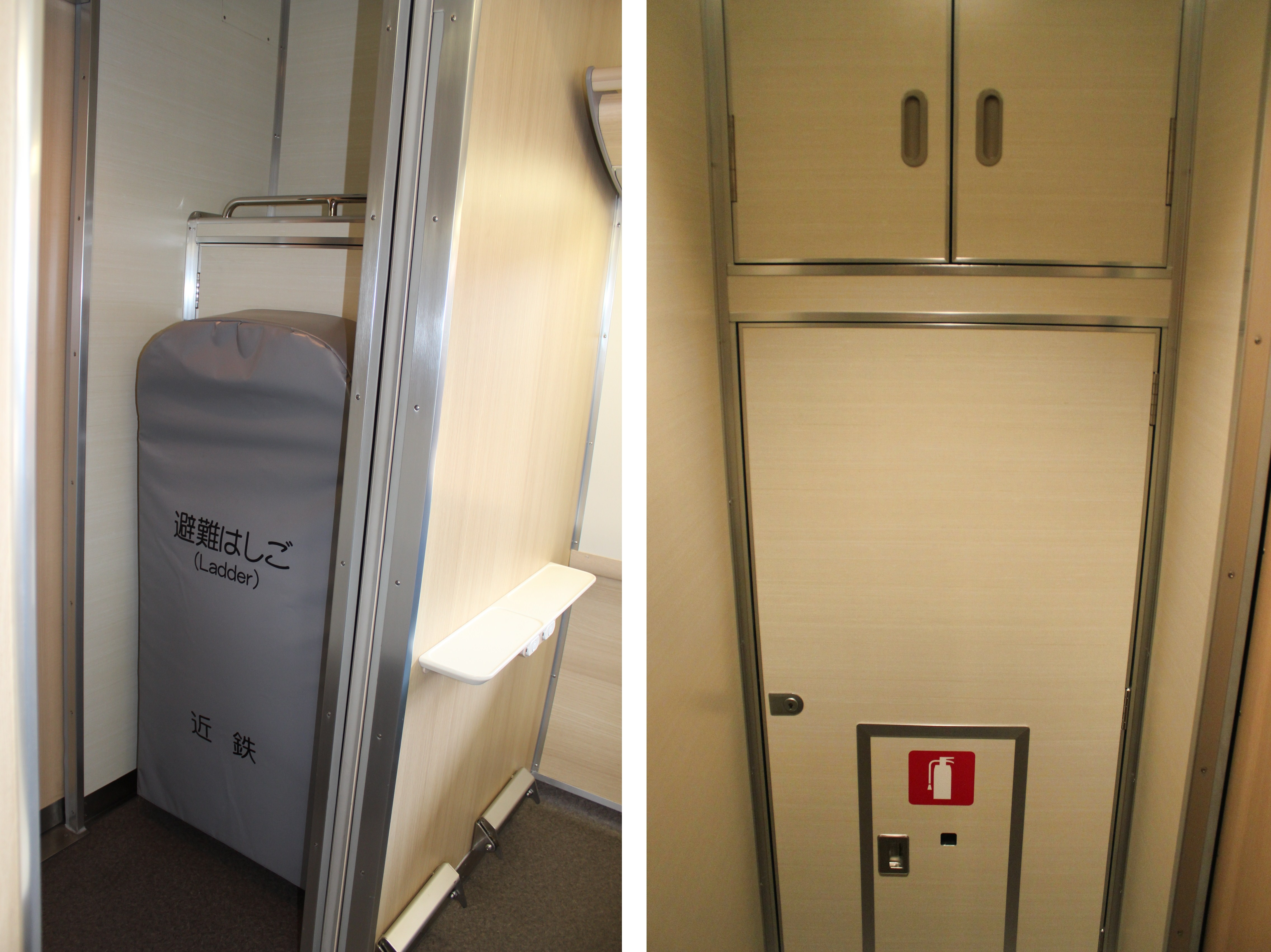
津波対策の避難はしご サロンカーの消火器置場（元荷物置場）
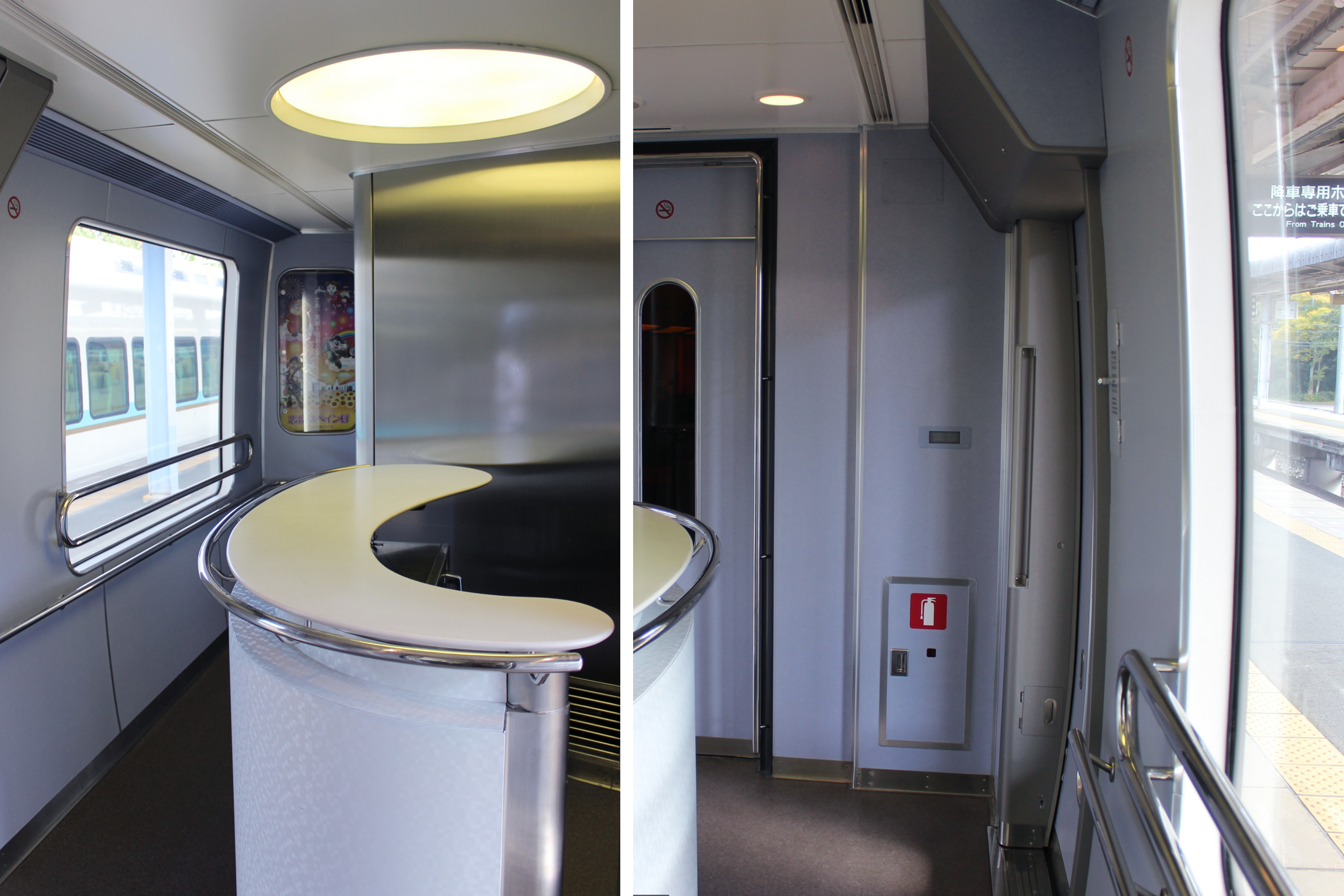
シーサイドカフェ モニターやプランターが撤去された

#### 喫煙室
喫煙室はモ23400形に設けられ、構造は22600系に準じている。窓は通路側も含めて22600系に準じたサイズとなり、UVカットの緑がかったガラスを据え付けた。

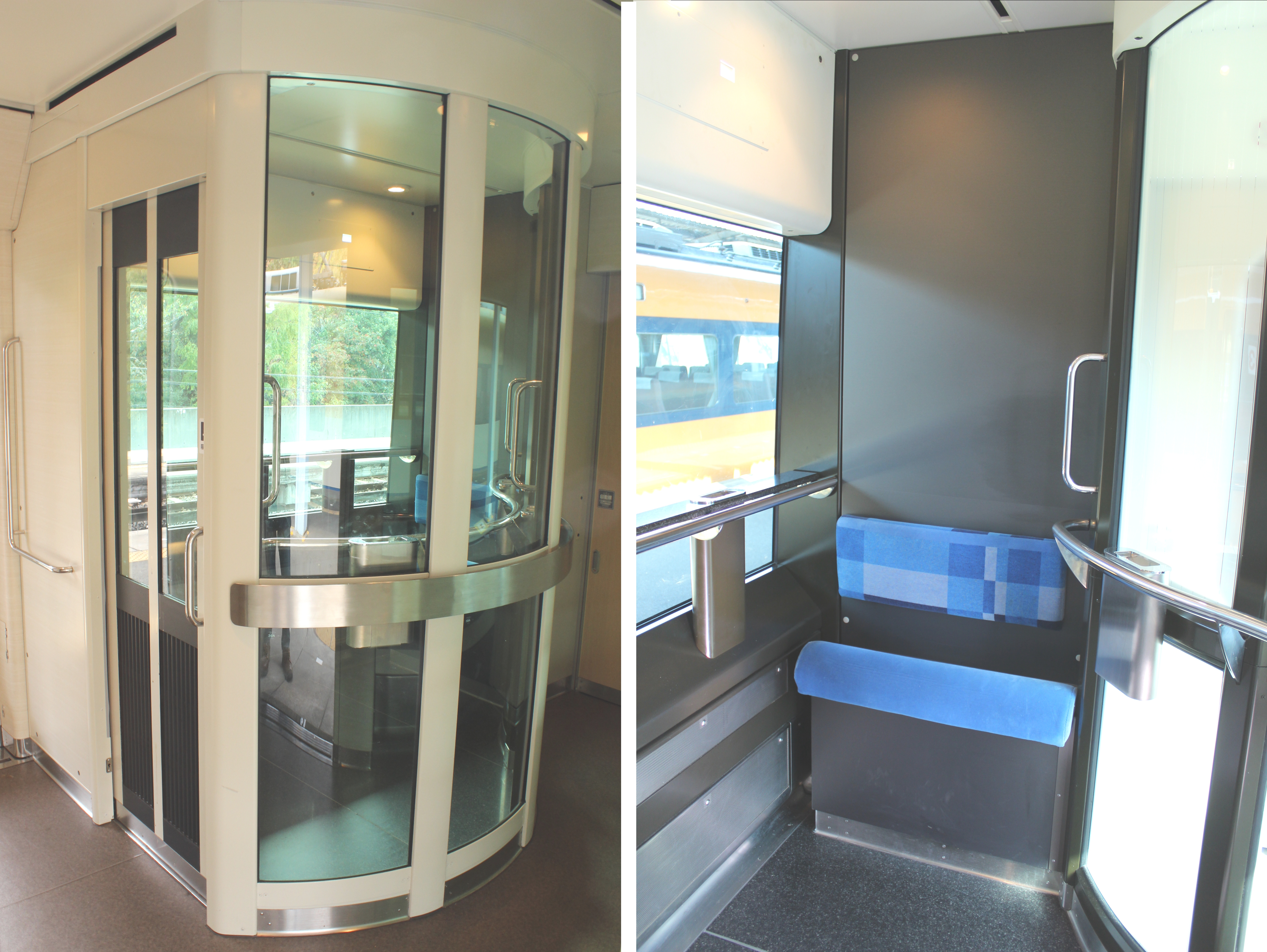
22600系に準じた喫煙室

## 車体装飾
1998年秋から冬にかけて、パルケ・エスパーニャのクリスマスキャンペーンに伴い、先頭部の左右2か所に「MADRID MADRID」のラベルを貼り付けして運用された。
2007年10月9日から2008年2月頃まで、近鉄特急運転開始60周年を記念して、車体側面にイラストレーター・黒田征太郎がデザインした特製ロゴマークを側面に貼付していた。
2024年（令和6年）2月10日より、伊勢志摩ライナーの運転開始30周年・志摩スペイン村開園30周年を記念して、当車両に記念ロゴマークを掲出。 同日より全6編成に順次掲出され、そのうち一編成［23104F］はロゴマークに志摩スペイン村キャラクターが登場したデザインとなる。また、志摩スペイン村開園30周年アニバーサリーがはじまる2月10日と、伊勢志摩ライナーが30周年を迎える3月15日の2日間、伊勢志摩ライナーの車内で「30周年記念乗車証」を配布。
2025年（令和7年）2月27日より、三重県及びポケモンと連携し、みえ応援ポケモンのミジュマルを車内外（デラックスカー除く）にラッピングしたミジュマルライナーを1編成［23102F］運行。特急車両への外装フルラッピングは近鉄初となる。車外のほかレギュラー席、サロン席・ツイン席はシート地をミジュマル仕様に、先頭の展望デッキ等にも装飾を施している。

## 運用
1993年（平成5年）12月に2編成が竣工し、12月24日に報道公開が行われた。翌1994年1月に3編成が竣工し、5編成が出揃った。
- 1994年（平成6年）3月15日のダイヤ変更から運用を開始した。当初は、上本町（現在の大阪上本町）と近鉄名古屋 - 賢島間の阪伊・名伊甲特急系統に起用され、従来の甲特急のダイヤとは別に増発する形で新設されている。ただし、3月中は1編成を定期運用から外したため、同月中の土曜、休日の増発列車は21000系による代走運用とされた[1]。また、阪伊特急は夕方以降の列車を除いて、近鉄難波（現在の大阪難波）始発から上本町始発となった。

- 阪伊特急（下り　土曜日は1本、休日は2本さらに増発）　
  - 上本町9:10 → 賢島11:29　
  - 上本町10:10→ 賢島12:29

- 阪伊特急（上り　土曜日は1本、休日は2本さらに増発）
  - 賢島17:20 → 上本町19:39
  - 賢島18:20 → 上本町20:41

- 名伊特急（下り）　
  - 近鉄名古屋9:55 → 賢島11:54　
  - 近鉄名古屋10:55→ 賢島12:54

- 名伊特急（上り）
  - 賢島16:05 → 近鉄名古屋18:13
  - 賢島17:05 → 近鉄名古屋19:13

本系列は日本の大手私鉄で初めて最高速度130km/h運転を実施した車両であるが、130km/h運転可能な区間はさほど多くないことと、ダイヤ構成の問題や停車時間に余裕を持たせたため、全体としてのスピードアップは図られていない。なお、本系列による130km/h運転区間は下記の通り。
- 西青山 - 東青山間（青山トンネル内上り勾配区間）（大阪線）
- 伊勢中川 - 松ヶ崎間（上下線）（山田線）
- 東松阪 - 櫛田間（上下線）（山田線）
- 朝熊 - 池の浦間（下り線）（鳥羽線）
- 白木 - 五知間（青峰トンネル内下り線）（志摩線）

- 1995年（平成7年）11月に最終増備車の23106Fが竣功した。この増備によって、1996年3月15日ダイヤ変更から京都 - 賢島間の特急、および間合い運用として京都 - 近鉄奈良間の特急にも充当された[15]。
  - 京都10:15 → 賢島13:01
  - 賢島14:22 → 京都17:19

- 1997年（平成9年）3月18日ダイヤ変更で、阪伊、名伊乙特急に初めて充当開始された。

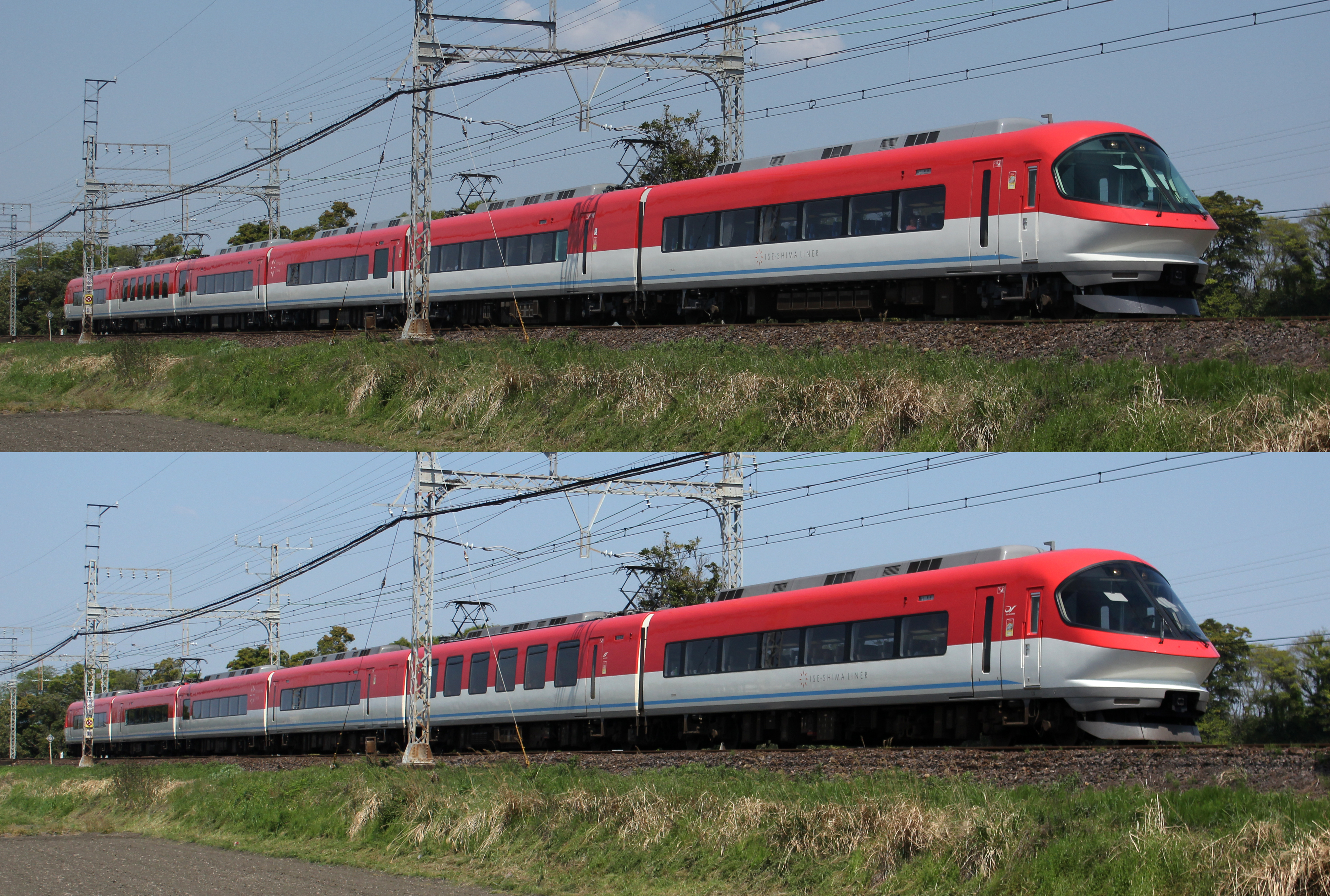
2001年3月から2014年9月までは伊勢中川駅以南で阪伊、京伊特急と名伊特急の編成の向きが異なっていた。（上が大阪、京都発着で下が名古屋発着列車）。

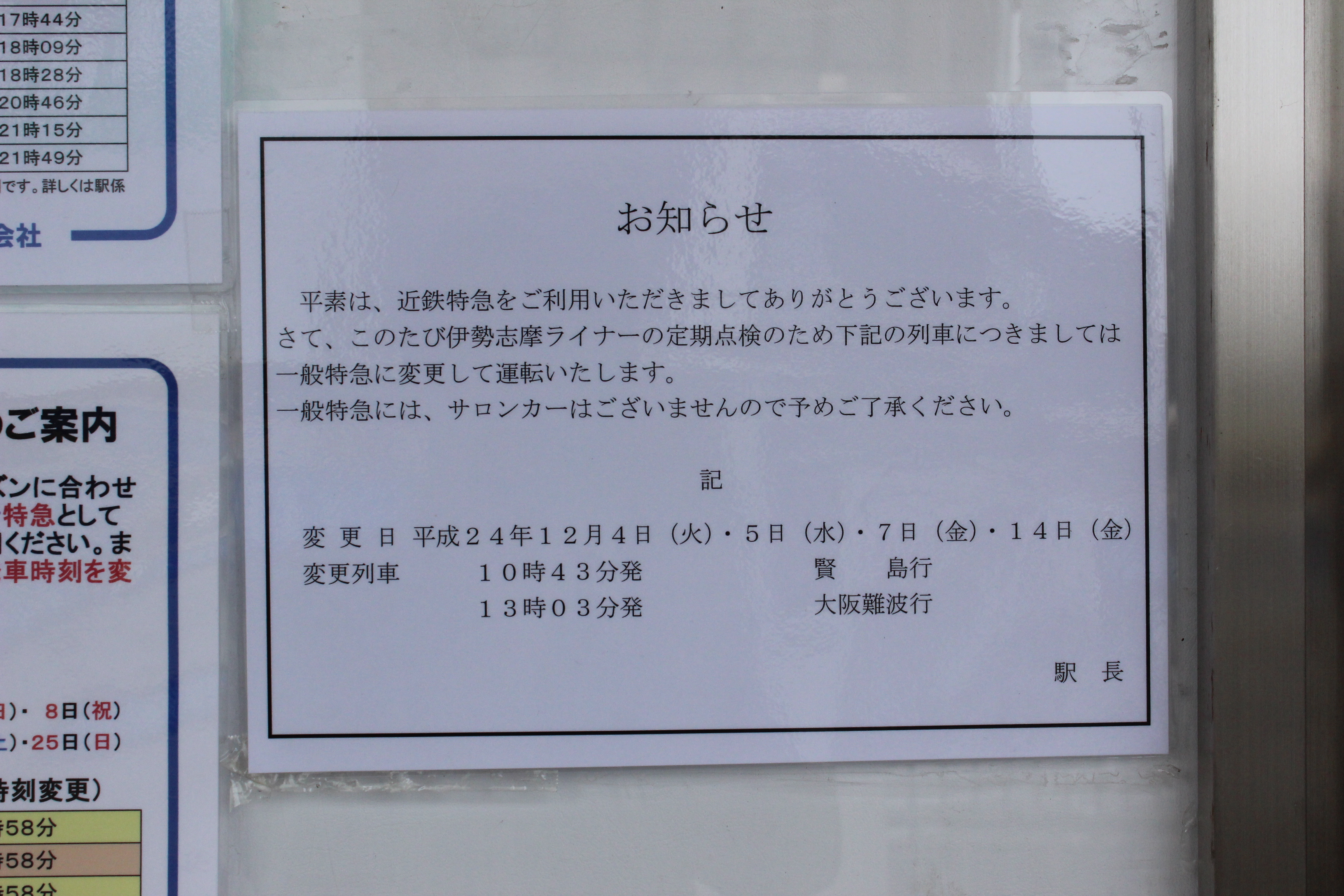
定期点検等による理由で他車の代走を掲示する。23000系運用列車ではしばしば見られる。

- 2001年（平成13年）3月22日ダイヤ変更では愛知県中西部や三重県内からのユニバーサル・スタジオ・ジャパン利用客を見込んで名阪特急でも運用開始された。そのため、これまでは伊勢中川 - 賢島間における編成の向きが23000系に限って阪伊特急・京伊特急・名伊特急いずれも同じ[注 6]であったが、名阪特急に充当されることになった以降はほかの特急車両と同様、伊勢中川 - 賢島間では阪伊特急・京伊特急と名伊特急とでは編成の向きが逆になっている（近鉄特急の項も参照）[33]。これにより、本系列も近鉄難波駅まで入線するようになった。このほか、同日からサロンカーの特別車両料金が廃止され、サロンカーには4人または2人の特急料金（別に人数分の運賃）のみで利用可能となるように制度が変更された。
  - 近鉄難波19:20 → 近鉄名古屋21:31
  - 近鉄名古屋8:25 → 近鉄難波10:40

- 2002年（平成14年）3月19日をもって本系列において最後まで実施されていた車内販売が中止された[15]。

- 2003年（平成15年）3月6日ダイヤ変更で阪伊特急の一部が近鉄難波始発に戻った。

- 2004年（平成16年）3月18日ダイヤ変更でUSJ対応の名阪特急2往復（うち1往復が23000系使用）が廃止となった。一方で、近鉄難波発7時、近鉄名古屋発21時の名阪特急が23000系に置き換わった。

- 2005年（平成17年）7月16日からサロンカーが禁煙車化され、本系列の喫煙車は1号車のみとなった。

- 2006年（平成18年）11月3日から車内販売が土日祝日に限って一部の本系列使用列車で復活した[34]。

- 2009年（平成21年）3月19日で名阪特急1往復の運用から撤退した。

- 2012年（平成24年）3月20日ダイヤ変更で、更新工事による運用離脱によって本系列充当の名伊特急2往復が一般車両化され、1日2往復となった（土休日も1往復を一般車両化）。一方で、阪伊特急1往復が本系列に置き換えとなり、1日3往復となった（土休日は3往復のままだが、阪伊折返しの上り京都行きが大阪難波行きに変更された。京伊特急は存置された。

- 2012年（平成24年）8月4日から、リニューアル編成の運用を開始した。

- 2013年（平成25年）7月、23000系全6編成のリニューアル更新工事は完了した。

- 2014年（平成26年）9月21日ダイヤ変更からは名伊運用時の編成の向きが逆向きになった。それに伴い、登場当時、また「しまかぜ」と同じで、伊勢中川 - 賢島間における編成の向きが阪伊特急・京伊特急・名伊特急でいずれも揃えられた[35]。

- 2022年（令和4年）12月17日ダイヤ変更にて、京橿特急の運用が復活することになった。なお、一部列車は大和西大寺発着の橿原線内運用である[36]。

2023年（令和5年）大阪難波/大阪上本町[阪伊]･近鉄名古屋[名伊]･京都[京伊]↔松阪/宇治山田/鳥羽/賢島間の一部伊勢志摩特急と大阪難波↔近鉄奈良間[阪奈]、京都↔近鉄奈良間[京奈]、京都↔橿原神宮前間[京橿]及び大和西大寺↔橿原神宮前の一部特急で運用されている。
2024年（令和6年）土休日に１本設定されていた伊勢志摩ライナーによる賢島14時40分発近鉄名古屋行［名伊甲特急］はダイヤ改正後アーバンライナーに種別変更された。これに伴い伊勢志摩ライナーによる名伊甲特急の運用は土休日の近鉄名古屋9時25分発賢島行のみとなった。過去には前記した名阪特急でも運用されていた。
1994年3月28、29日の2日間にわたって、近鉄名古屋 - 宇治山田間にて当形式を使用したお召し列車が運行されている。
配置車両基地は当初は高安検車区で、その後西大寺検車区に変更されていたが、2009年3月20日付で再び高安検車区に変更され、2019年4月現在でも高安検車区に所属。2020年4月現在はIL01 - 03編成が西大寺、IL04 - 06編成が高安に所属する。

### 運用の変遷表
前ダイヤ変更より変更のあった箇所を太字で示す。
| ダイヤ変更               | 曜日           | 方面           | 系統           | 系統           | 系統           | 系統           | 系統           | 系統           | 系統           | 系統           | 系統           | 系統           | 備考                              |
| ダイヤ変更               | 曜日           | 方面           | 名阪甲         | 名阪乙         | 阪伊甲         | 阪伊乙         | 名伊甲         | 名伊乙         | 京伊           | 京橿           | 京奈           | 阪奈           | 備考                              |
| ------------------------ | -------------- | -------------- | -------------- | -------------- | -------------- | -------------- | -------------- | -------------- | -------------- | -------------- | -------------- | -------------- | --------------------------------- |
| 1994年3月15日ダイヤ変更  | 平日           | 下り           |                |                | 2              |                | 2              |                |                |                |                |                | 阪伊甲特急,名伊甲特急での運用開始 |
| 1994年3月15日ダイヤ変更  | 平日           | 上り           |                |                | 2              |                | 2              |                |                |                |                |                | 阪伊甲特急,名伊甲特急での運用開始 |
| 1994年3月15日ダイヤ変更  | 土曜日         | 下り           |                |                | 3              |                | 2              |                |                |                |                |                | 阪伊甲特急,名伊甲特急での運用開始 |
| 1994年3月15日ダイヤ変更  | 土曜日         | 上り           |                |                | 3              |                | 2              |                |                |                |                |                | 阪伊甲特急,名伊甲特急での運用開始 |
| 1994年3月15日ダイヤ変更  | 日曜日         | 下り           |                |                | 4              |                | 2              |                |                |                |                |                | 阪伊甲特急,名伊甲特急での運用開始 |
| 1994年3月15日ダイヤ変更  | 日曜日         | 上り           |                |                | 4              |                | 2              |                |                |                |                |                | 阪伊甲特急,名伊甲特急での運用開始 |
| 1995年3月16日ダイヤ変更  | 平日           | 下り           |                |                | 2              |                | 2              |                |                |                |                |                |                                   |
| 1995年3月16日ダイヤ変更  | 平日           | 上り           |                |                | 2              |                | 2              |                |                |                |                |                |                                   |
| 1995年3月16日ダイヤ変更  | 土曜日         | 下り           |                |                | 3              |                | 2              |                |                |                |                |                |                                   |
| 1995年3月16日ダイヤ変更  | 土曜日         | 上り           |                |                | 3              |                | 2              |                |                |                |                |                |                                   |
| 1995年3月16日ダイヤ変更  | 日曜日         | 下り           |                |                | 3              |                | 2              |                |                |                |                |                |                                   |
| 1995年3月16日ダイヤ変更  | 日曜日         | 上り           |                |                | 3              |                | 2              |                |                |                |                |                |                                   |
| 1996年3月15日ダイヤ変更  | 平日           | 下り           |                |                | 2              |                | 2              |                | 1              |                | 1              |                | 京伊特急,京奈特急での運用開始     |
| 1996年3月15日ダイヤ変更  | 平日           | 上り           |                |                | 2              |                | 2              |                | 1              |                | 1              |                | 京伊特急,京奈特急での運用開始     |
| 1996年3月15日ダイヤ変更  | 土曜日         | 下り           |                |                | 3              |                | 2              |                | 1              |                | 1              |                | 京伊特急,京奈特急での運用開始     |
| 1996年3月15日ダイヤ変更  | 土曜日         | 上り           |                |                | 3              |                | 2              |                | 1              |                | 1              |                | 京伊特急,京奈特急での運用開始     |
| 1996年3月15日ダイヤ変更  | 日曜日         | 下り           |                |                | 3              |                | 2              |                | 1              |                | 1              |                | 京伊特急,京奈特急での運用開始     |
| 1996年3月15日ダイヤ変更  | 日曜日         | 上り           |                |                | 3              |                | 2              |                | 1              |                | 1              |                | 京伊特急,京奈特急での運用開始     |
| 2012年3月20日ダイヤ変更  | 平日           | 下り           |                |                |                | 3              |                | 2              | 1              |                | 1              |                |                                   |
| 2012年3月20日ダイヤ変更  | 平日           | 上り           |                |                |                | 3              |                | 2              | 1              |                | 1              |                |                                   |
| 2012年3月20日ダイヤ変更  | 土休日         | 下り           |                |                | 1              | 2              | 1              | 1              | 1              |                | 1              |                |                                   |
| 2012年3月20日ダイヤ変更  | 土休日         | 上り           |                |                |                | 3              |                | 2              | 1              |                | 1              |                |                                   |
| ダイヤ変更               | 曜日           | 方面           | 系統           | 系統           | 系統           | 系統           | 系統           | 系統           | 系統           | 系統           | 系統           | 系統           | 備考                              |
| ダイヤ変更               | 曜日           | 方面           | 名阪甲         | 名阪乙         | 阪伊甲         | 阪伊乙         | 名伊甲         | 名伊乙         | 京伊           | 京橿           | 京奈           | 阪奈           | 備考                              |
| 2013年3月17日ダイヤ変更  | 平日           | 下り           |                |                |                | 3              |                | 4              | 1              |                | 2              |                | 阪奈特急での運用復活              |
| 2013年3月17日ダイヤ変更  | 平日           | 上り           |                |                |                | 3              |                | 4              | 1              |                | 2              | 1              | 阪奈特急での運用復活              |
| 2013年3月17日ダイヤ変更  | 土休日         | 下り           |                |                | 1              | 4              | 1              | 2              | 1              |                | 2              | 1              | 阪奈特急での運用復活              |
| 2013年3月17日ダイヤ変更  | 土休日         | 上り           |                |                | 1              | 4              | 1              | 2              | 1              |                | 2              |                | 阪奈特急での運用復活              |
| 2014年9月21日ダイヤ変更  | 平日           | 下り           |                |                |                | 3              |                | 4              | 1              |                | 2              |                |                                   |
| 2014年9月21日ダイヤ変更  | 平日           | 上り           |                |                |                | 3              |                | 4              | 1              |                | 2              | 1              |                                   |
| 2014年9月21日ダイヤ変更  | 土休日         | 下り           |                |                | 1              | 3              | 1              | 3              | 1              |                | 2              | 1              |                                   |
| 2014年9月21日ダイヤ変更  | 土休日         | 上り           |                |                | 1              | 3              | 1              | 3              | 1              |                | 2              |                |                                   |
| 2016年3月19日ダイヤ変更  | 平日           | 下り           |                |                |                | 3              |                | 4              | 1              |                | 2              |                |                                   |
| 2016年3月19日ダイヤ変更  | 平日           | 上り           |                |                |                | 3              |                | 4              | 1              |                | 2              | 1              |                                   |
| 2016年3月19日ダイヤ変更  | 土休日         | 下り           |                |                | 1              | 3              | 1              | 3              | 1              |                | 2              | 2              |                                   |
| 2016年3月19日ダイヤ変更  | 土休日         | 上り           |                |                | 1              | 3              | 1              | 3              | 1              |                | 2              | 2              |                                   |
| 2018年3月17日ダイヤ変更  | 本数の変更なし | 本数の変更なし | 本数の変更なし | 本数の変更なし | 本数の変更なし | 本数の変更なし | 本数の変更なし | 本数の変更なし | 本数の変更なし | 本数の変更なし | 本数の変更なし | 本数の変更なし |                                   |
| 2020年3月14日ダイヤ変更  | 平日           | 下り           |                |                |                | 3              |                | 5              | 1              |                | 2              |                |                                   |
| 2020年3月14日ダイヤ変更  | 平日           | 上り           |                |                |                | 3              |                | 5              | 1              |                | 2              |                |                                   |
| 2020年3月14日ダイヤ変更  | 土休日         | 下り           |                |                | 1              | 3              | 1              | 4              | 1              |                | 2              | 2              |                                   |
| 2020年3月14日ダイヤ変更  | 土休日         | 上り           |                |                | 1              | 3              | 1              | 4              | 1              |                | 2              | 2              |                                   |
| ダイヤ変更               | 曜日           | 方面           | 系統           | 系統           | 系統           | 系統           | 系統           | 系統           | 系統           | 系統           | 系統           | 系統           | 備考                              |
| ダイヤ変更               | 曜日           | 方面           | 名阪甲         | 名阪乙         | 阪伊甲         | 阪伊乙         | 名伊甲         | 名伊乙         | 京伊           | 京橿           | 京奈           | 阪奈           | 備考                              |
| 2021年7月3日ダイヤ変更   | 平日           | 下り           |                |                |                | 3              |                | 5              | 1              |                | 3              |                |                                   |
| 2021年7月3日ダイヤ変更   | 平日           | 上り           |                |                |                | 3              |                | 5              | 1              |                | 3              | 1              |                                   |
| 2021年7月3日ダイヤ変更   | 土休日         | 下り           |                |                | 1              | 4              | 1              | 4              | 1              |                | 3              | 1              |                                   |
| 2021年7月3日ダイヤ変更   | 土休日         | 上り           |                |                | 1              | 4              | 1              | 4              | 1              |                | 3              | 1              |                                   |
| 2022年4月23日ダイヤ変更  | 平日           | 下り           |                |                |                | 3              |                | 6              | 1              | 2              | 1              | 0              | 京橿特急での運用復活              |
| 2022年4月23日ダイヤ変更  | 平日           | 上り           |                |                |                | 3              |                | 6              | 1              | 3              | 1              | 1              | 京橿特急での運用復活              |
| 2022年4月23日ダイヤ変更  | 土休日         | 下り           |                |                | 1              | 4              | 1              | 5              | 1              | 2              | 2              | 0              | 京橿特急での運用復活              |
| 2022年4月23日ダイヤ変更  | 土休日         | 上り           |                |                | 1              | 4              | 1              | 5              | 1              | 2              | 2              | 1              | 京橿特急での運用復活              |
| 2022年12月17日ダイヤ変更 | 平日           | 下り           |                |                |                | 3              |                | 6              | 1              | 3              | 1              |                |                                   |
| 2022年12月17日ダイヤ変更 | 平日           | 上り           |                |                |                | 3              |                | 6              | 1              | 3              | 1              | 1              |                                   |
| 2022年12月17日ダイヤ変更 | 土休日         | 下り           |                |                | 1              | 4              | 1              | 5              | 1              | 2              | 1              | 1              |                                   |
| 2022年12月17日ダイヤ変更 | 土休日         | 上り           |                |                | 1              | 4              | 1              | 5              | 1              | 2              | 2              | 1              |                                   |
| 2024年3月16日ダイヤ変更  | 平日           | 下り           |                |                |                | 3              |                | 6              | 1              | 3              | 1              |                |                                   |
| 2024年3月16日ダイヤ変更  | 平日           | 上り           |                |                |                | 3              |                | 6              | 1              | 3              | 1              | 1              |                                   |
| 2024年3月16日ダイヤ変更  | 土休日         | 下り           |                |                | 1              | 4              | 1              | 5              | 1              | 2              | 1              | 1              |                                   |
| 2024年3月16日ダイヤ変更  | 土休日         | 上り           |                |                | 1              | 4              | 0              | 6              | 1              | 2              | 2              | 1              |                                   |
| ダイヤ変更               | 曜日           | 方面           | 名阪甲         | 名阪乙         | 阪伊甲         | 阪伊乙         | 名伊甲         | 名伊乙         | 京伊           | 京橿           | 京奈           | 阪奈           | 備考                              |
| ダイヤ変更               | 曜日           | 方面           | 系統           |                |                |                |                |                |                |                |                |                | 備考                              |